# Tokio
Tokio (jap. 東京都ⓘ Tōkyō-to) – stolica i największe miasto Japonii, położone na południowo-wschodnim wybrzeżu Honsiu i zarazem największy obszar metropolitalny na świecie – liczący 37 115 000 mieszkańców (stan na czerwiec 2024) Spadek -0.21% od czerwca 2023. Nazwa Tōkyō (jap. 東京) oznacza „Wschodnią Stolicę”. Do 1868 r. miasto nazywało się Edo.
Tokio formalnie nie jest miastem, ale prefekturą metropolitalną od 1 lipca 1943. Zostało zniszczone przez trzęsienie ziemi w 1923, a także przez amerykańskie bombardowania w maju 1945 (podczas II wojny światowej). Było również organizatorem letnich igrzysk olimpijskich w 1964 i ponownie w 2021.
Znajdują się tutaj: cesarski kompleks pałacowy (Pałac Cesarski), gmach parlamentu, Tokyo Tower, Tokyo Skytree, zabytkowe świątynie buddyjskie, chramy shintō, muzea, obiekty kultury, parki. Tokio jest siedzibą jednej z głównych giełd świata i rekordowej liczby dużych przedsiębiorstw.
W 2023 Tokio odwiedziło 25,06 mln turystów z całego świata – było jednym z najbardziej odwiedzanych miast w 2023 roku.

## Terytorium
Tōkyō-to jest odrębną jednostką w podziale administracyjnym państwa, co jest zaznaczone znakiem 都 (wymawianym to) oznaczającym „stolicę” lub „metropolię” i w języku angielskim tłumaczone jako Tokyo Metropolis lub Tokyo Metropolitan Prefecture, czyli Tokijska Prefektura Metropolitalna. Władze miasta wyróżniają w niej trzy obszary: 23 dzielnice, region Tama oraz wyspy.

### Metropolia
Obszar wielkiej aglomeracji (niebędącej formalną jednostką administracyjną), zwany Wielkim Tokio, obejmuje części sąsiednich prefektur i miast, skupiając w 2017 r. 37,9 mln mieszkańców. Wielkie Tokio, czyli Greater Tokyo Area zwane jest także Tokyo Megalopolis Region. W takim ujęciu obejmuje Tōkyō-to oraz trzy sąsiednie prefektury: Saitama, Chiba, Kanagawa. Istnieje także jeszcze szersze pojęcie, również nieformalne, National Capital Region, czyli Tōkyō-to i siedem prefektur: Saitama, Chiba, Kanagawa, Ibaraki, Tochigi, Gunma, Yamanashi.

## Położenie i znaczenie miasta

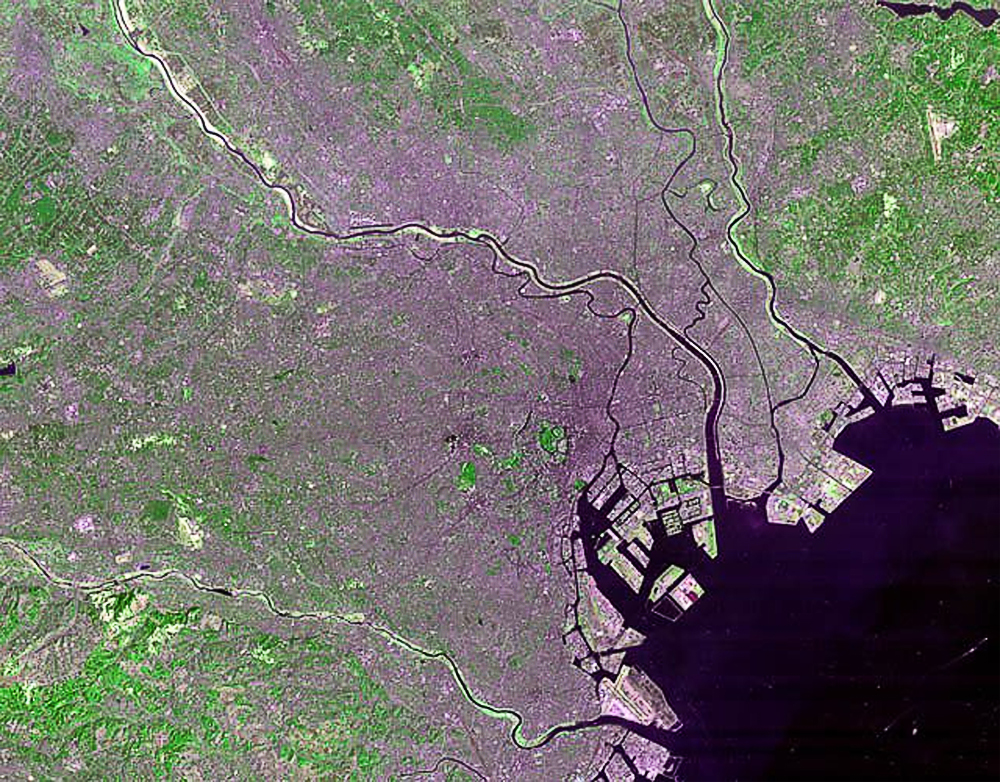
Zespół miejski Tokio. Największy zespół zieleni pośrodku to teren Pałacu Cesarskiego

Metropolia stołeczna Tokio leży w regionie Kantō, na największej japońskiej równinie, na wyspie Honsiu (Honshū), u ujścia rzeki Sumida do Zatoki Tokijskiej. Współrzędne geograficzne centralnej części miasta to: 35°41′ szerokości geograficznej północnej i 139°46′ długości geograficznej wschodniej.
Obszar prefektury metropolitalnej Tokio pocięty jest rzekami. Sumida jest historycznym korytem rzeki Ara, która od II ćw. XX w. ma sztucznie wykonane, alternatywne koryto do Zatoki Tokijskiej, omijające obszar centralny miasta. Na wschodzie płyną rzeki Naka i Edo. Ta ostatnia jest wschodnią granicą miasta (na odcinku południowym, gdzie przekopano alternatywne koryto do Zatoki, stary ciek nosi nazwę Kyū-Edo). Głównym ciekiem zachodniej części obszaru jest rzeka Tama, będąca na znacznej długości południową granicą miasta.
Wschodnia część miasta leży na płaskim, a na wschód od Sumidy wręcz podmokłym terenie, podczas gdy zachodnia – na terenie lekko pofalowanym, z widocznymi dolinami i płytkimi wąwozami dawnych rzek. Jest to wschodni skraj wyżyny Musashino, ciągnącej się na zachód, aż po góry oddzielające ją od kotliny dawnej prowincji Kai. Góry zajmują duży obszar prefektury. Ich zbocza są strome i zalesione (lasem pokryte jest 36% obszaru Tōkyō-to). Najwyższym szczytem jest Kumotori o wysokości 2017 m n.p.m. Na terenie stołecznej prefektury znajdują się także inne szczyty, m.in.: Takanosu (1737 m n.p.m.), Ōdake (1267 m n.p.m.), czy otoczone szczególnym kultem Mitake (929 m n.p.m.) i Takao (599 m n.p.m.). Wysoko w górach na rzece Tamie znajduje się największe jezioro na terenie prefektury – sztuczny zbiornik Okutama-ko.
Wielki zespół miejski południowego Kantō, którego stolica Japonii stanowi centrum, tworzy obszar zurbanizowany, zajmujący większą część Tōkyō-to oraz prefektury Kanagawa (gdzie leży Jokohama, drugie co do wielkości miasto Japonii), jak również znaczną część prefektur Chiba i Saitama. W strefie bezpośredniego oddziaływania miasta pozostają również prefektury: Gunma, Ibaraki, Tochigi, Yamanashi i Shizuoka.
Stolica jest centrum politycznym, handlowym, finansowym, edukacyjnym i medialnym kraju. Nie ma ona konkurencji w Japonii pod względem liczby biur, ministerstw, korporacji, uczelni, muzeów, teatrów i parków rozrywki. Aż 47,3% korporacji japońskich o kapitale powyżej miliarda jenów znajduje się w Tokio. 9,8% wszystkich zatrudnionych w kraju pracuje na terenie prefektury Tokio i wytwarza 16,8% dochodu narodowego. Metropolia ma wysoko rozwinięty system komunikacji miejskiej, m.in. najdłuższą na świecie sieć szybkich kolei miejskich oraz jeden z największych systemów miejskich dróg ekspresowych.
Tokio leży w strefie dużej aktywności sejsmicznej, co stwarza specyficzne wymagania dla zabudowy. Istnieje realne zagrożenie kolejnym wielkim trzęsieniem ziemi, które mogłoby ponownie zniszczyć miasto. Mimo to miasto wciąż przyciąga ludzi z całego kraju, a nawet świata. Od dłuższego czasu imigracja lokuje się głównie nie w samym mieście, ale na obszarze szeroko pojętej aglomeracji.

## Ludność
| rok  | populacja |
| ---- | --------- |
| 1750 | 1 220 000 |
| 1850 | 1 150 000 |
| 1873 | 595 905   |
| 1886 | 1 121 883 |
| 1898 | 1 440 121 |
| 1903 | 1 818 655 |
| 1908 | 2 186 079 |
| 1913 | 2 050 126 |
| 1920 | 2 173 201 |
| 1925 | 1 995 567 |
| 1930 | 2 070 913 |
| 1935 | 5 875 667 |
| 1940 | 6 778 804 |
| 1945 | 2 777 010 |
| 1947 | 4 177 548 |
| 1950 | 5 385 071 |
| 1955 | 6 969 104 |
| 1960 | 8 310 027 |
| 1965 | 8 893 094 |
| 1970 | 8 840 942 |
| 1975 | 8 646 520 |
| 1980 | 8 351 893 |
| 1985 | 8 354 615 |
| 1990 | 8 163 573 |
| 1995 | 7 967 614 |
| 2000 | 8 134 688 |
| 2005 | 8 489 653 |
| 2010 | 8 949 447 |
| 2015 | 9 272 740 |
| 2020 | 9 744 534 |

Szacuje się, że już w I połowie XVIII wieku liczba ludności Tokio (ówczesnego Edo) przekroczyła 1 mln, czyniąc to miasto największym na świecie. Przez kolejne 100 lat populacja miasta pozostawała na podobnym poziomie, choć bywały okresy znacznych ubytków wynikających z katastrof naturalnych (pożarów, trzęsień ziemi, tsunami, tajfunów, powodzi), rzadziej w wyniku powstań i epidemii.
Restauracja Meiji w 1868, jak również wielki pożar w 1871, wpłynęły na znaczne zmniejszenie populacji stolicy. Koniec XIX i początek XX wieku charakteryzowały się ponownym przyrostem ludności wynikającym z industrializacji kraju, dalszej urbanizacji i modernizacji w stylu zachodnim.
W 1923 miasto i jego okolice nawiedziło potężne trzęsienie ziemi, co istotnie wpłynęło na populację (większość terenów miasta została doszczętnie zniszczona nie tylko w wyniku ruchów skorupy ziemskiej, ale przede wszystkim następujących po nich pożarów).
W kolejnych latach (zwłaszcza w latach 30. XX wieku) miasto doświadczyło nieznanego w historii wzrostu liczby ludności (głównie powrotu rdzennych tokijczyków oraz migracji nowej ludności z terenów wiejskich) wynikającego z odbudowy zniszczonych dzielnic, przebudowy pozostałych terenów (unowocześnienia infrastruktury, założenia nowych zakładów przemysłowych, powstania nowoczesnych osiedli mieszkaniowych).
Pod koniec II wojny światowej miasto doświadczyło kolejnego znacznego spadku liczby ludności w wyniku amerykańskich nalotów bombowych, które zniszczyły około 70% powierzchni miasta.
Od 1946 następowały odbudowa i ponowny powrót tokijczyków do stolicy oraz napływ nowej ludności z okolicznych regionów. Od 1967 migracje do/z Tokio charakteryzowały się saldem ujemnym, z wyjątkiem 1985. W 2004 zanotowano saldo dodatnie 72 tys. osób (na 795 tys. osób migrujących). Jednakże nie oznacza to, że wzrost miasta został zahamowany, ponieważ urbanizacji uległy tereny położone poza 23 okręgami specjalnymi i prefekturą Tokio. Na przykład sieć transportowa zachodnich dzielnic Kawasaki i Jokohamy, nakierowana raczej na Tokio, niż na centra obu miast, świadczy o tym, że wzrost ich populacji był w gruncie rzeczy wzrostem bezpośrednio związanym z Tokio.
Według stanu na 1 października 2015 r. populacja Tokio szacowana jest na 13,5 mln, co stanowi około 11% całkowitej liczby ludności Japonii. Ma zatem największą populację spośród wszystkich 47 prefektur, a zajmując powierzchnię 2191 km², co stanowi 0,6% całkowitej powierzchni kraju, ma gęstość zaludnienia 6158 osób/km², a więc jest prefekturą najgęściej zaludnioną. W podziale na trzy wyróżniane regiony liczba ludności wynosi: (1) obszar okręgów specjalnych (23-ku) zamieszkuje 9,2 mln osób, (2) obszar Tama – 4,2 mln, (3) Wysp Tokio – 26 tysięcy. Prefektura metropolitalna Tokio ma 6,9 mln gospodarstw domowych, ze średnią 1,94 osoby na gospodarstwo domowe. Liczba rezydentów zagranicznych według podstawowego rejestru wynosi 440 tys. na dzień 1 października 2015 roku.
Proces starzenia się populacji jest jednym z większych problemów demograficznych Japonii. W Tokio w 1985 roku 8,9% ludności znajdowało się w grupie powyżej 65 lat, a w 2000 było to 17,3%. Odsetek osób starszych przekroczył standard ONZ 14% dla „społeczeństwa w podeszłym wieku” w 1998 roku, a obecnie zbliża się do poziomu 21%, co oznacza „społeczeństwo w podeszłym wieku”.
W 2000 roku liczba osób w wieku produkcyjnym wynosiła 6,47 mln, z czego 312 tys. pozostawało bez zatrudnienia. Spośród zatrudnionych mieszkańców Tokio 46,3% pracowało na stanowiskach urzędniczych, 29,9% – w usługach, 24% – w przemyśle i transporcie, 0,5% – w rolnictwie i rybołówstwie.

## Historia

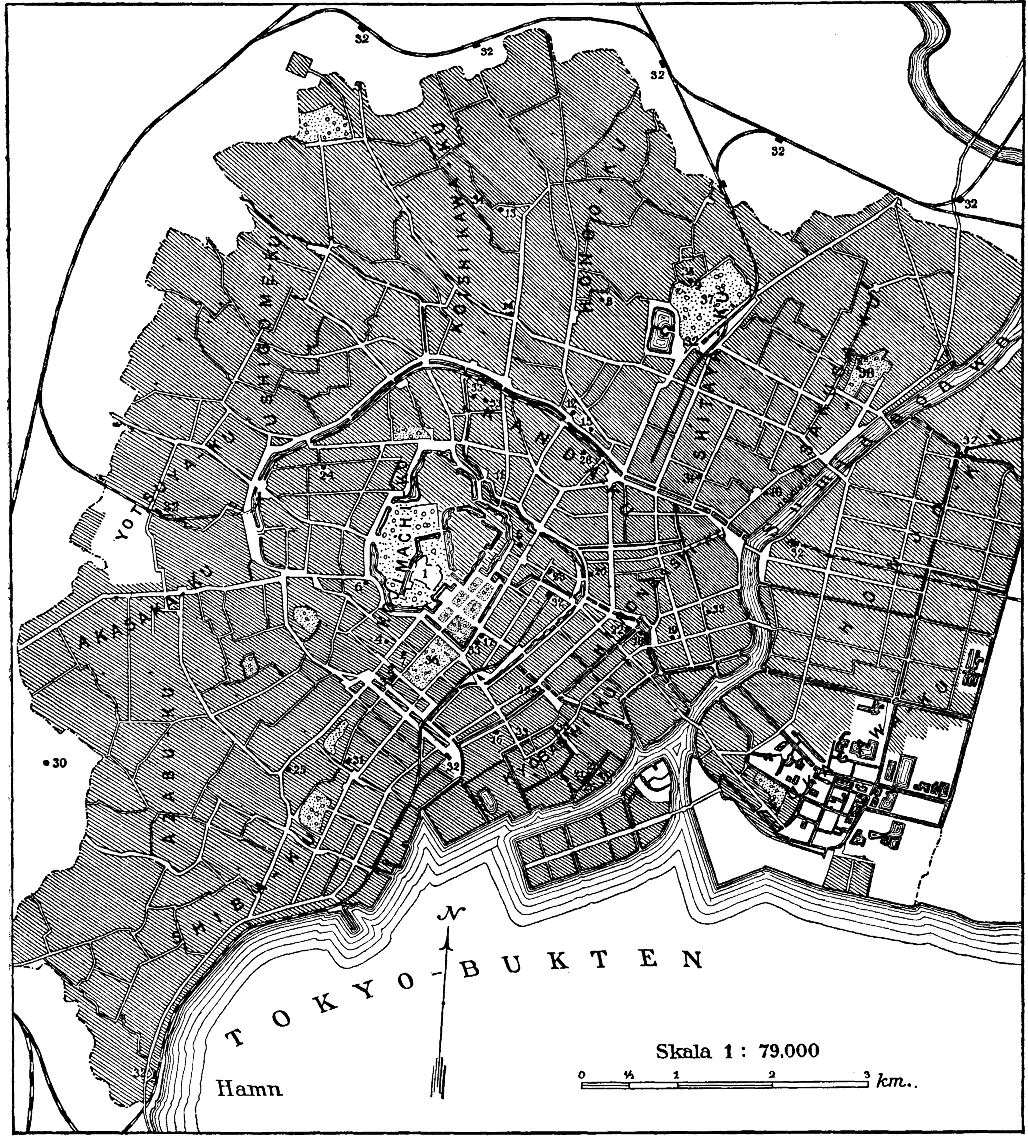
Plan Tokio z około 1905

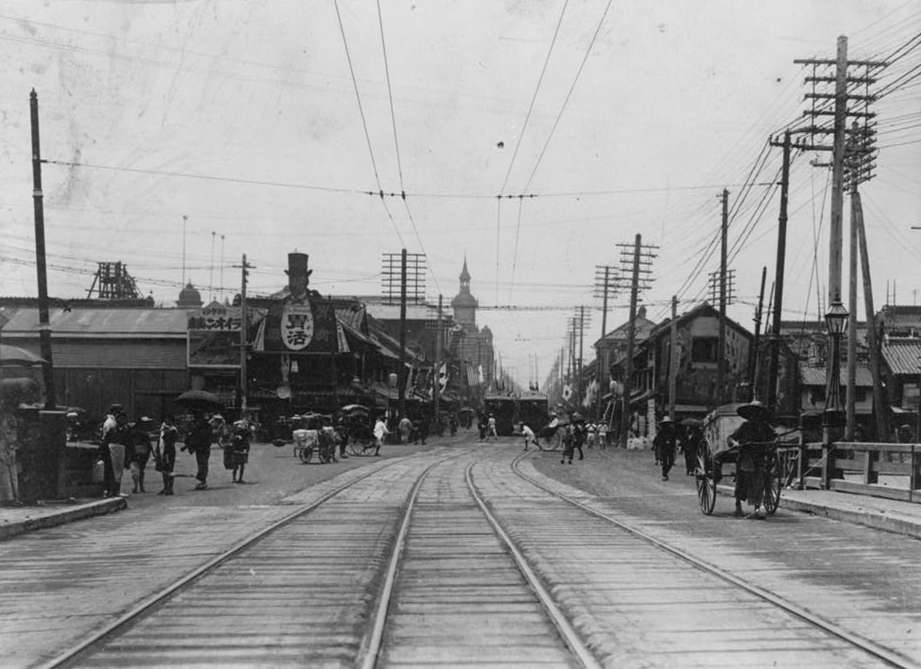
Ulica tokijska, około 1905

Pierwsza wzmianka o osadzie rybackiej na przedpolu późniejszego zamku Edo pojawiła się w XII wieku. Ieyasu Tokugawa – założyciel dynastii siogunów, panującej od XVII do XIX wieku, uzyskawszy od Hideyoshi Toyotomi ziemie Kantō jako dzierżawę lenną (lata 90. XVI w.), uczynił z Edo centrum swoich dóbr, a potem faktyczną stolicę kraju. Edo było siedzibą dynastii Tokugawa do restauracji Meiji w XIX wieku.

### Przebudowa okresów Meiji i Taishō
Na początku okresu Meiji (1868–1912) miasto otrzymało nową nazwę Tōkyō, co znaczy „wschodnia stolica”, i oficjalnie stało się siedzibą cesarza i władz kraju. W 1871 utworzono prefekturę Tokio (jap. 東京府 Tōkyō-fu), która rok później uzyskała granice zbliżone do obecnych; obejmowała ona 15 dzielnic (jap. 区 ku) miasta i kilka powiatów. W 1889 dzielnice te weszły w skład nowo utworzonej jednostki – miasta Tokio (jap. 東京市 Tōkyō-shi). Jako jednostka administracji terytorialnej istniała do 1943, w granicach powiększonych w 1932 i składała się z 35 dzielnic.
Ewolucja miasta od stolicy siogunów feudalnego państwa do stolicy rozwijającego się, nowoczesnego kraju przebiegała stopniowo. Dzielnice centrum miasta zajęte przez mieszczan ewoluowały w kierunku centrum handlowego, dzielnice daimyō zajęte zostały przez rezydencje arystokracji, rodzącej się burżuazji, wysokich urzędników państwowych, dzielnice samurajów – przez przedstawicieli klasy średniej. Szczególnie duże przemiany miały miejsce wkrótce na terenach dawnych rezydencji daimyō.
W 1872 pożar strawił część śródmieścia. Odbudowa była pierwszą próbą wprowadzenia architektury zachodniej: powstała wówczas „georgiańska” obudowa głównej ulicy Ginzy – Chūō-dōri. W 1876 otwarto park Ueno, pierwszy wielki kompleks zieleni publicznej, założony obok XVII-wiecznego chramu Ueno Tōshō-gū. W 1882 znalazło w nim lokalizację tokijskie Muzeum Narodowe (założone w 1872 jako pierwsze muzeum w Japonii). W tym samym roku założono ogród zoologiczny. W parku organizowano wielkie wystawy, m.in. w 1877 (I Krajowa Wystawa Przemysłowa), 1890 (III Wystawa), 1907 (Wystawa Przemysłowa Meiji), 1922 (Wystawa Pokoju). Powstawały dla nich okazałe pawilony, będące nieraz manifestacją najmodniejszych form architektury Zachodu. W 1877 otwarto Uniwersytet Tokijski. Jego główny kampus powstał na terenie dawnego majątku rodziny Maeda, na zachód od parku Ueno.
W 1872 otwarto pierwszą w kraju linię kolejową, łączącą tokijską dzielnicę Shimbashi z Jokohamą. Drugą – doprowadzono w 1883 od północy do dworca Ueno. Obie linie połączyła w 1885 obwodnica kolejowa. Linia ta, zwana linią Yamanote (lub Yamate), choć budowana jeszcze w znacznym oddaleniu od zabudowy, wyznaczyła przyszły obszar dzielnic centralnych i miała odegrać wielką rolę w ukształtowaniu współczesnego miasta. W 1882 w mieście uruchomiono pierwszą linię tramwaju konnego. Elektryfikacja sieci następowała od 1903. Mniej więcej w pierwszej dekadzie XX w. zabudowa miasta osiągnęła linię obwodnicy Yamanote, a wraz z nią rozbudowywano linie tramwajowe. Sieć ta znalazła się pod jednym zarządem, a w 1911 została wykupiona przez miasto.
Charakterystyczne drewniane mosty z okresu Edo przetrwały najdłużej na węższych rzekach i kanałach. Na Sumidzie proces zastępowania ich konstrukcjami żelaznymi zaczął się w 1874 (Umaya-bashi), a skończył w 1911 (Shin-ōhashi). Most Nihonbashi, zastąpiony konstrukcją kamienną w 1911, uzyskał atrakcyjną oprawę architektoniczną.
Modernizacja miasta na większą skalę nastąpiła poprzez budowę dzielnicy rządowej. Ulokowano ją wokół cesarskiego kompleksu pałacowego, na terenie uzyskanym po zlikwidowanych rezydencjach daimyō. Powstały wówczas liczne budynki urzędów, agencji rządowych i ministerstw w Kasumigaseki oraz siedzib banków i instytucji finansowych w Marunouchi, bezpośrednio na zachód od wzniesionego w 1914 dworca Tōkyō. Kanał, stanowiący południową fosę dawnego pierścienia domów samurajskich, został zasypany, aby umożliwić budowę szerokiej ulicy obwodowej. Pomiędzy Marunouchi i Kasumigaseki urządzono publiczny park Hibiya, otwarty w 1903 roku. Japońską wersję Wersalu zrealizowano w postaci pałacu Akasaka Geihinkan (arch. Tōkuma Katayama, 1909) przeznaczonego pierwotnie na siedzibę następcy tronu, a obecnie pełniącego rolę rezydencji dla oficjalnych gości państwa. Jednocześnie, w 1908, pojawiła się pierwsza w mieście (i kraju) kamienica czynszowa. Zbudowano ją koło parku Ueno i nazwano „Ueno Club”.
Wskutek braku dostępnych terenów w śródmieściu, duże kompleksy zielone zakładano na obrzeżach miasta. W 1906 otwarto park Shinjuku (Shinjuku Gyoen), a w latach 20. urządzono kompleks parkowo-architektoniczny chramu Meiji, poświęcony cesarzowi i cesarzowej Meiji (zm. 1912 i 1914).
W drugiej połowie okresu Meiji wzrost liczby ludności Tokio stymulowany był rozwojem przemysłu. W 1897 były 333 fabryki zatrudniające 30 tys. osób, zaś w 1919 roku 7233 fabryki zatrudniały niemal 190 tys. osób. Głównym miejscem, gdzie lokował się przemysł, początkowo głównie w postaci małych i średnich przedsiębiorstw, były wschodnie brzegi Sumidy, gdzie grunty były podmokłe i przez to tanie. Później popularnymi lokalizacjami dla fabryk stały się północne obszary Senju (Adachi) i Ōji (Kita).

### Przebudowa i rozbudowa po trzęsieniu ziemi w Kantō

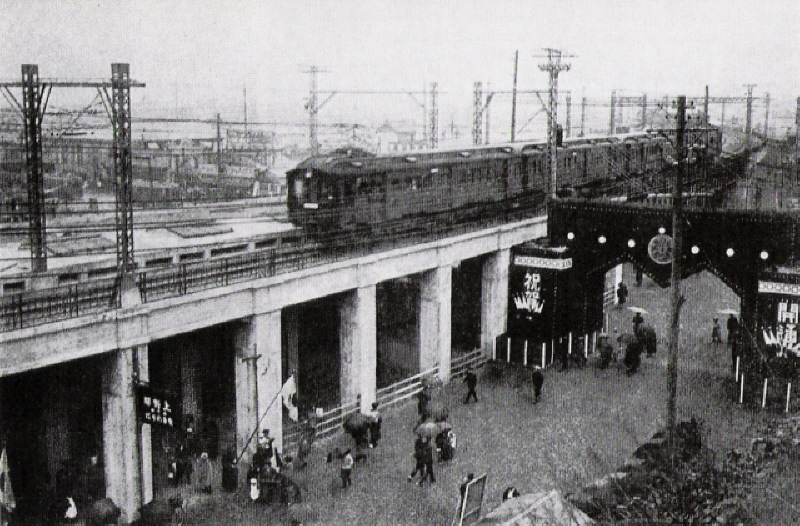
Elektryczny pociąg linii Yamanote po otwarciu pełnego pierścienia, 1925

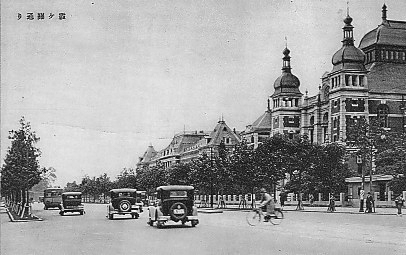
Kasumigaseki, ok. 1930

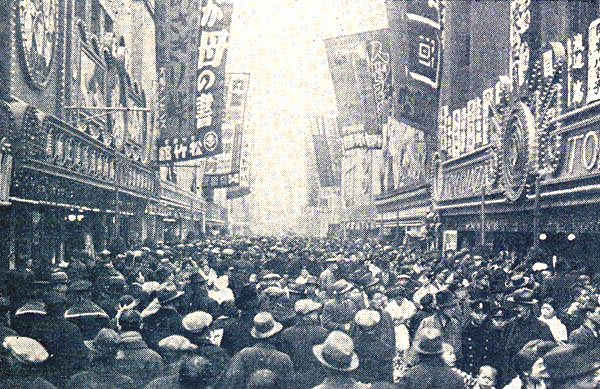
Asakusa, rejon kin i „czerwonych latarni”, 1937

W dniu 1 września 1923 region Kantō nawiedziło potężne trzęsienie ziemi o sile 8,3 w skali Richtera. Ogromny pożar strawił dwie trzecie obszaru Tokio: całą zabudowę po wschodniej stronie rzeki Sumida, wszystkie dzielnice na jej zachodnim brzegu od Asakusa na północy, przez śródmieście po Shimbashi oraz bezpośrednie otoczenie kompleksu Pałacu Cesarskiego. Liczbę ofiar obliczano na 142 807 osób. Była to jedna z największych katastrof w historii ludzkości.
Po trzęsieniu ziemi rozpoczęto intensywną odbudowę, której kierunki wyznaczyła Agencja Odbudowy Stolicy Cesarskiej pod kierownictwem wybitnego polityka i „modernizatora” Japonii, Shinpei Gotō. Plan zakładał poważne zmiany ukształtowania najbardziej zniszczonych dzielnic, budowę szerokich arterii wyposażonych w odpowiednią infrastrukturę, m.in. Yasukuni-dōri i Shōwa-dōri, zespołu dużych mostów na Sumidzie, urządzenie wielkich parków (w tym na nabrzeżach rzeki), urządzenie hal targowych (m.in. targu w Tsukiji), budowę wielu szkół elementarnych i towarzyszących im terenów zielonych. Chociaż części tych zamierzeń nigdy nie zrealizowano, zakres dokonanych restrukturyzacji układu działek i kwartałów śródmieścia oraz liczba przebić i poszerzeń ulic są imponujące. Już wówczas zasypano wiele kanałów śródmiejskich, traktowanych jak anachronizm, i przeznaczono je pod ulice lub zabudowę. Zupełne zniszczenie miasta ułatwiło też Kolejom Rządowym przeprowadzenie dwóch nadziemnych linii średnicowych łączących dworzec Tōkyō z dworcem Ueno oraz dworzec Ryōgoku z powstałą wcześniej linią Chūō (1932), krzyżujących się w Akihabara. Natomiast prywatne konsorcja budowały kolejne odcinki podziemnej linii metra – pierwszy otwarto między Asakusa i Ueno w 1929, a całą trasę do Shibuya otwarto w 1939. Jednocześnie urządzano planowane wcześniej nowe koryto rzeki Ara, które przebiega poza wschodnimi rubieżami ówczesnego miasta (ukończone przed 1932).
W okresie międzywojennym przemiana obrazu architektonicznego historycznego śródmieścia w kierunku wzorca metropolii Zachodu była już bardzo zaawansowana. Szczególnie wiele okazałych gmachów istniało już w Nihonbashi, Kyōbashi i Ginzy. W Nagata-chō ukończono (1925) monumentalny gmach parlamentu z osiowym przedpolem (arch. F. Watanabe, Sh. Takeuchi), w stylu klasycyzującego modernizmu. Rok później ukończono podobny w formie gmach Galerii Obrazów Meiji (arch. Masatsugu Kobayashi). Stopniowo próbowano też stworzyć budowle bardziej związane z tradycją narodową. Przykładem jest gmach główny Muzeum Narodowego wzniesiony w 1932 w parku Ueno. Jego styl określano jako „koronno-imperialny” (arch. Jin Watanabe). Stosowano też formy bardziej surowe, modernistyczne – np. budynek dworca Ueno (1932).
Także w okresie międzywojennym intensywnej urbanizacji ulegały obszary położone coraz dalej na zewnątrz od kolei obwodowej Yamanote. Spowodowała ona budowę licznych linii elektrycznych kolejek dojazdowych, które łączyły się z linią Yamanote, nie mając prawa penetrować samego miasta (gdzie był monopol tramwajów toden). Charakterystyczna dla Japonii rozbudowa ważniejszych stacji kolejowych do skali wielkich zespołów handlowo-usługowych, została podjęta w Tokio już w okresie międzywojennym, najpierw przez zarządy dentetsu. To właśnie te stacje, z towarzyszącymi im własnymi domami towarowymi, stały się ogniskami, wokół których ukształtowały się subcentra tokijskie położone na linii Yamanote. Koleje dojazdowe zaangażowały się też w rozwój przedmieść mieszkaniowych położonych na trasach swoich linii. Najbardziej znane z nich to przedmieście Den’enchōfu kolei elektrycznej Tōkyū. Planowemu rozwojowi towarzyszyła jednak spontaniczna urbanizacja terenów leżących poza koleją obwodową – ona głównie nadała chaotyczne oblicze zachodnim i południowym dzielnicom zewnętrznym.
W 1943 wprowadzono wspólną administrację miasta i prefektury, tworząc specjalną prefekturę stołeczną Tōkyō-to. Dzielnice tworzące dawne miasto Tokio uzyskały status podobny do innych gmin (miast) istniejących wcześniej na terenie prefektury.

### Powojenna odbudowa i boom gospodarczy

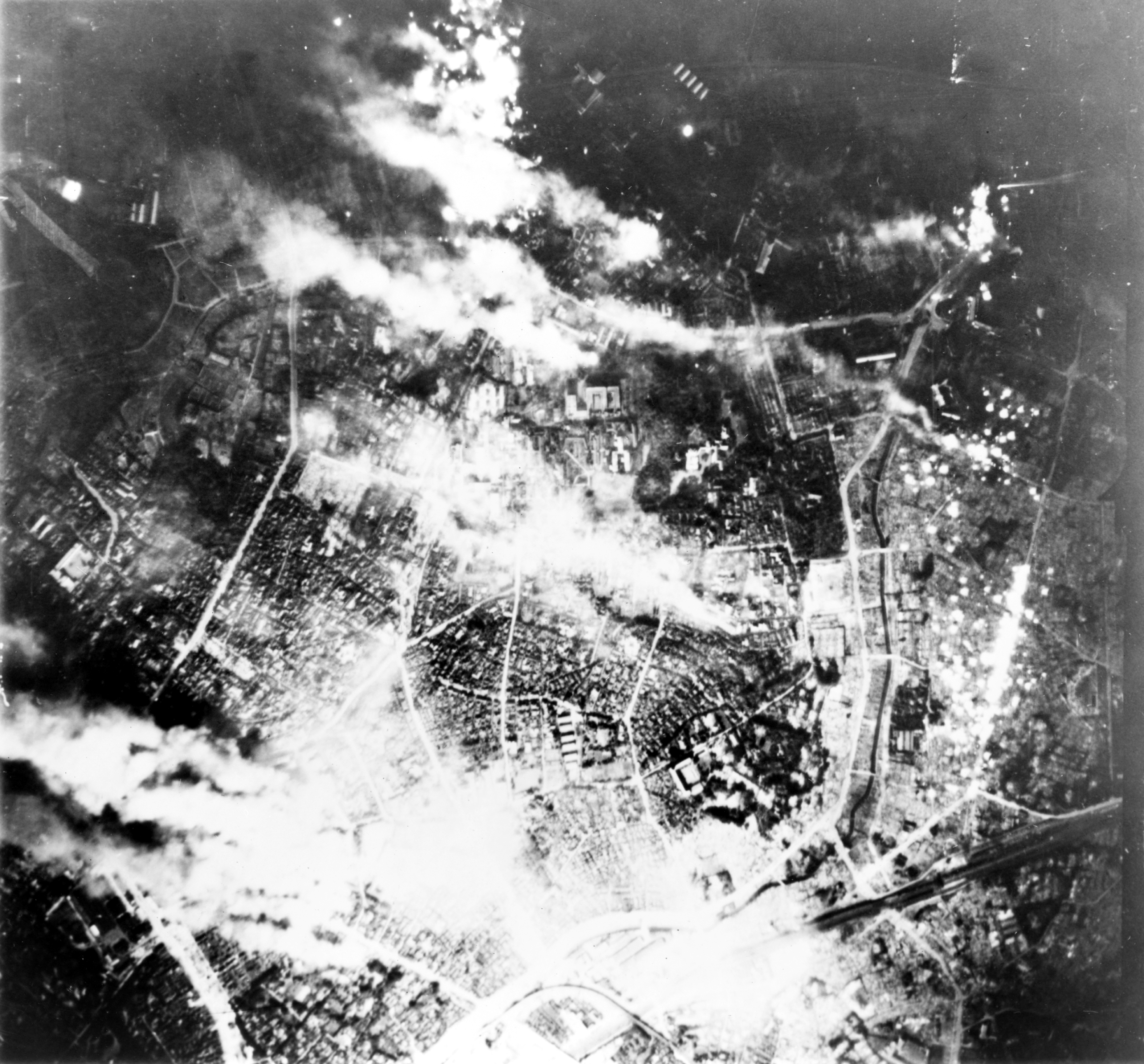
Bombardowanie miasta 26 maja 1945

U schyłku II wojny światowej miasto zostało ponownie zniszczone przez bombardowania, zwłaszcza przez wielki pożar wywołany amerykańskim nalotem dywanowym 9 marca 1945. Zginęło około 200 tys. osób, więcej niż w wybuchach bomb atomowych w Hiroszimie i Nagasaki. Ludność prefektury, licząca w 1940 roku 7,35 mln zmalała w 1945 do 3,5 mln. Powojenny wzrost ludności, potęgowany imigracją, postępował szybko: w 1962 prefektura liczyła już ponad 10 mln mieszkańców. Oba kataklizmy i kolejne odbudowy przyczyniły się do tego, że wschodnie i centralne obszary śródmieścia mają bardziej regularny układ kwartałów i więcej szerokich ulic, niż obszary zachodnie. Tokio jest zasadniczo miastem o nowej zabudowie, nawet większość zabytków musiała być odbudowana – zwykle w starych kształtach, ale w nowej konstrukcji (np. Sensō-ji).
Do lat 50. XX wieku Tokio było siedzibą amerykańskich wojsk okupacyjnych. Rezydowały one m.in. na terenie dawnego placu ćwiczeń wojskowych w Yoyogi, przylegającego do świątyni Meiji. W 1964 obszar ten stał się głównym terenem olimpijskim, a w 1967 otwarto tam park Yoyogi.
Widocznym wyrazem modernizacji miasta po wojennych zniszczeniach była zabudowa z niepalnych materiałów, zdecydowanie większej skali, w formach modernistycznego „stylu międzynarodowego”. Organizacja Olimpiady letniej w 1964 spowodowała przyśpieszenie inwestycji, przede wszystkim w urządzenia sportowe – powstał wówczas m.in. kompleks stadionów w Yoyogi (arch. Kenzō Tange) oraz ważne inwestycje komunikacyjne. Symbolem tych ostatnich była sieć miejskich dróg ekspresowych, prowadzonych na estakadach (wyjątkowo w tunelach). Trasy, budowane w korytarzach kanałów i rzek tokijskich, właściwie usunęły ze śródmieścia ten tradycyjny element jego pejzażu. Innym symbolem była kolej jednoszynowa Tokyo Monorail łącząca centrum z lotniskiem Haneda. Jednocześnie znacznie przyśpieszono budowę metra, którym, wraz z rozwijaną siecią autobusową, do 1972 zastąpiono tramwaje.
W okresie boomu gospodarczego trwała urbanizacja terenów zewnętrznych. Na południowym zachodzie od Tokio, teoretycznie na obszarach miast Kawasaki i Jokohama, kolej prywatna Tōkyū rozpoczęła po 1953 zabudowę pasa zurbanizowanego wzdłuż specjalnie zbudowanej linii – tzw. Tama Den’entoshi (Miasto-Ogród Tama), obecnie pas ten wybiega na ok. 20 km od granic Tokio. Również inne koleje prywatne zaangażowały się w działalność deweloperską. Prefektura Tokio podjęła w 1965 wielki projekt budowy miasta satelitarnego Tama New Town.

## Ewolucja struktury

### Ekspansja zewnętrzna

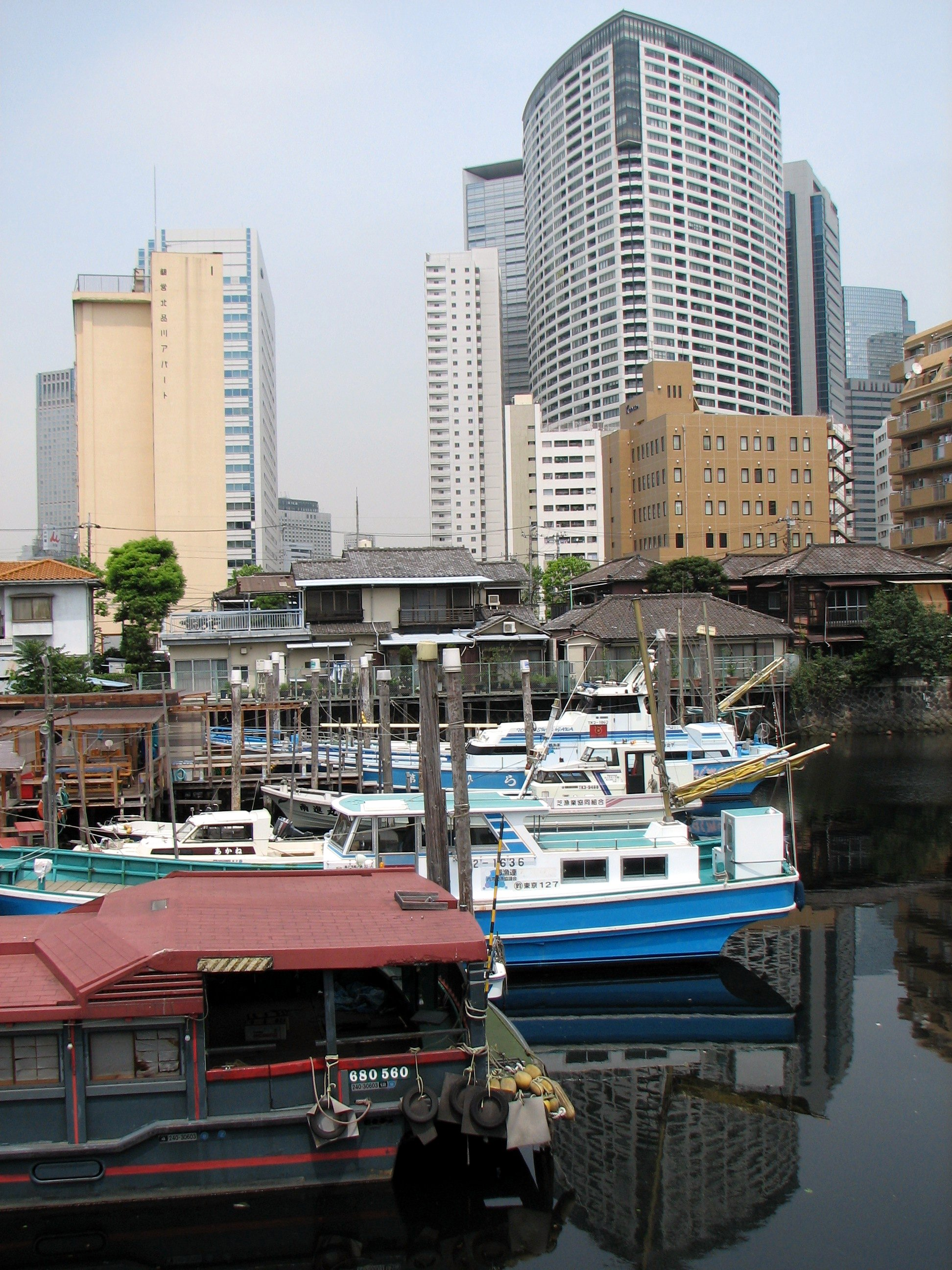
Zabudowa mieszkalno-biurowa na terenie osuszonym koło dworca Shinagawa

Proces urbanizacji strefy podmiejskiej Tokio odnosi się obecnie do obszarów położonych poza Tōkyō-to, szczególnie na terenach prefektur: Kanagawa, Saitama i Chiba. Nierównomiernemu rozwojowi tej strefy, szczególnie silnemu na zachodzie i południu, usiłuje się przeciwdziałać przez tworzenie infrastruktury na północy, a ostatnio również na wschodzie. Celowi temu miały służyć „koleje trzeciego sektora”, takie jak Hokuso-Kōdan, Tōyō-Kōsoku’ oraz Tsukuba Express. Wschodnim odpowiednikiem „Tama New Town” ma się stać „Chiba New Town”, zaś rozproszone urbanizacje północy próbuje się konsolidować przez administracyjne utworzenie miasta Saitama i budowę jego centrum.

### Osuszanie terenów Zatoki Tokijskiej
Osuszania tych terenów dokonuje się od początku okresu Edo i jest ono jednym z głównych kierunków rozwoju przestrzennego miasta. Już przed pierwszą wojną światową zabudowywano zespół sztucznych wysp Tsukishima i Kachidoki u wylotu Sumidy, a rejon Shibaury znajdował się w trakcie osuszania. Na mocy planu odbudowy z 1923 zabudowano rejon Minato-Minami, na wschód od dworca Shinagawa, leżącego pierwotnie na nabrzeżu (prace na przełomie lat 20. i 30. XX wieku) oraz kompleksy wysp: Harumi, Toyosu, Shiomi – wszystkie na nabrzeżu wschodniej części miasta. Po wojnie kontynuowano prace. Powstały wówczas m.in. wyspy: Shin-Kiba, Tatsumi, Heiwajima, Katsushima, Yashio. Na nowych terenach mieszczą się obiekty o różnych funkcjach: mieszkaniowych, biurowych, sportowo-rekreacyjnych (np. tor wyścigów konnych Ōi, Park Kasai Rinkai, tokijski Disneyland). Są tam fabryki, składy i urządzenia portowe (w tym np. lotnisko Haneda, kolejowy dworzec kontenerowy i wagonownia pociągów Shinkansen). Sporządzona w 1960 przez zespół Kenzō Tange wizja rozwoju miasta na wielkich osiach w poprzek Zatoki mogła wydawać się „wielką utopią”; jednak obecnie pomysł ten wydaje się bliski realizacji, chociaż w odmiennej formie. Cezurą w procesie zagospodarowywania terenu zatoki była budowa Tōkyō Rinkai („Tokyo Waterfront”) – kompleksu mieszkalno-usługowego Odaiba-Ariake, z pewną przesadą reklamowanego jako „nowe centrum Tokio”. Poszczególne wyspy, usypane za linią dawnego wału odaiba, połączone są siecią tuneli i mostów drogowych i kolejowych, w tym autostradą. Ekspansja miasta na teren Zatoki jest prowadzona nadal w postaci zagospodarowywania wielu wolnych terenów na już powstałych wyspach oraz tworzenia nowych.

### Wykorzystanie terenu

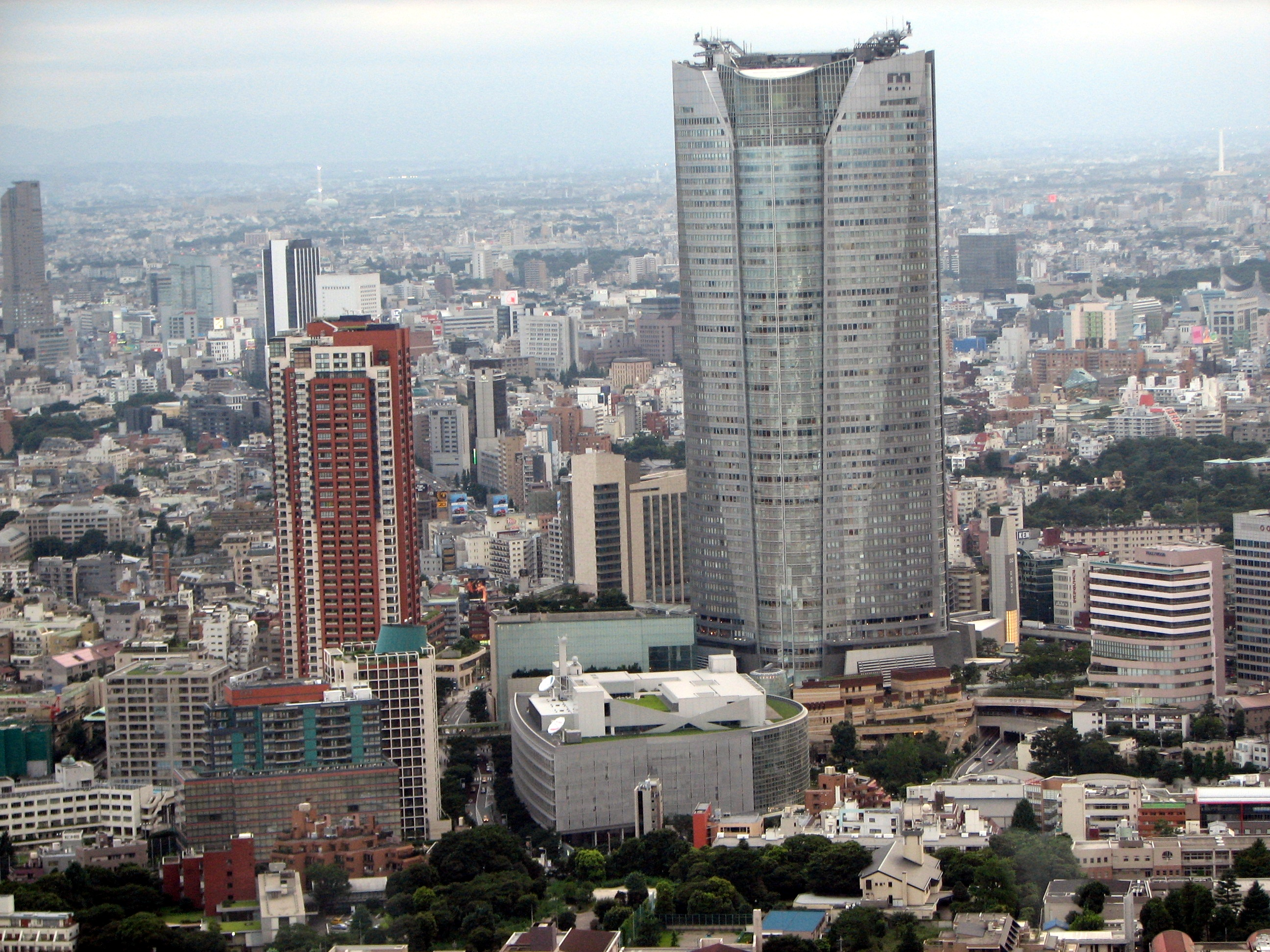
Kompleks Roppongi Hills

Innym kierunkiem ewolucji miasta jest ciągła intensyfikacja wykorzystania terenu. Tradycyjny model „nisko-gęsto” zmienił się w wielu miejscach w gęstą zabudowę średnio-wysoką (do 10 pięter). Dominującym czynnikiem decydującym o intensywności jest rachunek ekonomiczny, a nie wartość zabytkowa czy architektoniczna (symptomatyczna była rozbiórka w 1968 hotelu Imperial F. L. Wrighta).
Od lat 70. XX wieku buduje się wieżowce. Pierwszą dzielnicą wysokich biurowców stało się zachodnie Shinjuku (Nishi-Shinjuku). W 1991 powstała tam dwuwieżowa siedziba władz miasta (proj. Kenzō Tange) o wysokości 243 m. W śródmieściu, na terenach dawnego dworca towarowego JR Shimbashi-Shiodome, dzielnica wieżowców powstała na przełomie wieków.
Roppongi stało się miejscem lokalizacji dwóch gigantów: Roppongi Hills Mori Tower (2003, 238 m) i Tokyo Midtown (2007, 248 m). Stanowią one kompleksy wielofunkcyjne, godząc biura z kulturą i rozrywką. Dzielnicą coraz wyższej zabudowy staje się też śródmiejskie Marunouchi. W trosce o spójność między wysoką dostępnością a intensywnością wykorzystania terenu, skupiska wieżowców lokalizowane są głównie w sąsiedztwie ważniejszych dworców kolei JR (np. Shinjuku, Ikebukuro, Shiodome, Shinagawa, Akihabara). Mimo to Tokio pozostaje metropolią o stosunkowo niskiej gęstości zaludnienia – także w obszarze centralnym, co jest nie tylko efektem exodusu ludności wypieranej przez funkcje komercyjne, ale również wynika z zachowania się na wielu obszarach tradycyjnej jednorodzinnej zabudowy. Poza obszarem zniszczonym podczas wojny, średnio-wysoka zabudowa powstała często tylko wzdłuż głównych ulic i skrywa dzielnice tradycyjne na tyłach.

### Problem śródmieścia

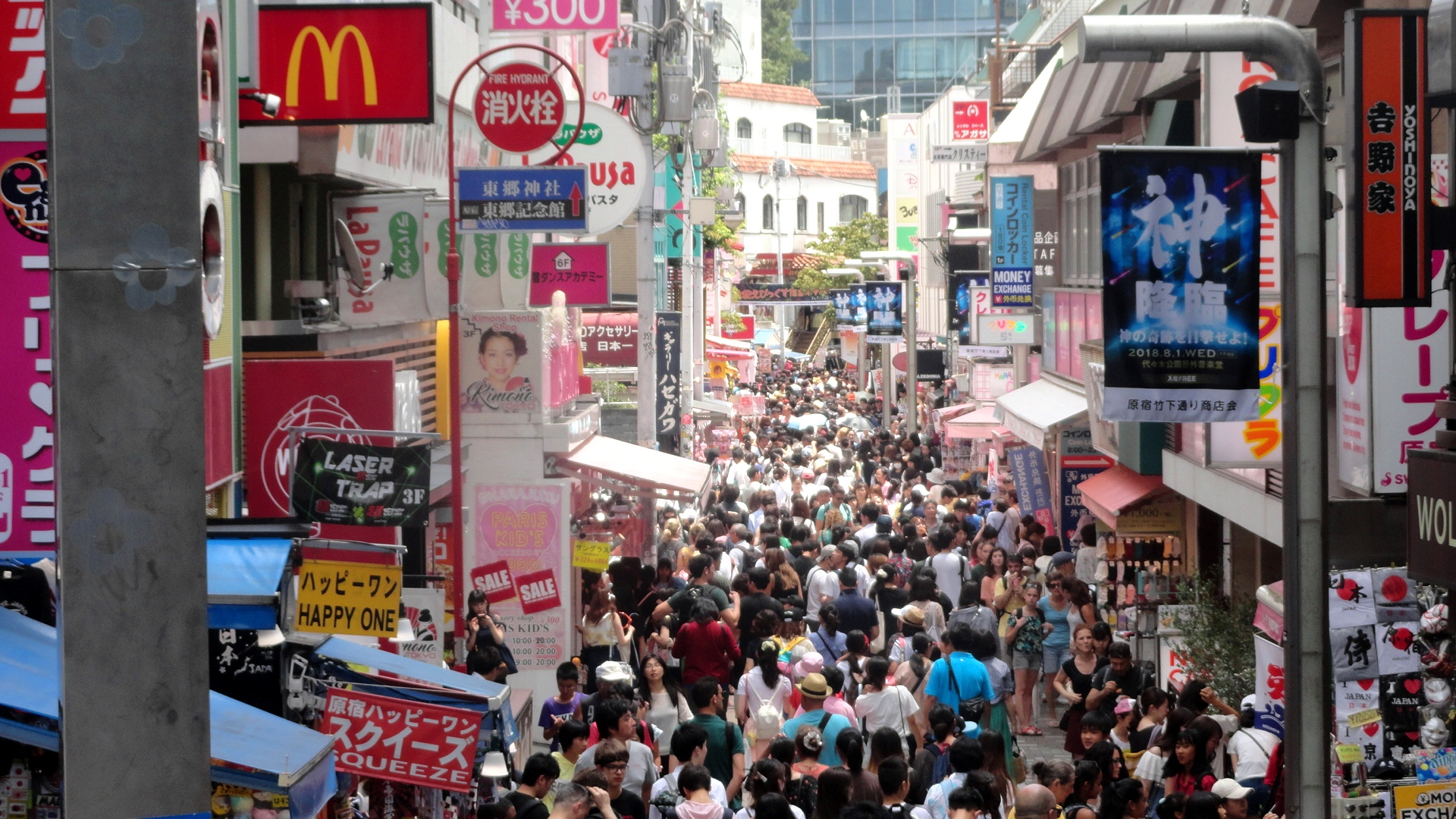
Harajuku, Takeshita-dōri

Proces różnicowania się i specjalizacji dzielnic doprowadził do powstania układu policentrycznego, w którym historyczne śródmieście (Ginza, Kyōbashi, Nihonbashi) stało się dzielnicą przede wszystkim biurowo-handlową, sąsiednie Marunouchi – wyłącznie biurową. Wydaje się ono przegrywać w konkurencji z bardzo ożywionymi dzielnicami i „podcentrami” położonymi na linii Yamanote, przede wszystkim Shinjuku (subcentrum biznesu, handlu i rozrywki), Shibuya (centrum handlu, mody i młodzieżowej rozrywki), czy także z Ikebukuro (subcentrum wielofunkcyjne). Żadna z wielkich sal koncertowych nie została zbudowana w starym śródmieściu. Nawet w kategorii eleganckiego handlu Ginza ma rosnącą konkurencję w okolicach Shibuya, Harajuku i bulwaru Omotesandō. Specyfikę śródmieścia ilustrują dane demograficzne. Trzy dzielnice centralne: Chiyoda, Chūō i Minato, mieszczą w nocy 268 tys. osób, podczas gdy za dnia przebywa w nich 2341 tys. osób. Tak wielka różnica między dzienną i nocną populacją centrum nie ma odpowiedników w innych metropoliach i przyczynia się do przeciążenia układu transportowego miasta. Miasto popiera więc lokalizację w śródmieściu wielkich kompleksów mieszkaniowych, które, ze względu na szczupłość dostępnego miejsca, kształtowane są jako zabudowa wysoka.

## Podział administracyjny
Stołeczna prefektura (Tōkyō-to) graniczy z prefekturami: Chiba od wschodu, Yamanashi od zachodu, Kanagawa od południa, Saitama od północy. Na czele władz stoi gubernator, wybierany w wyborach powszechnych.
Prefekturę stołeczną Tōkyō-to dzieli się nieformalnie na trzy części: 23 okręgi specjalne (dzielnice), obszar Tama i obszar wysp. W nomenklaturze japońskiej jednostki administracyjne na tych trzech obszarach, to: „ku”, „shi”, „machi”, „mura”.
Każde miasto czy miasteczko ma swojego własnego burmistrza i radę miejską.
W rejestracji samochodowej nie ma jednolitego oznaczenia dla Tokio. Używane są nazwy jednostek, w których znajdują się urzędy rejestracji: Adachi, Nerima, Shinagawa, Hachiōji i Tama.

### Obszar 23 dzielnic
Większość współczesnych dzielnic (-ku, ang.: ward) powstała w 1947 z połączenia mniejszych dzielnic miasta Tokio. Poniżej podano także dawne nazwy ze względu na ich znaczenie historyczne.
Dzielnice obecne, położone głównie na obszarze miasta w granicach sprzed 1932:
- Bunkyō – powstała z połączenia dzielnic Hongō i Koishikawa
- Chiyoda – powstała z połączenia dzielnic Kanda i Kōjimachi (obejmującej Pałac Cesarski i teren dawnego pierścienia rezydencji daimyō)
- Chūō – powstała z połączenia dzielnic Kyōbashi (obejmującej Ginzę) i Nihonbashi
- Kōtō – powstała z połączenia dzielnic Fukagawa i Jōtō (do 1932 poza miastem)
- Minato – powstała z połączenia dzielnic Akasaka i Azabu
- Shinjuku – powstała z połączenia dzielnic Ushigome, Yotsuya oraz Yodobashi (do 1932 poza miastem; obejmowała właściwe Shinjuku)
- Taitō – powstała z połączenia dzielnic Asakusa i Shitaya (obejmującej Ueno)

Dzielnice obecne, położone na terenach włączonych w 1932:
| - Adachi - Arakawa - Edogawa - Itabashi - Katsushika - Kita – powstała z połączenia Ōji i Takinokawa - Meguro - Nakano | - Nerima – wydzielona z Itabashi w 1947 - Ōta – powstała z połączenia Kamata i Ōmori - Setagaya - Shibuya - Shinagawa – powstała z połączenia Ebara-ku z dawną Shinagawa - Suginami - Sumida – dawniej Mukōjima-ku - Toshima |

Dzielnice mają łączną powierzchnię 627,53 km². W 2020 r. mieszkały w nich 9 744 534 osoby, w 5 209 997 gospodarstwach domowych  (w 2010 r. 8 949 447 osób, w 4 547 435 gospodarstwach domowych).
| Nazwa | Nazwa         | Nazwa    | Powierzchnia (km²) | Ludność   | Kod jednostki | Mapa | Główne dzielnice                                                                                         |
| Polska nazwa | Rōmaji        | Kanji    | Powierzchnia (km²) | Ludność   | Kod jednostki | Mapa | Główne dzielnice                                                                                         |
| --- | ------------- | -------- | ------------------ | --------- | ------------- | ---- | --- |
| Adachi | Adachi-ku     | 足立区   | 53,25              | 695 530   | 13121         |      | Ayase, Kitasenju, Takenotsuka                                                                            |
| Arakawa | Arakawa-ku    | 荒川区   | 10,16              | 217 713   | 13118         |      | Arakawa, Machiya, Nippori, Minamisenju                                                                   |
| Bunkyō | Bunkyō-ku     | 文京区   | 11,29              | 240 297   | 13105         |      | Hongō, Yayoi, Hakusan                                                                                    |
| Chiyoda | Chiyoda-ku    | 千代田区 | 11,66              | 66 758    | 13101         |      | Nagatachō, Kasumigaseki, Ōtemachi, Marunouchi, Akihabara, Yūrakuchō, Iidabashi, Kanda                    |
| Chūō | Chūō-ku       | 中央区   | 10,21              | 169 318   | 13102         |      | Nihonbashi, Kayabachō, Ginza, Tsukiji, Hatchōbori, Shinkawa, Tsukishima, Kachidoki, Tsukuda              |
| Edogawa | Edogawa-ku    | 江戸川区 | 49,90              | 698 189   | 13123         |      | Kasai, Koiwa                                                                                             |
| Itabashi | Itabashi-ku   | 板橋区   | 32,22              | 584 403   | 13119         |      | Itabashi, Takashimadaira                                                                                 |
| Katsushika | Katsushika-ku | 葛飾区   | 34,80              | 453 441   | 13122         |      | Tateishi, Aoto, Kameari, Shibamata                                                                       |
| Kita | Kita-ku       | 北区     | 20,61              | 355 501   | 13117         |      | Akabane, Ōji, Tabata                                                                                     |
| Kōtō | Kōtō-ku       | 江東区   | 42,99              | 524 547   | 13108         |      | Kiba, Ariake, Kameido, Tōyōchō, Monzennakachō, Fukagawa, Kiyosumi, Shirakawa, Etchūjima, Sunamachi, Aomi |
| Meguro | Meguro-ku     | 目黒区   | 14,67              | 288 501   | 13110         |      | Meguro, Nakameguro, Jiyugaoka, Komaba, Aobadai                                                           |
| Minato | Minato-ku     | 港区     | 20,37              | 260 851   | 13103         |      | Odaiba, Shinbashi, Hamamatsuchō, Mita, Roppongi, Toranomon, Aoyama, Azabu, Akasaka                       |
| Nakano | Nakano-ku     | 中野区   | 15,59              | 345 089   | 13114         |      | Nakano                                                                                                   |
| Nerima | Nerima-ku     | 練馬区   | 48,08              | 753 045   | 13120         |      | Nerima, Ōizumi, Hikarigaoka                                                                              |
| Ōta | Ōta-ku        | 大田区   | 61,86              | 748 291   | 13111         |      | Ōmori, Kamata, Haneda, Den-en-chōfu                                                                      |
| Setagaya | Setagaya-ku   | 世田谷区 | 58,05              | 948 147   | 13112         |      | Setagaya, Shimokitazawa, Kinuta, Karasuyama, Tamagawa                                                    |
| Shibuya | Shibuya-ku    | 渋谷区   | 15,11              | 244 067   | 13113         |      | Shibuya, Ebisu, Harajuku, Daikanyama, Hiroo                                                              |
| Shinagawa | Shinagawa-ku  | 品川区   | 22,84              | 422 795   | 13109         |      | Shinagawa, Gotanda, Ōsaki, Hatanodai, Ōimachi, Tennōzu                                                   |
| Shinjuku | Shinjuku-ku   | 新宿区   | 18,22              | 349 743   | 13104         |      | Shinjuku, Takadanobaba, Ōkubo, Kagurazaka, Ichigaya, Yotsuya, Sendagaya, Yoyogi                          |
| Suginami | Suginami-ku   | 杉並区   | 34,06              | 592 241   | 13115         |      | Kōenji, Asagaya, Ogikubo                                                                                 |
| Sumida | Sumida-ku     | 墨田区   | 13,77              | 272 190   | 13107         |      | Kinshichō, Morishita, Ryōgoku                                                                            |
| Taitō | Taitō-ku      | 台東区   | 10,11              | 211 779   | 13106         |      | Ueno, Asakusa                                                                                            |
| Toshima | Toshima-ku    | 豊島区   | 13,01              | 302 098   | 13116         |      | Ikebukuro, Komagome, Senkawa, Sugamo                                                                     |
| okręgi specjalne w Tokio | Tōkyōto-kubu  | 特別区部 | 627,53             | 9 744 534 | 13100         |      | |
| * W skład okręgów specjalnych Tokio wchodzą obszary, które nie wchodzą w skład żadnych dzielnic (stan na 1 stycznia 2021): obszar ujścia Arakawy (Arakawa kawaguchi-bu) o pow. 1,12 km², zewnętrzne składowisko odpadów Falochronu Centralnego (Chūō-bōhatei-sotogawa-umetate-chi) o pow. 1,22 km², nowe miejsce utylizacji odpadów morskich (Shin-kaimen-shobunjō) o pow. 2,36 km². |               |          |                    |           |               |      | |

### Obszar Tama

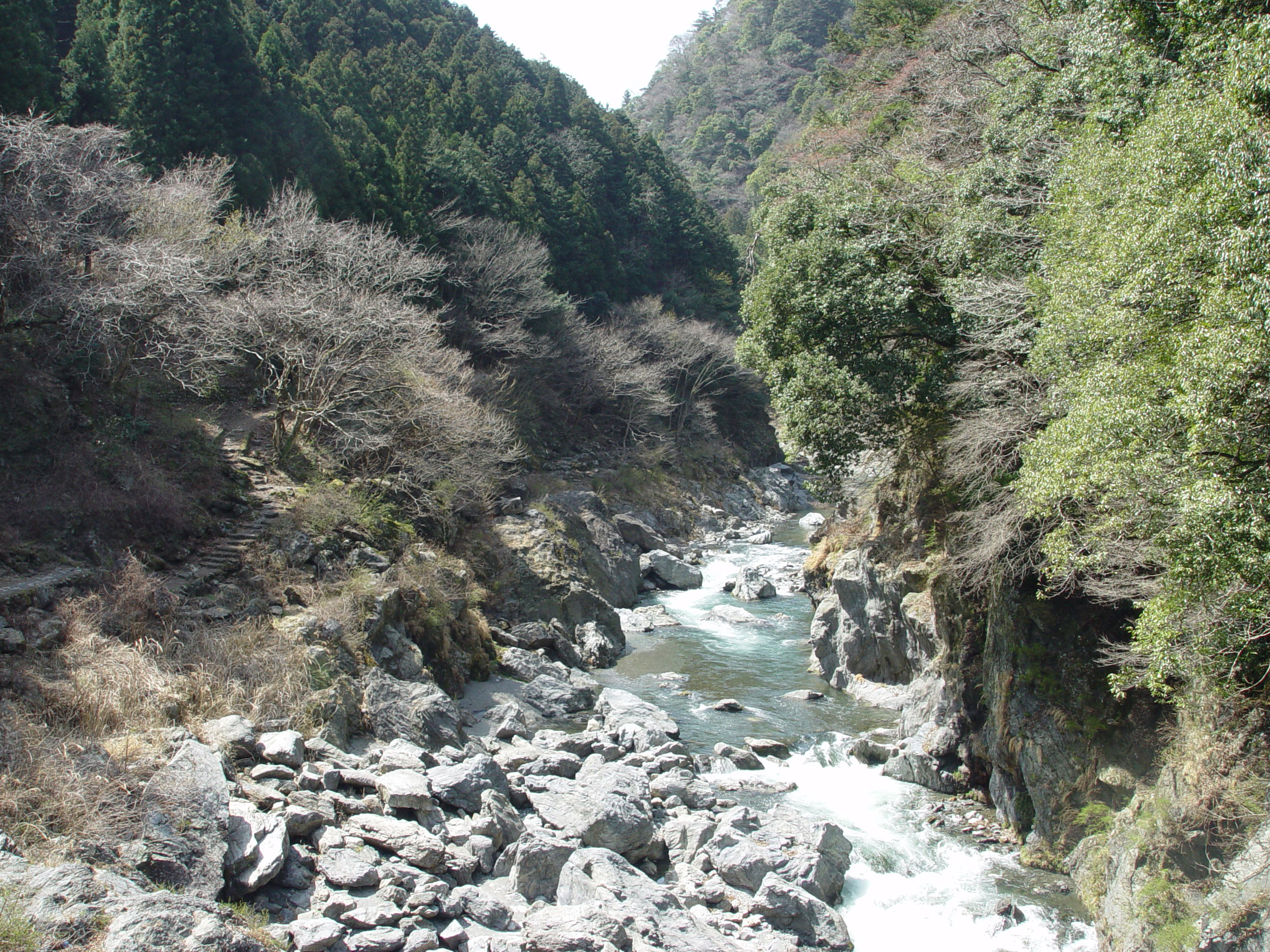
Okutama, wąwóz Hatonosu Keikoku

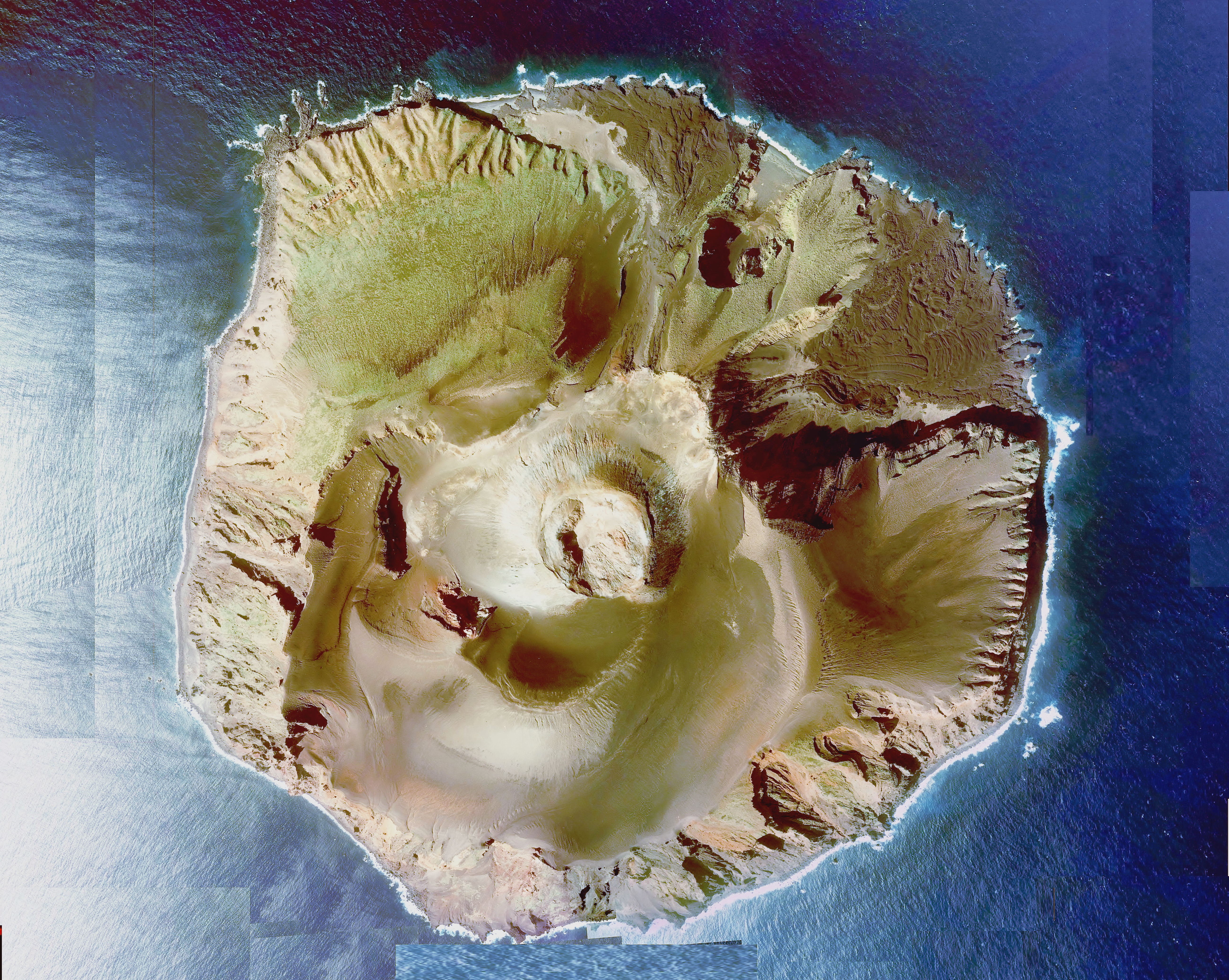
Tori-shima – 570 km od centrum Tokio

Miasta (-shi, -machi, ang.: city, town) wchodzące w skład Tōkyō-to mają podobne prawa, co inne japońskie miasta. Większość z nich służy jako „sypialnie” dla ludzi pracujących w centralnym Tokio. Niektóre z nich rozwinęły przemysł, jeszcze w innych ulokowano uniwersytety, centra rozrywki i kultury.
| - Akiruno - Akishima - Chōfu - Fuchū - Fussa | - Hachiōji - Hamura - Higashikurume - Higashimurayama - Higashiyamato | - Hino - Inagi - Kiyose - Kodaira - Koganei | - Kokubunji - Komae - Kunitachi - Machida - Mitaka | - Musashimurayama - Musashino - Nishitōkyō - Ōme - Tachikawa - Tama |

Miasteczka i wsie (-machi, -mura, ang.: town, village)
Cztery gminy w tej grupie jednostek tworzą powiat Tama-Zachód (Nishi-Tama-gun):
- Hinode, położone w dolinie rzeki Hirai;
- Mizuho;
- Okutama – w dolinie rzeki Tama;
- Hinohara – u źródeł rzeki Aki.

| Nazwa           | Nazwa               | Nazwa      | Powierzchnia (km²) | Ludność   | Kod jednostki | Mapa |
| Polska nazwa    | Rōmaji              | Kanji      | Powierzchnia (km²) | Ludność   | Kod jednostki | Mapa |
| --------------- | ------------------- | ---------- | ------------------ | --------- | ------------- | ---- |
| Akiruno         | Akiruno-shi         | あきる野市 | 73,47              | 79 366    | 13228         |      |
| Akishima        | Akishima-shi        | 昭島市     | 17,34              | 114 053   | 13207         |      |
| Chōfu           | Chōfu-shi           | 調布市     | 21,58              | 242 721   | 13208         |      |
| Fuchū           | Fuchū-shi           | 府中市     | 29,43              | 262 932   | 13206         |      |
| Fussa           | Fussa-shi           | 福生市     | 10,16              | 56 443    | 13218         |      |
| Hachiōji        | Hachiōji-shi        | 八王子市   | 186,38             | 579 605   | 13201         |      |
| Hamura          | Hamura-shi          | 羽村市     | 9,90               | 54 341    | 13227         |      |
| Higashikurume   | Higashikurume-shi   | 東久留米市 | 12,88              | 115 227   | 13222         |      |
| Higashimurayama | Higashimurayama-shi | 東村山市   | 17,14              | 151 941   | 13213         |      |
| Higashiyamato   | Higashiyamato-shi   | 東大和市   | 13,42              | 83 952    | 13220         |      |
| Hino            | Hino-shi            | 日野市     | 27,55              | 190 261   | 13212         |      |
| Hinode          | Hinode-machi        | 日の出町   | 28,07              | 17 048    | 13305         |      |
| Hinohara        | Hinohara-mura       | 檜原村     | 105,41             | 2 003     | 13307         |      |
| Inagi           | Inagi-shi           | 稲城市     | 17,97              | 93 171    | 13225         |      |
| Kiyose          | Kiyose-shi          | 清瀬市     | 10,23              | 76 258    | 13221         |      |
| Kodaira         | Kodaira-shi         | 小平市     | 20,51              | 198 977   | 13211         |      |
| Koganei         | Koganei-shi         | 小金井市   | 11,30              | 126 253   | 13210         |      |
| Kokubunji       | Kokubunji-shi       | 国分寺市   | 11,46              | 129 353   | 13214         |      |
| Komae           | Komae-shi           | 狛江市     | 6,39               | 84 807    | 13219         |      |
| Kunitachi       | Kunitachi-shi       | 国立市     | 8,15               | 77 167    | 13215         |      |
| Machida         | Machida-shi         | 町田市     | 71,55              | 431 525   | 13209         |      |
| Mitaka          | Mitaka-shi          | 三鷹市     | 16,42              | 195 558   | 13204         |      |
| Mizuho          | Mizuho-machi        | 瑞穂町     | 16,85              | 31 774    | 13303         |      |
| Musashimurayama | Musashimurayama-shi | 武蔵村山市 | 15,32              | 70 863    | 13223         |      |
| Musashino       | Musashino-shi       | 武蔵野市   | 10,98              | 150 102   | 13203         |      |
| Nishitōkyō      | Nishitōkyō-shi      | 西東京市   | 15,75              | 207 389   | 13229         |      |
| Okutama         | Okutama-machi       | 奥多摩町   | 225,53             | 4 752     | 13308         |      |
| Ōme             | Ōme-shi             | 青梅市     | 103,31             | 133 587   | 13205         |      |
| Tachikawa       | Tachikawa-shi       | 立川市     | 24,36              | 187 089   | 13202         |      |
| Tama            | Tama-shi            | 多摩市     | 21,01              | 147 169   | 13224         |      |
| Obszar Tama     | Tama chiiki         | 多摩地域   | 1159,81            | 4 320 162 |               |      |

### Obszar Wysp Tokio
Do prefektury metropolitalnej Tokio należą również wyspy na Pacyfiku, wchodzące w skład archipelagów: Izu (Izu-shotō, administracyjnie dzieli się na trzy podprefektury: Ōshima, Miyake, Hachijō) i Ogasawara (Ogasawara-shotō, administracyjnie jako podprefektura Ogasawara-shichō). Niektóre z wysp są oddalone nawet o 1900 km od Tokio. Większość wysp ma status samorządowych wsi (-mura).
| Nazwa | Nazwa            | Nazwa        | Powierzchnia (km²) | Ludność | Kod jednostki | Podprefektura | Mapa |
| Polska nazwa | Rōmaji           | Kanji        | Powierzchnia (km²) | Ludność | Kod jednostki | Podprefektura | Mapa |
| --- | ---------------- | ------------ | ------------------ | ------- | ------------- | ------------- | ---- |
| Aogashima | Aogashima-mura   | 青ヶ島村     | 5,96               | 169     | 13402         | Hachijō       |      |
| Hachijō | Hachijō-machi    | 八丈町       | 72,24              | 7 048   | 13401         | Hachijō       |      |
| Kōzushima | Kōzushima-mura   | 神津島村     | 18,58              | 1 857   | 13364         | Ōshima        |      |
| Mikurajima | Mikurajima-mura  | 御蔵島村     | 20,55              | 323     | 13382         | Miyake        |      |
| Miyake | Miyake-mura      | 三宅村       | 55,26              | 2 274   | 13381         | Miyake        |      |
| Niijima | Niijima-mura     | 新島村       | 27,54              | 2 441   | 13363         | Ōshima        |      |
| Ogasawara | Ogasawara-mura   | 小笠原村     | 106,88             | 2 932   | 13421         | Ogasawara     |      |
| Ōshima | Ōshima-machi     | 大島町       | 90,76              | 7 104   | 13361         | Ōshima        |      |
| Toshima | Toshima-mura     | 利島村       | 4,12               | 327     | 13362         | Ōshima        |      |
| Obszar wysp | Tōkyōto tōsho-bu | 東京都島嶼部 | 406,70             | 24 475  |               |               |      |
| * W skład podprefektury Hachijō i tym samym obszaru wysp wchodzą również niezamieszkane wyspy: Tori-shima (o pow. 4,79 km²), Sumisu-tō (o pow. 0,02 km²), Sōfu-gan i Beyonēsu-retsugan. |                  |              |                    |         |               |               |      |

Na wyspach Ōshima (Izu Ōshima) i Miyake-jima znajdują się jedyne, czynne wulkany położone na terytorium Tōkyō-to.
Wyspy należące administracyjnie do stolicy, to m.in.:
- Ōshima (Izu Ōshima, pow. 90,73 km²[24]) – 108 km od Tokio
- Toshima (pow. 4,12 km²[25]) – 135 km od Tokio
- Nii-jima (pow. 22,97 km²[25]) – 160 km od Tokio
- Kōzu-shima (pow. 18,24 km²[25]) – 170 km od Tokio
- Miyake-jima (pow. 55,20 km²[24]) – 179 km od Tokio; wyspa ewakuowana w latach 2000–2005 ze względu na wybuch wulkanu
- Mikura-jima (pow. 20,52 km²[25]) – 200 km od Tokio
- Hachijō-jima (pow. 69,11 km²[24]) – 287 km od Tokio
- Aoga-shima (pow. 5,96 km²[25]) – 355 km od Tokio
- Ogasawara-shotō – oddalony od Tokio o około 1000 km archipelag, w skład którego wchodzą dwa zespoły wysp: wokół Chichi-jima (960 km od Tokio) oraz wokół Haha-jima (1010 km od Tokio)

### Parki narodowe
W prefekturze Tokio istnieją cztery parki narodowe:
- Chichibu Tama Kai Kokuritsu Kōen, Park Narodowy Chichibu-Tama-Kai – w górach na pograniczu prefektur Tokio i Saitama; na jego terenie znajdują się popularne cele krótkich wycieczek;
- Fuji-Hakone-Izu Kokuritsu Kōen Park Narodowy Fuji-Hakone-Izu – położony głównie na lądzie stałym, obejmuje też Archipelag Izu;
- Meiji-no Mori Takao Kokutei Kōen Quasi-Park Narodowy Meiji no Mori Takao – wokół góry Takao-san na terenie miasta Hachiōji, także cel pielgrzymek i wycieczek;
- Ogasawara Kokuritsu Kōen, Park Narodowy Ogasawara – na archipelagu Ogasawara; wyspy kandydują do Listy światowego dziedzictwa.

## Obraz miasta, „sąsiedztwa”
Mimo specjalizacji funkcjonalnej niektórych fragmentów śródmieścia, struktura miejska Tokio – jak wielu innych miast japońskich – pozostaje wielofunkcyjna. Chociaż zdarzają się dzielnice bogate, to nie ma wyraźnie ukształtowanych enklaw biedy, charakterystycznych dla wielu miast krajów rozwiniętych. Nie ukształtowały się one nawet w osiedlach dużych bloków mieszkalnych; buduje się je nadal, nierzadko jako priorytetowe inwestycje w eksponowanych punktach miasta.
Przestrzeni Tokio nie odbiera się poprzez strukturę „okręgów specjalnych” (pozostają one nieco sztucznym tworem administracji), ale przez specyfikę formy i funkcji niektórych „sąsiedztw” – mniejszych dzielnic o wyróżniającym się charakterze. Raczej nie pokrywają się one z podziałem administracyjnym. Mentalną topografię miasta tworzą „sąsiedztwa”, nazwy ważniejszych skrzyżowań, stacje kolejowe, charakterystyczne budynki lub sklepy, a nawet przystanki autobusowe (każdy ma swoją nazwę).

### Pałac Cesarski i historyczne centrum
W geograficznym środku centralnej części miasta, tworzącej grupę 23 okręgów/dzielnic specjalnych, w skrócie 23-ku, znajduje się cesarski kompleks parkowo-pałacowy Kōkyo o powierzchni 341 ha. Do restauracji Meiji w miejscu tym znajdował się zamek Edo (Edo-jō), siedziba siogunów rodu Tokugawa, który rządził Japonią w latach 1603–1867. Na terenie tym znajduje się kilka budynków i pawilonów, m.in.: główny pałac cesarski Kyūden, rezydencje niektórych członków rodziny cesarskiej, siedziba Agencji Dworu Cesarskiego (Kunai-chō) odpowiedzialnej za sprawy państwowe dotyczące rodziny cesarskiej, archiwum, muzea i biura administracyjne.

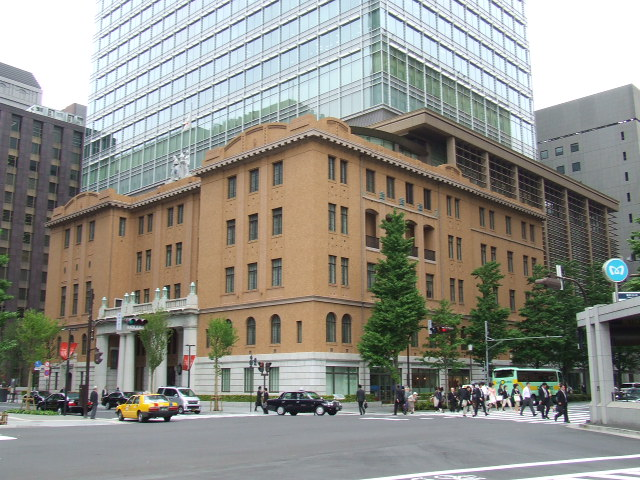
Tokio – siedziba Klubu Przemysłu Japonii, Marunouchi

- Marunouchi, Yūrakuchō i Ōtemachi – wąski pas dzielnic, będących głównym centrum finansowo-administracyjnym Tokio. To tutaj znajdują się główne urzędy państwowe, siedziby największych japońskich korporacji handlowych, usługowych i przemysłowych, towarzystw ubezpieczeniowych, banków, agencji prasowych, przedsiębiorstw lotniczych i organizacji turystycznych. Potężne gmachy są ośrodkami takich korporacji, jak: Mitsubishi, Mitsui, Mizuho, Marubeni, Daimaru, Fujitsu czy Sumitomo. W Ōtemachi swoje siedziby lub filie mają największe japońskie dzienniki, takie jak: „Asahi Shimbun”, „Nikkan Kōgyō Shimbun”, „Nihon Keizai Shimbun”, „Sankei Shimbun” i „Yomiuri Shimbun”. Znajdują się tam również siedziby: Poczty Japońskiej, Agencji Administracji Podatkowej, Departamentu Policji Stołecznej, Tokijskiego Biura Imigracyjnego, Tokijskiego Biura Międzynarodowej Telekomunikacji i Agencji Obserwacji Meteorologicznej. Oprócz kilku muzeów, teatrów Takarazuka Revue i Nissei, Teatru Cesarskiego oraz Tokijskiego Międzynarodowego Forum, atrakcji turystycznych w tej części miasta nie ma. Szerokie, eleganckie ulice pomiędzy potężnymi biurowcami dają wyobrażenie o ekonomicznej sile, która napędza gospodarkę Japonii. Wschodnim skrajem przebiega estakada sześciotorowej linii kolejowej, na której, na osi Pałacu Cesarskiego, znajduje się kompleks dworca Tōkyō, z zabytkowym budynkiem recepcyjnym po stronie Marunouchi. Dalej na południowy wschód, za wiaduktem kolei, znajduje się

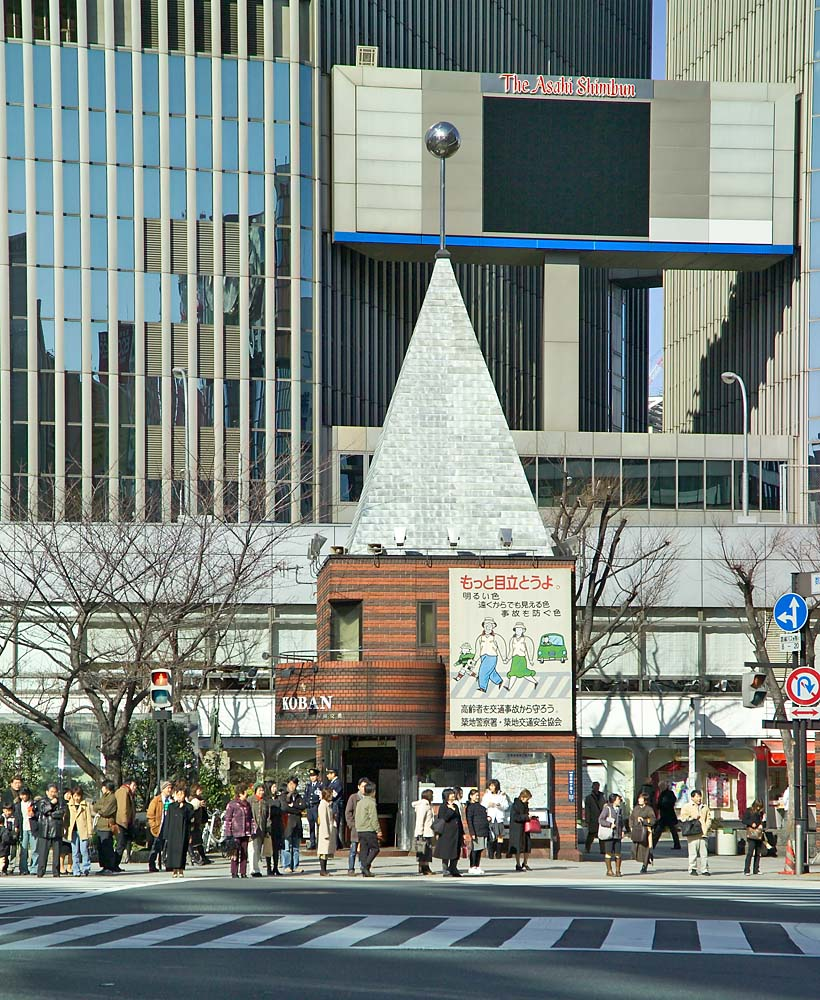
Posterunek policji w Ginzie

- Ginza, najbardziej na południe wysunięta część historycznego śródmieścia. Ginza była pierwszą w Japonii dzielnicą handlową, w której pojawiły się renomowane domy towarowe, ekskluzywne sklepy odzieżowe i jubilerskie, sklepy oferujące drogą porcelanę oraz wykwintne kawiarnie i restauracje. W dzielnicy tej jest także mnóstwo galerii i teatrów. Niedobór gruntu na powierzchni ziemi i jego kosmicznie wygórowane ceny sprawiły, że mnóstwo butików, drogerii i kawiarni ulokowało się w podziemiach, gdzie liczne wielokilometrowe korytarze i pasaże handlowe łączące stacje metra i podziemne perony dworców kolejowych udekorowano ogrodami krajobrazowymi, fontannami i wystawami dzieł artystycznych. Punktem centralnym Ginzy jest skrzyżowanie Ginza 4-chōme, przy którym znajdują się domy towarowe Wakō i Mitsukoshi, salon Nissana oraz, określany jako fashion tower, budynek San Ai Dream Center. Plan przestrzenny tej dzielnicy oparty jest na regularnej, geometrycznej siatce ulic. Umożliwia on łatwą orientację, także turystom. Ginza ma bardziej zróżnicowany charakter, mieści się tutaj jedyny w mieście teatr kabuki (Kabukiza), a im dalej na wschód, tym więcej jest funkcji mieszkaniowej. Zabudowa jest zwarta, typowa dla śródmieścia Tokio: przy głównych ulicach budynki na wąskich działkach sięgają dziesięciu pięter, ale wysokość sąsiadujących domów może być skrajnie różna. Za pętlą śródmiejską autostrady, nabrzeża Sumidy należą do
- Tsukiji – dzielnicy znanej z targu rybnego (w 2018 został zamknięty i przeniesiony na Toyosu, sztuczną wyspę w Zatoce Tokijskiej) oraz ze świątyni Tsukiji Hongan-ji, budowli o orientalizujących formach z II dekady XX wieku

Chūō-dōri prowadzi z Ginzy na północ do dzielnicy
- Nihonbashi, położonej wokół znanego mostu. Pierwotnie było to centrum miasta, obecnie to przeciętnie wyglądająca dzielnica śródmiejska o funkcjach biurowo-handlowych, w której jednak znajdują się ważne instytucje życia finansowego: Bank Japonii i Tokyo Stock Exchange.

### Na północ od Pałacu
Na północ od Pałacu Cesarskiego znajduje się
- Kanda – dzielnica znana z handlu książkami, zwłaszcza antykwarycznymi (dobrze ponad sto księgarń znajduje się w kwartałach przy Yasukuni-dōri w okolicach stacji metra Jimbochō). W Kandzie znajdują się główny kompleks Uniwersytetu Meiji, a także cerkiew. Kanda kończy się na rzece Kanda, płynącej w płytkim wąwozie. Jej nabrzeżem przebiega linia kolejowa JR. Okolice stacji JR Ochanomizu i zabytkowego mostu Mansei stanowią jeden z najbardziej charakterystycznych punktów miasta, gdzie liczne mosty i wiadukty kolejowe wplatają się w intensywną śródmiejską zabudowę. Za rzeką, na północny wschód od Kandy, zaczyna się

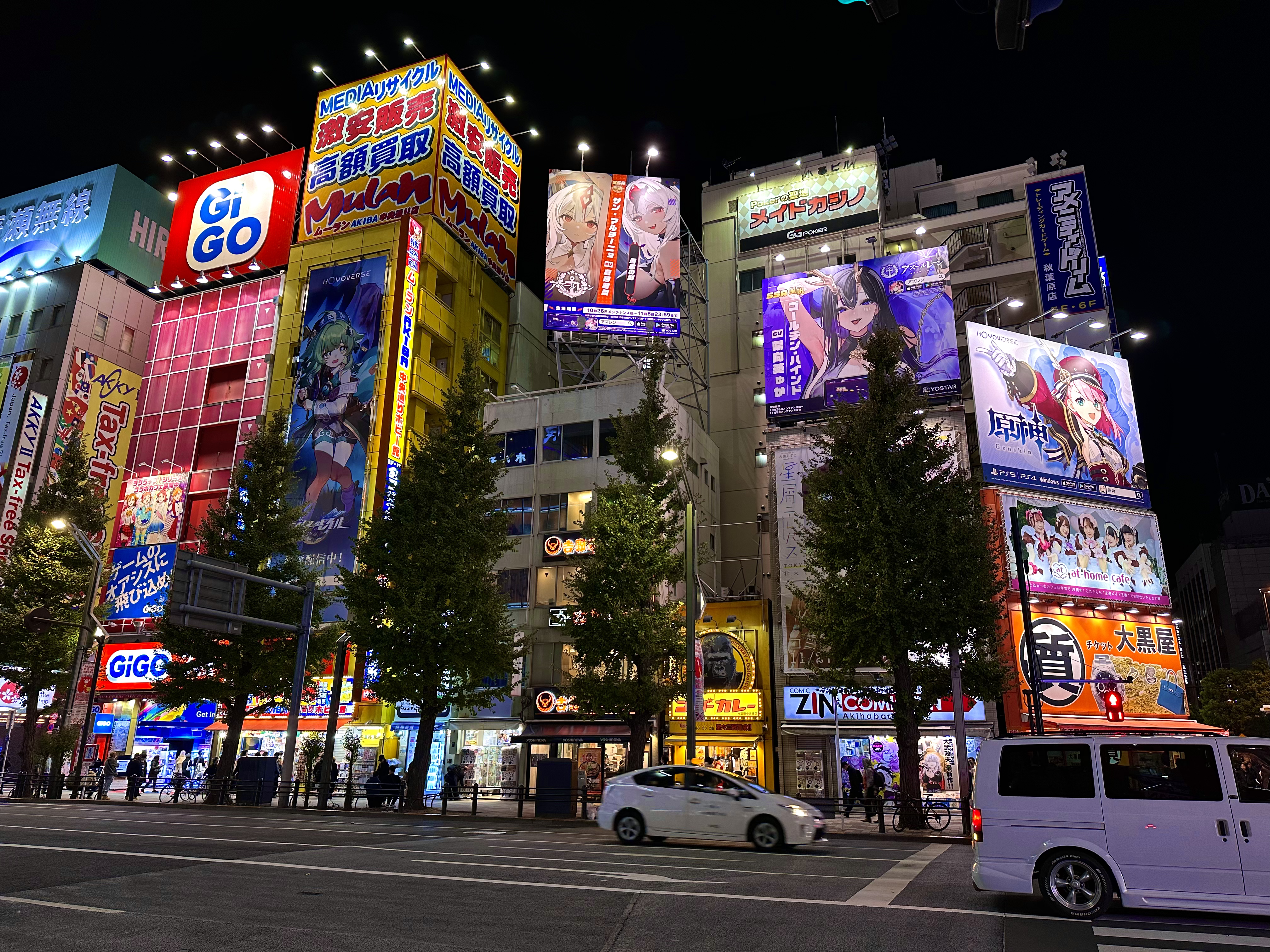
Akihabara nocą

- Akihabara – największe na świecie centrum sprzedaży sprzętu elektronicznego i elektrotechnicznego. Wielopiętrowe domy towarowe i olbrzymie komisy słyną z niezwykle bogatej oferty sprzętu komputerowego, sprzętu audio i wideo, zestawu AGD, lamp i urządzeń rolniczych sprzedawanych po promocyjnych cenach, niejednokrotnie znacznie niższych, niż w innych krajach. Akihabara jest także jednym z największych w świecie centrów mangi i anime, gdzie można dostać każdy komiks, film i grę komputerową japońskiej produkcji. Akihabara powoli staje się kolejnym centrum biurowym skoncentrowanym wokół krzyżowej stacji JR Akihabara. Jej okolice przechodzą wielką metamorfozę; ukończenie placów wokół dworca nada nowe oblicze tej dzielnicy, o którym do tej pory decydował natłok sklepów ciągnących się wzdłuż ulic, zaułków i pod wiaduktem kolei. Na zachodnim skraju dzielnicy znajdują się naprzeciwko siebie shintōistyczny chram Kanda Myōjin i konfucjańska świątynia Yushima Seidō. Chūō-dōri i równoległa do niej Shōwa-dōri, z charakterystyczną betonową estakadą, doprowadzają do dzielnicy

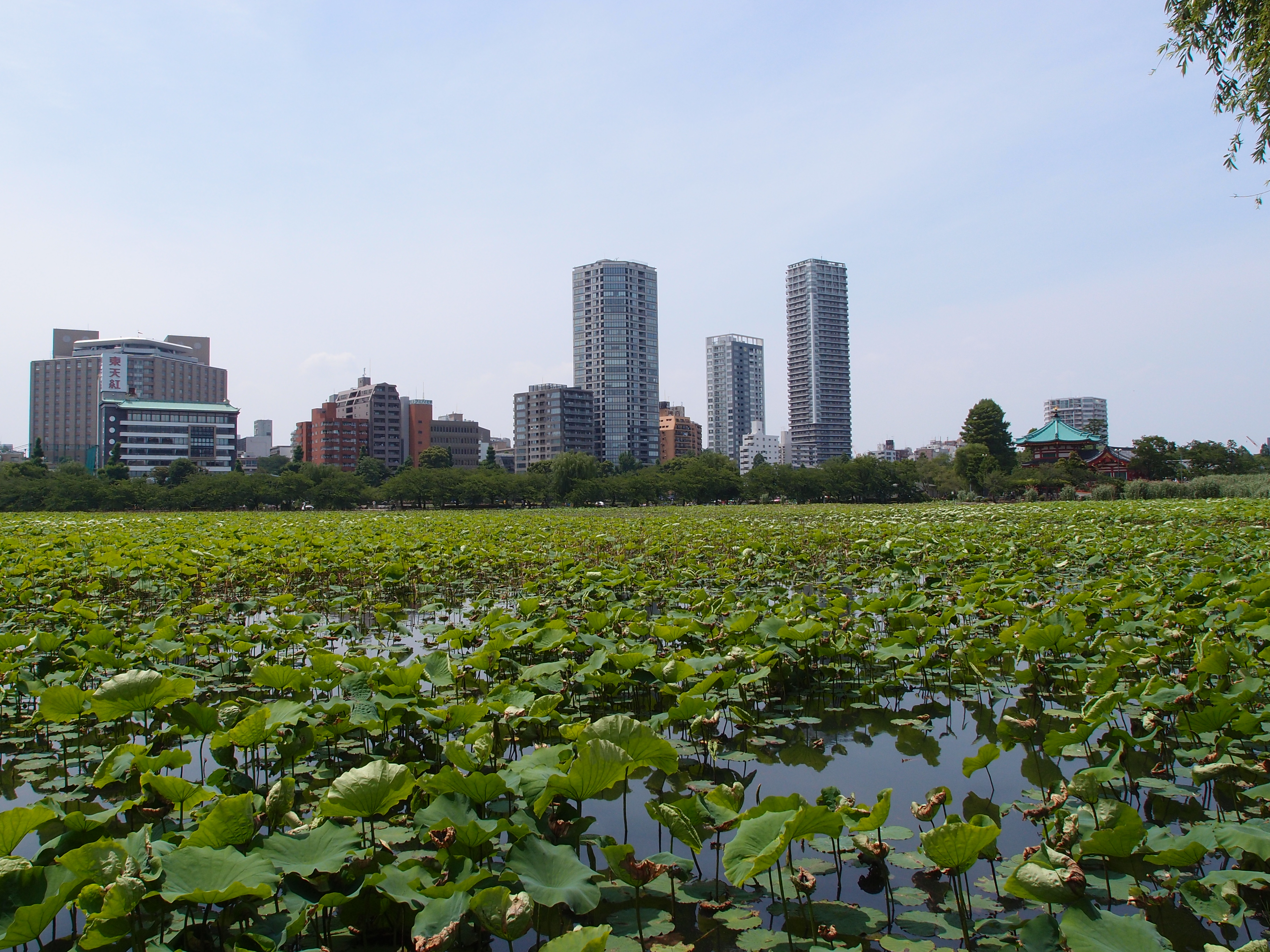
Park Ueno – staw Shinobazu

- Ueno, którą dworzec Ueno, obsługujący ruch w kierunku północnym, dzieli na płaską część wschodnią – mieszkalno-biurową – i pagórkowatą część zachodnią, gdzie znajdują się rozległe tereny zielone – park Ueno z ogrodem zoologicznym. Na terenie parku znajdują się również: jeziorko Shinobazu, biblioteka, Narodowe Muzeum Nauki, Narodowe Muzeum Sztuki Zachodniej, Muzeum Shitamachi, Tokijskie Muzeum Narodowe i Galeria Skarbów Horyūji. Dzielnice Ueno są niezwykłą mieszanką starych i ciasnych uliczek z zabytkowymi domkami oraz nowoczesnych i ruchliwych ulic, bloków mieszkalnych i magazynów. Parki, ogrody i spokojne stare zaułki są ulubionymi miejscami artystów, szukających odpoczynku sędziwych tokijczyków, wolnomyślicieli i bezdomnych. Na wschód od dworca mieszczą się bazary uliczne, z czego najruchliwszym jest ulokowany wzdłuż torów kolejowych, jak i pod nimi, bazar Ameyoko, będący pozostałością po czarnym rynku, który zakwitł tuż po II wojnie światowej. Obecnie jest największym tokijskim pchlim targiem i ostatnim, gdzie zachowała się tradycyjna atmosfera wschodnioazjatyckich bazarów. Od zachodu z kompleksem parku sąsiadują: Akademia Sztuk Pięknych oraz rozległy zespół Uniwersytetu Tokijskiego i kliniki uniwersyteckiej. Znajduje się on już w rejonie Hongō. Na północ od parku Ueno znajduje się rejon

- Yanaka, z cmentarzem Yanaka i rozległym kompleksem niewielkich świątyń, z których większość ma swoje cmentarze przyświątynne. Na wschód od Ueno rozciąga się

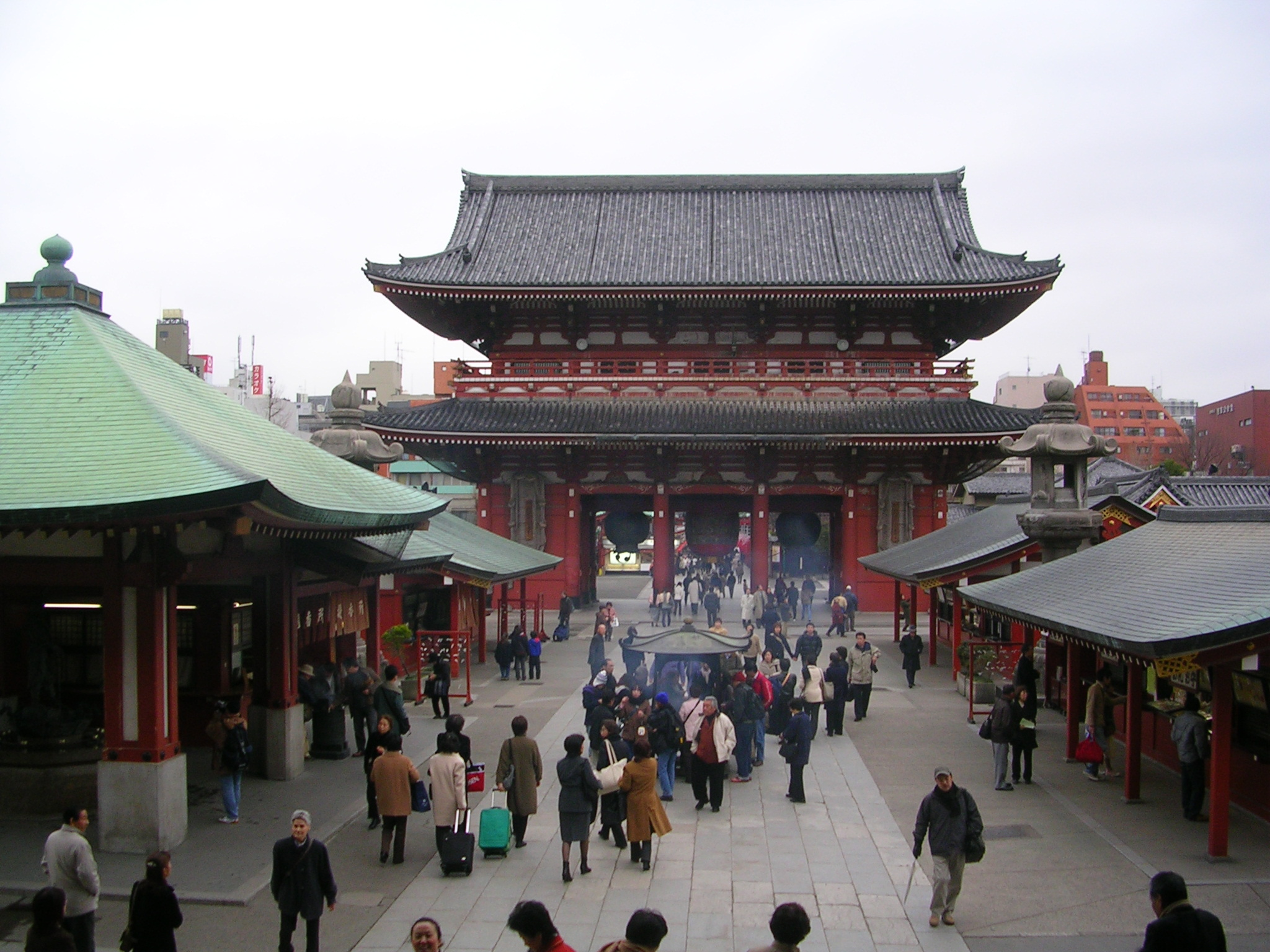
Świątynia Sensō-ji, brama Hōzō-mon

- Asakusa – rozległa dzielnica o charakterze mieszkaniowym, pełna świątyń różnej wielkości, dających enklawy zieleni. Największa z nich to kompleks wokół Sensō-ji, rozpoczynający się długą osią zadaszonej ulicy, flankowanej przez liczne kramy. W sąsiedztwie buddyjskiej świątyni znajduje się sintoistyczna Asakusa-jinja. Cały kompleks świątynny jest jednym z najpopularniejszych w kraju celów pielgrzymkowych. Okolica ma do dzisiaj dość tradycyjny charakter; znajdują się tam drewniane domy przy kameralnych zaułkach, a także, otoczone gęstą, ale raczej niską zabudową, wesołe miasteczko Hanayashiki, założone przed 150 laty. Niedaleko świątyń, nad Sumidą, znajduje się duży dworzec prywatnej kolei Tōbu, wbudowany w dom towarowy jeszcze przed wojną. Wszystko razem tworzy, charakterystyczny dla Japonii, religijno-handlowo-rozrywkowy kompleks ożywiony do późnego wieczora.

Na północny zachód od Kandy znajduje się założony w XVII w. ogród chiński Koishikawa Korakuen, jeden z najcenniejszych ogrodów Japonii. Obok niego wyrósł ostatnio wielki kompleks sali widowiskowej Tokyo Dome, któremu towarzyszą zespół handlowy „Tokyo City” i wesołe miasteczko. Na zachód od Kandy, w parku na dawnym terenie zamku Edo – znana sala sportowo-koncertowa Budōkan. Tuż za fosą natomiast znajduje się duży kompleks wzbudzającego kontrowersje chramu Yasukuni, świątyni założonej na początku ery Meiji, w której czci się bohaterów narodowych, ale pochowani są tam także zbrodniarze z okresu II wojny światowej.

### Na południowy zachód od Pałacu
Bezpośrednio na południe od Pałacu Cesarskiego znajduje się założony w 1903 park Hibiya, a obok zaczyna się kompleks urzędów państwowych, zlokalizowanych w:
- Kasumigaseki i Nagata-chō – znajdują się tu ministerstwa, główna siedziba premiera oraz siedziby partii politycznych. Zabudowa składa się z osobnych gmachów różnej skali, które, zwłaszcza w Nagata-chō, nie tworzą żadnej kompozycji (w przeciwieństwie, jak wolno sądzić, do drewnianych willi daimyō, które musiały stać tu w czasach Edo). Nad kompleksem próbuje dominować wielki gmach parlamentu. Za nim, na zadrzewionym wzgórzu, położony jest chram Hie-jinja. Odkryte schody ruchome, zbudowane na stoku, łączą świątynię z ruchliwą, równo zabudowaną ulicą, powstałą w początkach okresu Meiji na zasypanym kanale.

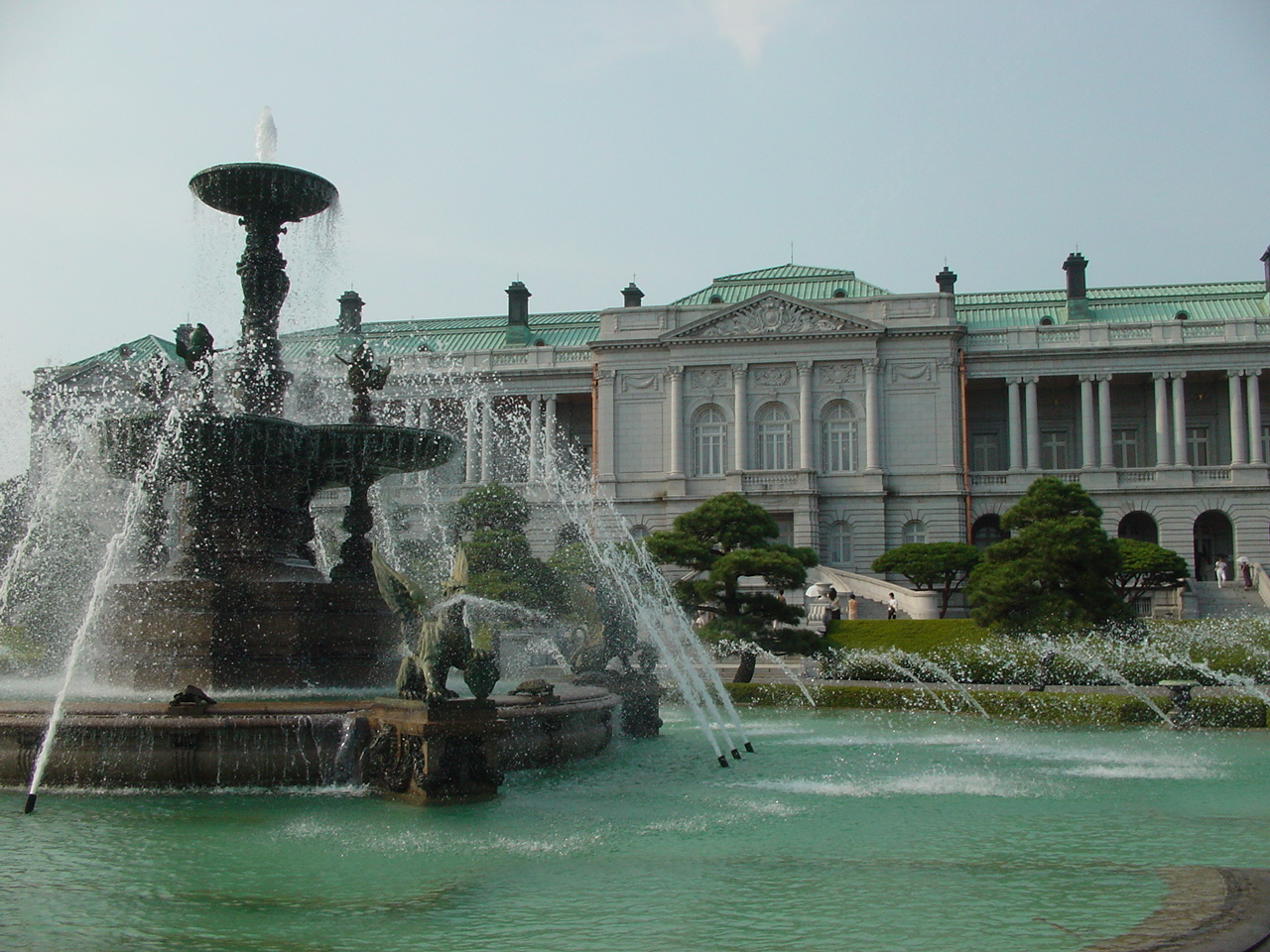
Pałac Akasaka Geihinkan

- Akasaka – wielofunkcyjna dzielnica, w której znajdują się ambasady, luksusowe hotele, rezydencje osób spokrewnionych z rodziną cesarską, apartamenty, ekskluzywne restauracje, tradycyjne herbaciarnie, domy gejsz i nocne lokale z hostessami. Pomiędzy nimi wiją się wielokilometrowe estakady i gnieżdżą niezbyt imponujące bloki mieszkalne. Na północy dzielnicy rozciąga się rozległy ogród z pałacem Akasaka, niegdyś siedzibą następcy tronu, obecnie jest to rezydencja dla gości państwowych. W ogrodzie rozsiane są wille, w których nadal mieszkają członkowie rodziny cesarskiej. Na zachód od niego rozległy kompleks zielony – tzw. „Ogrody Zewnętrzne Świątyni Meiji” (Meiji-Jingū Gai-en) – mieści największe tokijskie stadiony, m.in. olimpijski Kokuritsu Kyōgijō. Osiowe założenie obok nich tworzy Galeria Obrazów Meiji (Seitoku-kinen Kaigakan). Natomiast na południowo-zachodnim krańcu dzielnicy wznosi się najwyższy budynek miasta – „Tokyo Midtown”.
- Aoyama. Chociaż osią rozwoju dzielnicy była ulica Aoyama-dōri, to znacznie ciekawiej prezentuje się poprzeczna do niej Omote-Sandō – ulica-bulwar wysadzana drzewami, w europejskim stylu, założona jako droga prowadząca do chramu Meiji, położonego na zewnątrz okrężnej linii kolejowej Yamanote. Ulice te słynne są z międzynarodowych domów mody, drogich butików oferujących odzież znanych projektantów, ekskluzywnych restauracji włoskich i francuskich oraz galerii i hal wystawowych poświęconych głównie sztuce współczesnej.

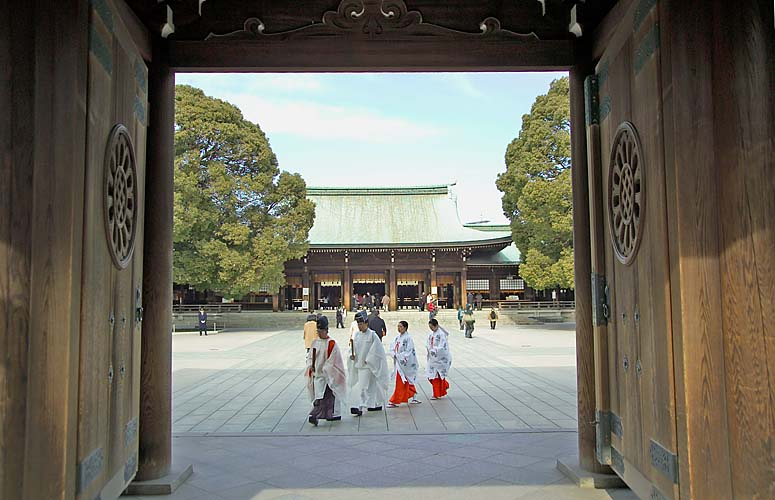
Chram Meiji

- Harajuku i Yoyogi. Harajuku to popularna dzielnica ekstrawaganckiej mody młodzieżowej, zlokalizowana po wschodniej stronie stacji JR Harajuku. Natomiast na zewnątrz Yamanote-sen rozciągają się tereny parkowe Yoyogi-kōen, z dwiema halami olimpijskimi i siedzibą telewizji NHK. Położony obok kompleks sintoistycznego chramu Meiji to gęsto zadrzewiony, rozległy park, z budynkiem głównym pośrodku, urządzony na kanwie prywatnego ogrodu pary cesarskiej Meiji. Położone na zamknięciu osi Omote-sandō wejście na kilkakrotnie załamaną aleję-oś główną świątyni zaakcentowane jest opracowanym architektonicznie wiaduktem oraz wielką torii.

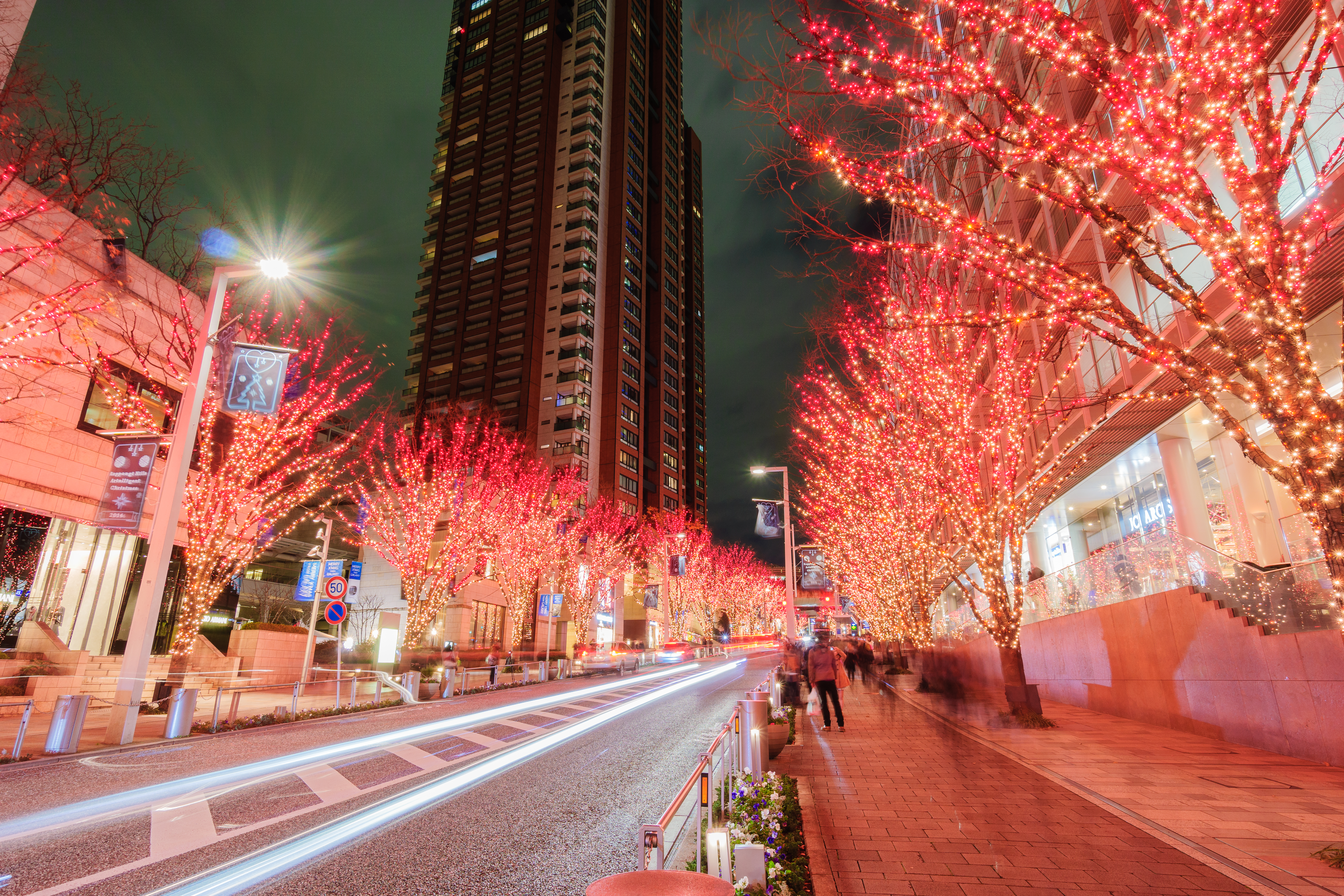
Roppongi

- Roppongi – dzielnica zamieszkała m.in. przez zagranicznych biznesmenów oraz krajowe gwiazdy filmowe i muzyczne. Obecnie jedna z najpopularniejszych dzielnic rozrywkowych. Jej rozkwit zaczął się na przełomie lat 70. i 80., kiedy szczególnie modna w Japonii stała się zachodnia kultura. Amerykańskie i europejskie restauracje, dyskoteki i nocne lokale zaczęły pękać w szwach. Powstawało wiele takich miejsc, aż Roppongi z dzielnicy mieszkaniowej przekształciła się w dzielnicę nowoczesnej rozrywki, ruchliwą i hałaśliwą, jak wszystkie inne. Jej symbolami są zespół wielofunkcyjny „Roppongi Hills”, sala koncertowa „Suntory Hall” i rozciągająca się wzdłuż Roppongi-dōri – kolejna arteria „wzbogacona” betonową estakadą autostrady transtokijskiej. Sąsiadująca z nią dzielnica Azabu pełna jest dostatnich, ale niewielkich domów, gęsto wypełniających kręte i wąskie ulice.

### „Subcentra” na pętliYamanote

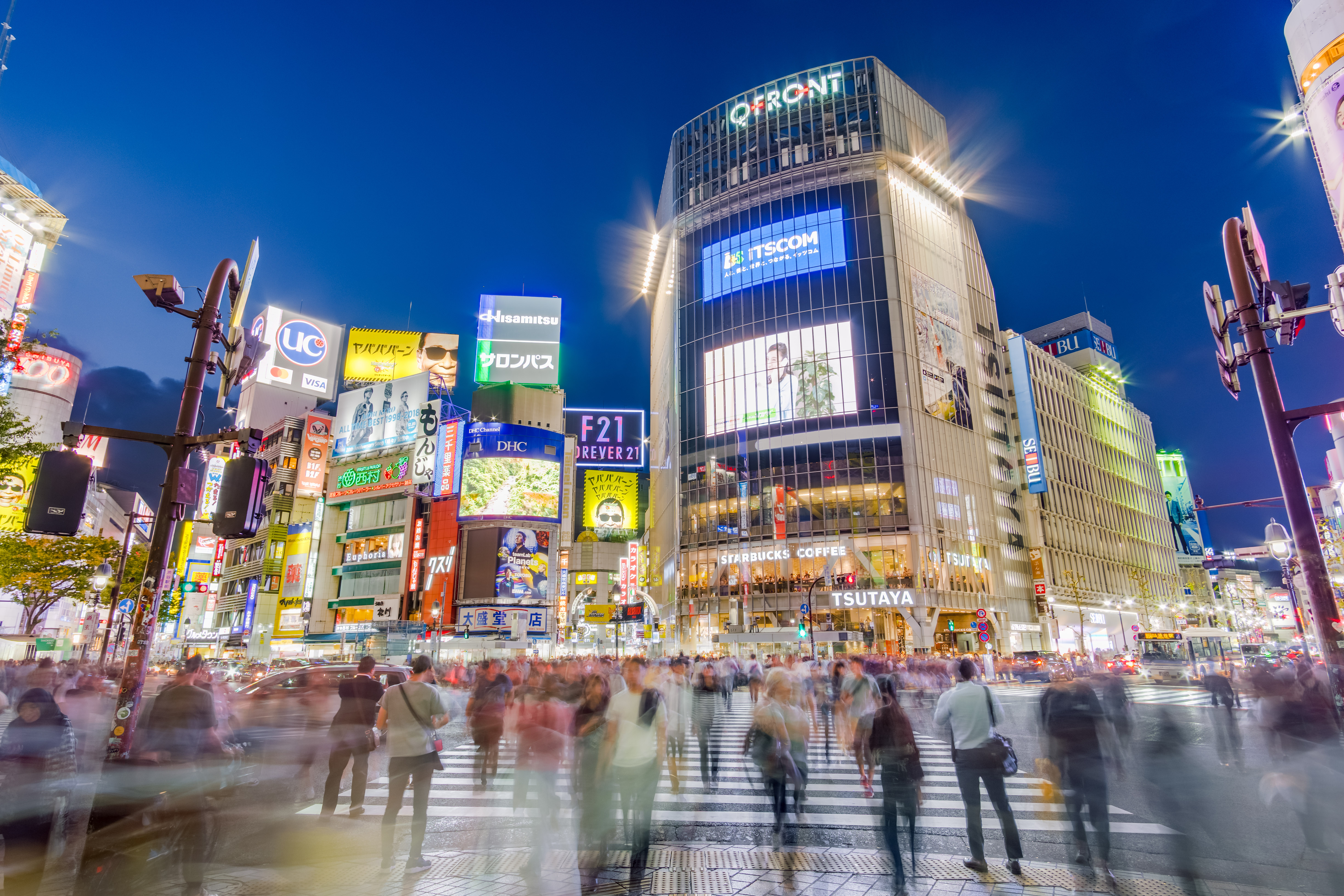
Shibuya (2018)

Parkowy kompleks Yoyogi wyraźnie rozdziela dwa tokijskie „podcentra” – Shibuya i Shinjuku.
- Shibuya – subcentrum, w którym mieści się najwięcej domów mody, ekstrawaganckich sklepów odzieżowych, domów towarowych, kin, kabaretów, klubów karaoke, dyskotek i hoteli miłości. Imponujące architektonicznie budynki przykryte są wielkimi ekranami telewizyjnymi i neonami, które jak w kalejdoskopie migoczą i ogłuszają kakofonią dźwięków. W Shibui jest też siedziba NHK, najstarszej i największej stacji telewizyjnej w Japonii. Obiekty te powstały w sąsiedztwie stacji JR Shibuya w miejscu, które ewoluowało od osady, opartej na organicznym, wiejskim planie w formie kilku zbiegających się dróg. Motorem wzrostu była działalność komercyjna kolei dojazdowej Tōkyū. Obecna Shibuya to nie tylko popularne miejsce wypadów młodzieży, ale także centrum kulturalne Bunkamura, zbudowane przez korporację zarządzającą obecnie tą koleją. Shibuya jest jednym z najbardziej ożywionych miejsc w Tokio, gdzie życie toczy się całą dobę. W weekendy w zachodniej Shibui odbywają się liczne festiwale filmowe i muzyczne różnorakich subkultur młodzieżowych.

Na północ od Yoyogi znajduje się

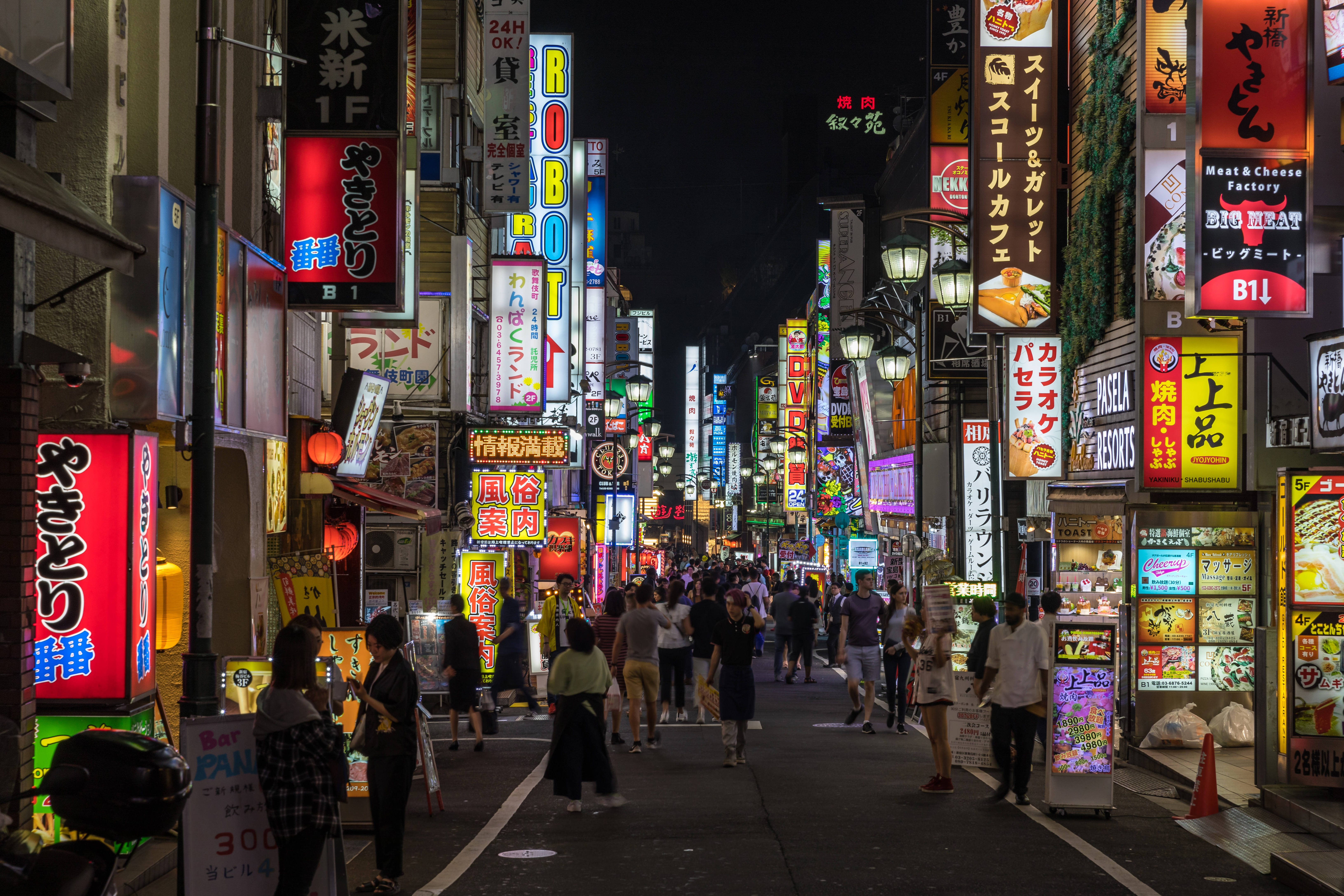
Kwartał nocnej rozrywki Kabuki-chō w dzielnicy Shinjuku

- Shinjuku, właściwa stolica prefektury Tokio i siedziba władz miejskich, rozwinęło się wokół dworca kolei państwowych i towarzyszących mu trzech dworców kolejek dojazdowych. Wszystkie razem stanowią najbardziej obciążony kompleks dworcowy na świecie (3,5 mln pasażerów dziennie). Po letnich Igrzyskach Olimpijskich w 1964 roku znaczenie Shinjuku wzrosło, a wraz z nim wysokość zabudowy. Początek dał luksusowy hotel Keio Plaza i do końca lat 70., po zachodniej stronie dzielnicy, wyrósł las szklanych, stalowych i żelbetowych drapaczy chmur. W ostatnich latach wieżowce powstały również przy ulicy na południe od wiaduktu, przecinającej dworzec Shinjuku. Na wschód i północ od dworców kolejowych rozpościerają się dzielnice handlu i rozrywki, głównie Shinjuku, Kabukichō i Ōkubo, w których znajdują się przede wszystkim domy towarowe, bary, pijalnie, salony gier, kasyna, kluby karaoke, hotele miłości i kapsułowe, lokale striptizowe, sexshopy i domy publiczne oraz jedna z największych w Japonii enklaw mniejszości seksualnych. Liczbę zarejestrowanych, jak i nieoficjalnych miejsc rozrywki w tej części miasta szacować można na tysiące. Również więc Shinjuku pełne jest życia o każdej porze dnia i nocy. Na południowy wschód od centrum usługowego rozciąga się rozległy park Shinjuku.

Na północ od Shinjuku i mniejszego podcentrum Takadanobaba znajduje się

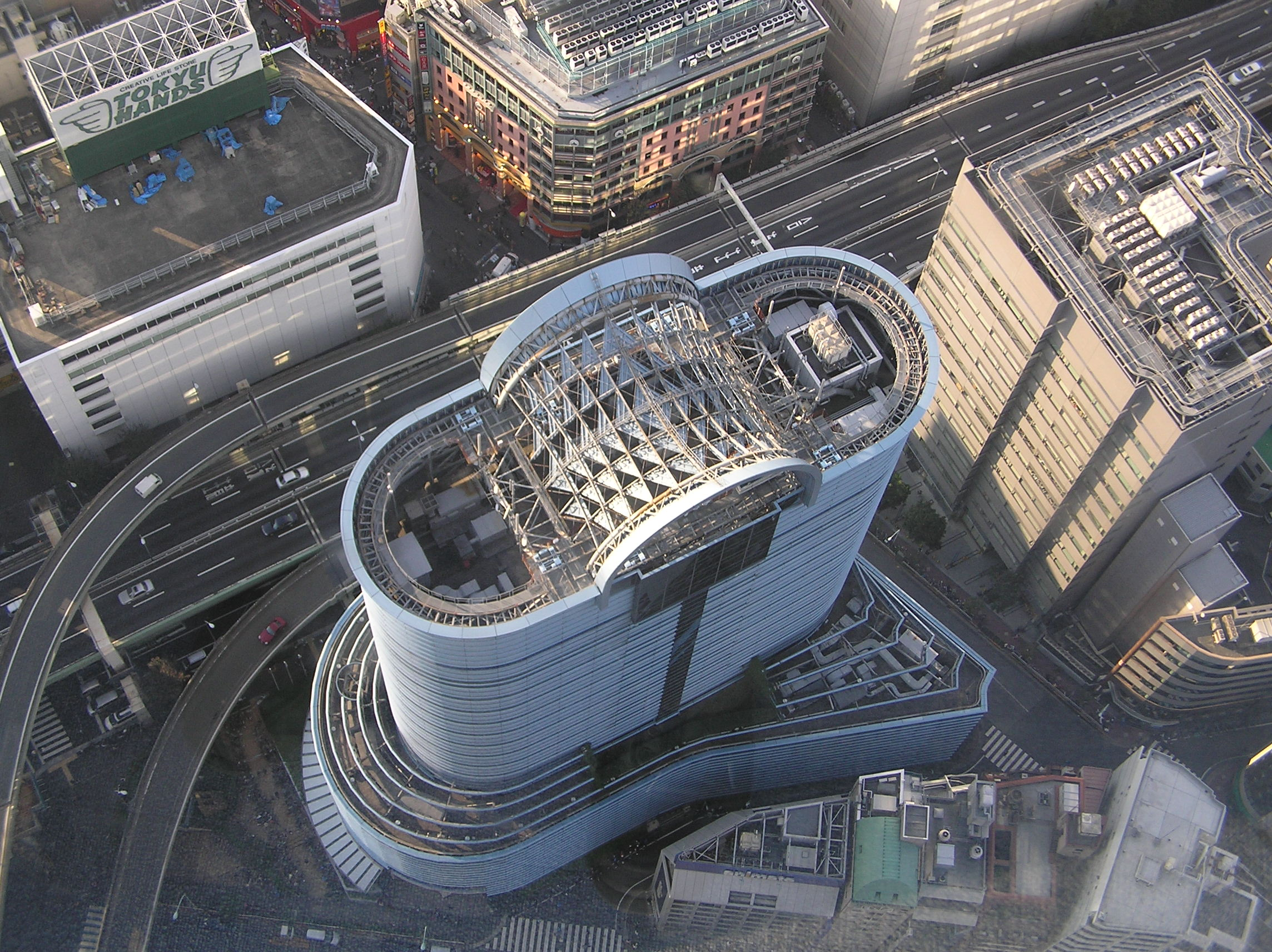
Salon Toyoty w Ikebukuro

- Ikebukuro – podcentrum o zwartej i jednorodnej strukturze, również rozwinięte wokół stacji kolei państwowych i dworców kolejek prywatnych, tym razem Seibu i Tōbu. Dworzec, nadbudowany kompleksem domów towarowych, zamykających perspektywę zadrzewionego bulwaru Green-Ō-dōri, jest jednym z najlepiej wkomponowanych w układ urbanistyczny dworców linii Yamanote. Na zachód od dworca wzniesiono centrum kulturalne Tokyo Metropolitan Art Space, poprzedzone rzadkim w mieście pieszym placem. Około 600 m od dworca na wschód znajduje się wieżowiec Sunshine City – kompleks hotelowy i handlowy, zbudowany na terenie odzyskanym po likwidacji dużego więzienia Sugamo. Wyrasta on nieoczekiwanie z morza zabudowy jednorodzinnej, dzielącej Ikebukuro od śródmieścia, przez którą wije się ostatnia linia tokijskiego tramwaju. Duży kompleks zieleni tworzy zespół świątyni Gokoku-ji z 1681, będącej też mauzoleum rodziny cesarza Meiji. Od strony miasta świątynię poprzedza jedna z najdłuższych osi akcentujących wejście główne – ponad kilometrowej długości ulica Otowa-dōri. Na zachód od tej ulicy znajduje się katedra katolicka, charakterystyczna budowla o ekspresyjnej formie – kolejne dzieło K. Tangego.

### Inne „sąsiedztwa”
- Shinagawa – dzielnica wysokich biurowców, hoteli i domów mieszkalnych zbudowana na osuszonym fragmencie Zatoki Tokijskiej na wschód od dworca Shinagawa. W przeciwieństwie do podcentrów na linii Yamanote, dzielnica ma spokojny charakter centrum biznesu, powiązanego z resztą obszaru kraju za pomocą linii Shinkansen. Po zachodniej stronie dworca istnieje duży kompleks hotelowy, a na północ od niego – świątynia Sengaku-ji, miejsce pochówku 47 samurajów opisanych w słynnej opowieści.

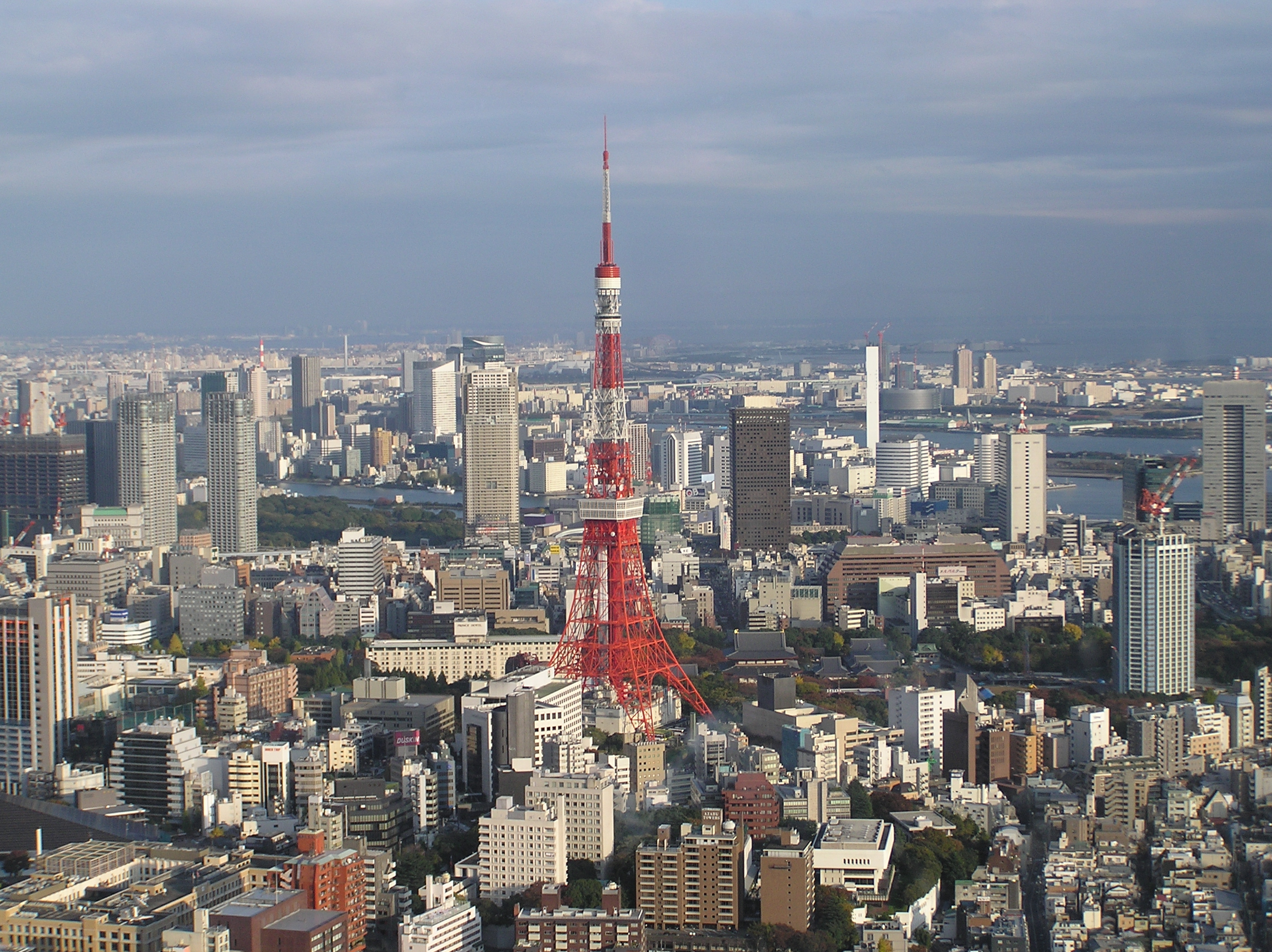
Tokyo Tower z 1958, tuż na prawo od wieży widoczny dach świątyni Zōjō-ji; zdjęcie z Roppongi Hills

- Shiba, położona bezpośrednio na południe od Shimbashi, wyróżnia się dużym kompleksem świątyni Zōjō-ji oraz górującą nad nim stalową „Tokyo Tower” – symbolem nowoczesności miasta lat 50. Położone na wzgórzach części rejonów Shiba, Shinagawa oraz sąsiadujące tereny rejonów Azabu i Mita prezentują zachowaną strukturę dawnych rezydencji daimyō, zastąpionych co prawda różnymi gmachami publicznymi, ale stojącymi w rozległych ogrodach pamiętających okres Edo.
- Shinbashi, w którym do 1914 znajdował się dworzec pierwszej japońskiej kolei, a potem duży dworzec towarowy. Na gruntach tego dworca wybudowano w latach 90. XX w. kompleks wielofunkcyjnych wysokościowców Shiodome Shiosaito.
- Kinshi-chō – główny region zakupów i rozrywki we wschodniej części Tokio (Sumida-ku), wokół stacji na linii JR Sōbu, w dzielnicy stosunkowo drobnej i gęstej zabudowy.

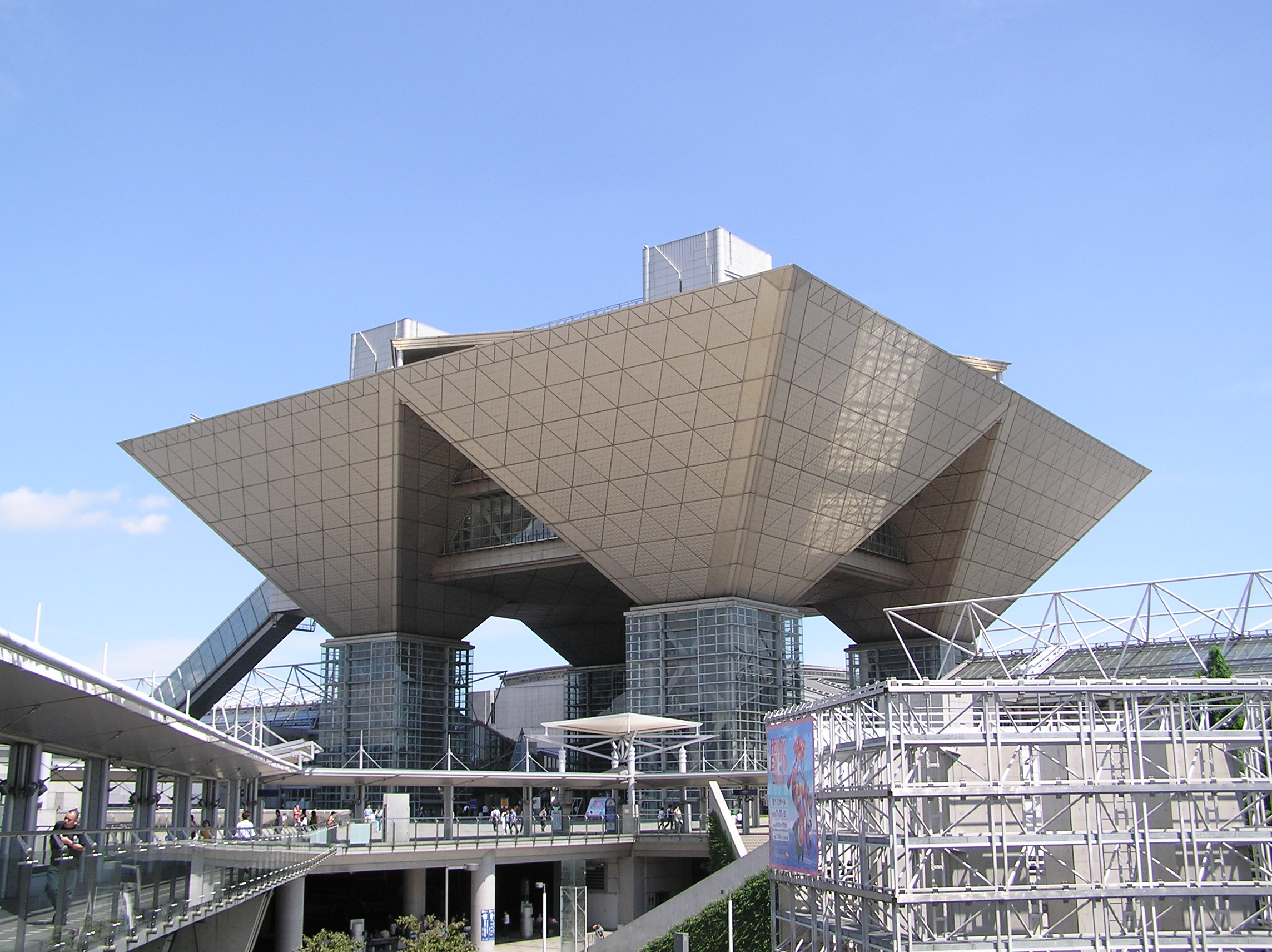
Tokio – Odaiba. Centrum wystawowe „Big Sight”

- Odaiba – nowe znaczenie nazwy to w wąskim sensie wielka, sztuczna wyspa; w szerszym – zespół wielofunkcyjny położony na wyspach Odaiba i Ariake, założony na imponującym osiowym planie i nadal (2007) oczekujący na wypełnienie zabudową. Wśród budowli już ukończonych znalazło się wiele czołowych obiektów architektury współczesnej (centrum wystawowe „Big Sight” – Tōkyō Kokusai Tenjijō, siedziba Fuji TV, muzeum współczesnej nauki i techniki Miraikan), zbudowanych nieraz w unikatowych, ekspresyjnych formach. Elementy Odaiby połączone są nadziemną linią kolejki automatycznej Yurikamome, która przez „Rainbow Bridge”, kolejny symbol Odaiby, wiąże dzielnicę z Shimbashi.

## Gospodarka
Ogromne centrum finansowo-handlowe i przemysłowe. Tokio ma największą na świecie gospodarkę wśród innych metropolii: 35 mln mieszkańców aglomeracji generowało w 2005 dochód 1191 mld dolarów USA; wiodąca pozycja miasta ma się utrzymać w najbliższej przyszłości.

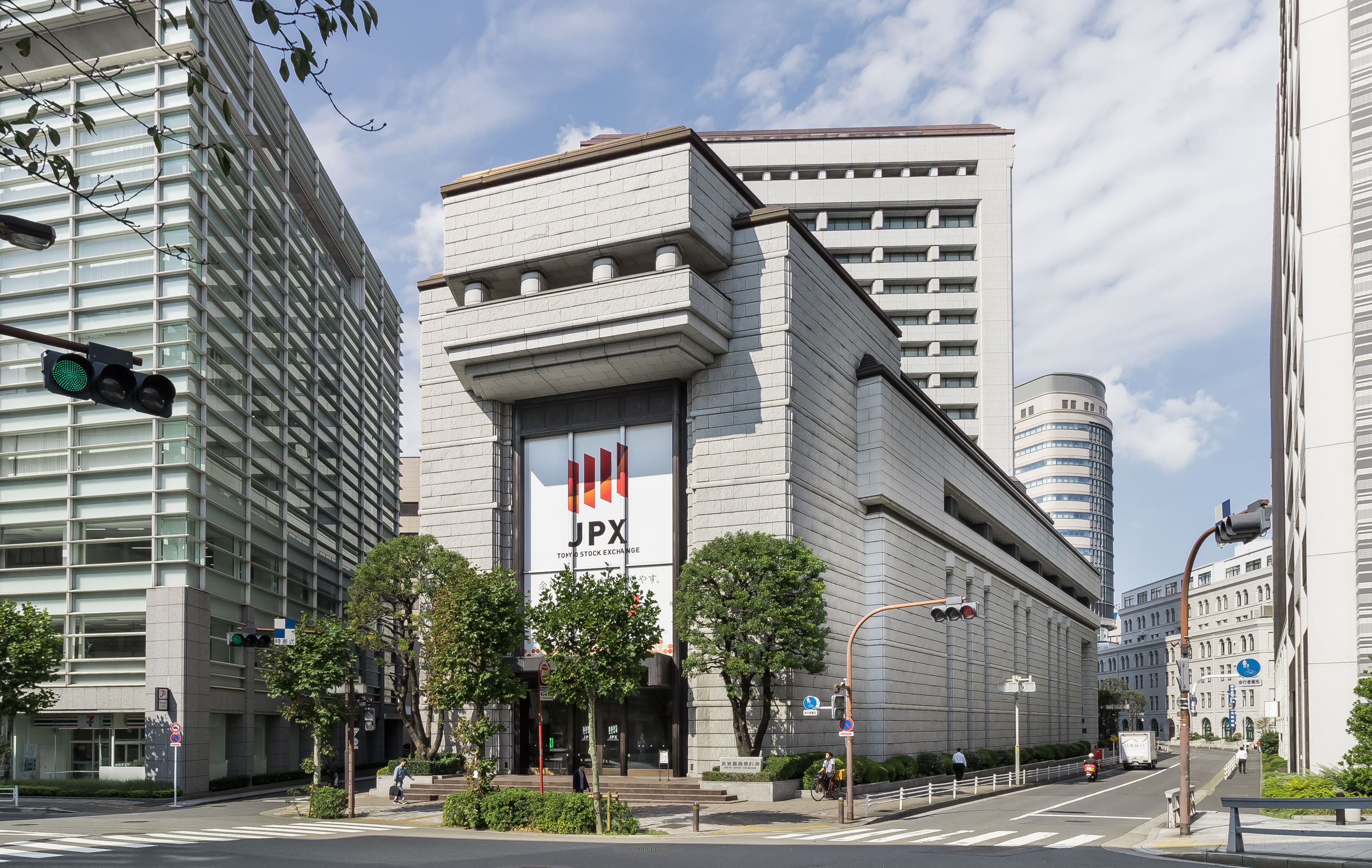
Budynek Tokyo Stock Exchange

Tokyo Stock Exchange jest drugą co do wielkości na świecie pod względem rynkowej wartości zarejestrowanych akcji: 4,99 biliona dolarów amerykańskich. Wielkie banki, przedsiębiorstwa handlowe i ubezpieczeniowe, światowe targi przemysłowe. W okresie japońskiego „boomu” gospodarczego większość central dużych przedsiębiorstw przeniosła się do Tokio, głównie z Osaki, która tym samym utraciła prymat dyspozycyjnego centrum gospodarczego.
W przemyśle wytwórczym największy udział (2004) ma poligrafia (16,2% produkcji w prefekturze), następnie produkcja środków transportu (11,6%), elektronika (11,5%), produkcja maszyn elektrycznych (7,9%) wreszcie produkcja innych maszyn (7,7%). Na przełomie wieków w Hachiōji był przemysł jedwabniczy. W górach trudniono się hodowlą jedwabników, wydobywaniem wapienia, także tkactwem.
W samym Tokio obecnie nie ma już większych dzielnic przemysłowych (wyjąwszy nabrzeża rzeki Ara w Itabashi-ku). W regionie Tama przemysł występuje na pograniczu miast Hachiōji i Hinō oraz w Fuchū (fabryka firmy Tōshiba). Większe kompleksy przemysłowe istnieją poza Tōkyō-to, na terenach nadbrzeżnych Zatoki Tokijskiej w miastach prefektury Kanagawa (Jokohama, Kawasaki) i prefektury Chiba (Ichikawa, Funabashi, Chiba, Ichihara) oraz nad rzeką Ara w prefekturze Saitama (Toda, Kawaguchi).
Na terenie prefektury znajduje się niecałe 8400 ha użytków rolnych. Najważniejszymi uprawianymi warzywami są szpinak i szpinak musztardowy (komatsuna).
Wydatki konsumpcyjne w Tokio kształtują się na poziomie 109% w stosunku do średniej krajowej. Dorównują tej średniej w zakresie kosztów transportu oraz kosztów gazu, elektryczności i wody, przekraczają ją zaś aż o ok. 50% w mieszkalnictwie.

## Transport

### Połączenia zewnętrzne

#### Transport kolejowy

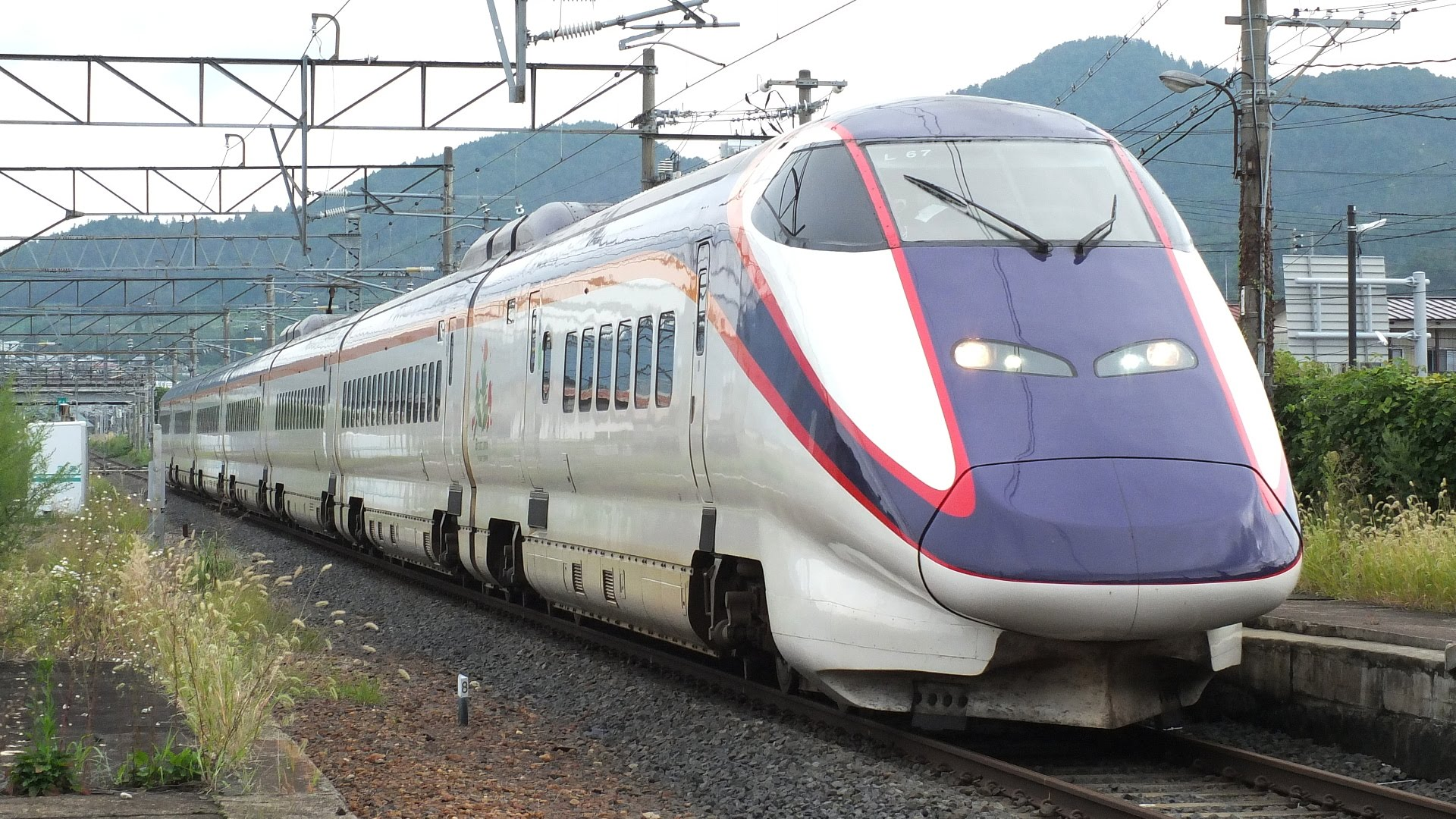
Shinkansen

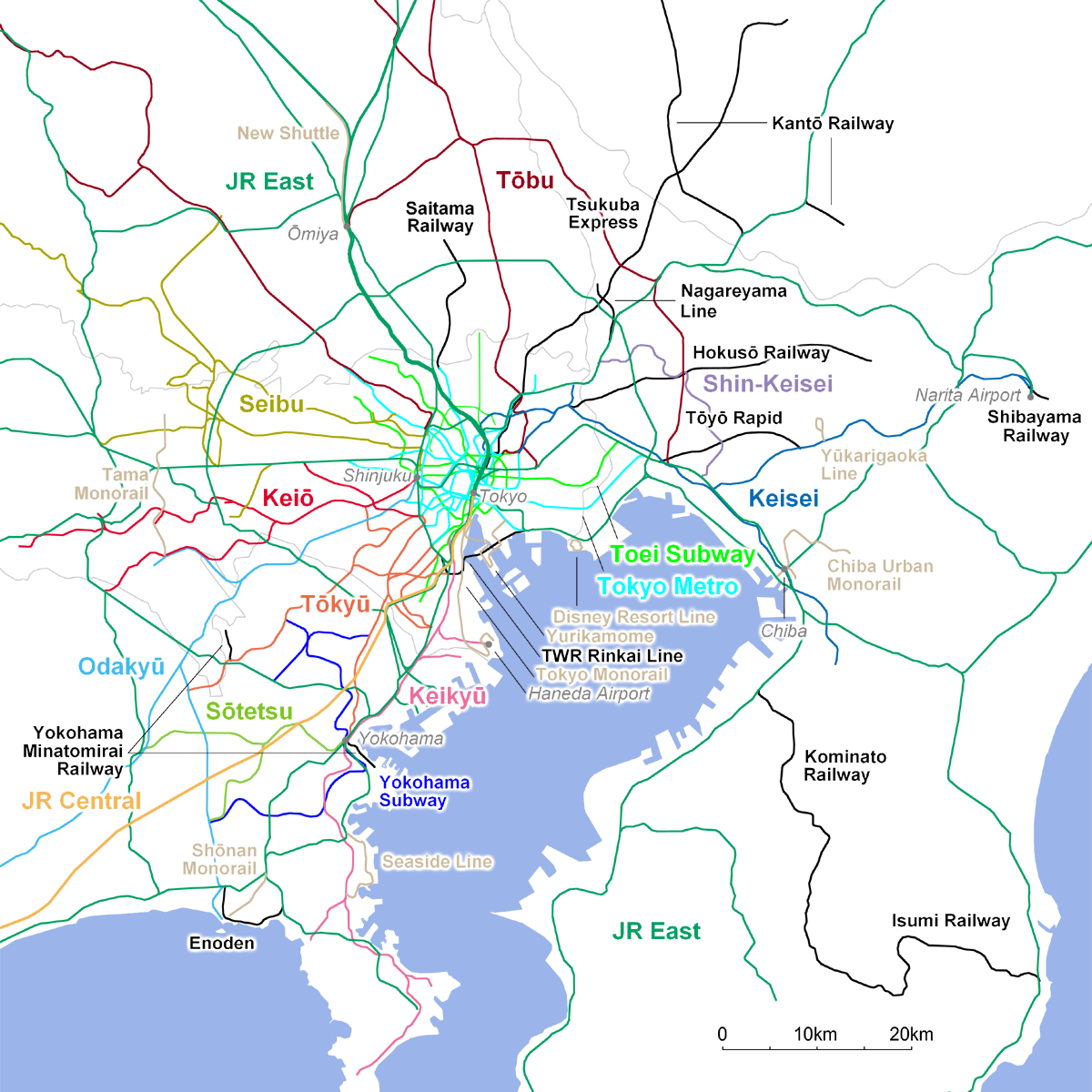
Południowe Kantō (sieć kolejowa)

W tokijskim węźle kolei sieci krajowej (JR) zbiegają się cztery normalnotorowe linie wysokich prędkości Shinkansen: Tōkaidō, Tōhoku, Jōetsu, Nagano. Punktem końcowym wszystkich tych linii jest dworzec Tōkyō. Trzy ostatnie wchodzą do miasta wspólną trasą od dworca Ōmiya w mieście Saitama, pociągi zatrzymują się także na dworcu Ueno. Tōkaidō Shinkansen ma natomiast dodatkowy dworzec Shinagawa. Klasyczna sieć wąskotorowa JR ma linie magistralne: Tōkaidō (obsługuje ją dworzec Tōkyō), Chūō (obsługa przez dworzec Shinjuku), Tōhoku, Jōetsu oraz Jōban-sen (wszystkie trzy obsługiwane przez dworzec Ueno).
Całość sieci kolei krajowej obsługiwana jest przez kolej JR Higashi Nihon, z wyjątkiem linii Tōkaidō Shinkansen, eksploatowanej przez JR Tōkai.

#### Transport drogowy

Tokyo-Jokohama (sieć autostrad śródmiejskich)

Na węzeł ponadregionalnej komunikacji drogowej składa się przede wszystkim system autostrad. Tokio jest punktem zbiegu następujących autostrad międzyregionalnych: Tōmei (kierunek Nagoja, Kansai), Chūō (Matsumoto, Nagano), Kan’etsu (Nagaoka), Tōhoku (Sendai), Jōban (Mita). Ponadto do autostrad państwowych zalicza się trasę regionalną do Jokohamy, trasę do Chiby i dalej wschodnim wybrzeżem zatoki oraz trasę do lotniska Narita i dalej na wybrzeże Pacyfiku (Kashima). Zalicza się też przeprawę mostowo-tunelową przez Zatokę Tokijską – Tokyo Wan Aqua-Line. Autostrady państwowe docierają do granic „23-ku”, skąd ruch przejmuje sieć miejskich dróg ekspresowych. Tam też znajdują się odcinki nieukończonego zewnętrznego pierścienia autostradowego.
W Tokio zbiega się także 14 dróg krajowych.

#### Transport morski
Port handlowy, zarządzany przez prefekturę, ma nabrzeża łącznej długości 2,64 km, ok. 1 km² odkrytej powierzchni magazynowej, dostępnej publicznie oraz ok. 0,2 km² hal magazynowych. W 2005 obsłużono 32 180 statków i przeładowano 92 mln ton ładunków, z czego połowę w handlu międzynarodowym (trzecie miejsce w kraju). Specyfiką portu są wielki udział transportu kontenerowego (93% tonażu) oraz przeładunek towarów wysokiej wartości. Instalacje portu występują na wielu sztucznych wyspach: Yashio, Jōnan, Hinode, Aomi, Ariake. Funkcje portowe wymuszają budowę powiązań między wyspami w postaci wysokich mostów lub tuneli (tych drugich na kanałach portowych jest większość). Dla obsługi części portu leżącego w południowych dzielnicach miasta poprowadzono specjalną linię kolei Tōkaidō Kamotsu, od strony dworca towarowego Kawasaki przebiegającą tunelem pod basenami portowymi. Obsługą statków zajmują się ponadto inne porty Zatoki Tokijskiej w Jokohamie, Kawasaki i Chibie.

#### Transport lotniczy
Miasto obsługują dwa międzynarodowe porty lotnicze: starszy Haneda, nowszy Narita. Haneda znajduje się na terenie miasta, ok. 15 km od centrum, obsługuje ponad 60 mln pasażerów rocznie i jest czwartym pod względem wielkości lotniskiem świata. Narita zaś znajduje się koło miasta o tej samej nazwie (pref. Chiba), ok. 60 km od centrum Tokio. Obsługuje ponad 30 mln osób rocznie. Oba lotniska połączone są z miastem siecią kolejową i autostradową. Poza tym istnieje trzecie lotnisko komunikacyjne w mieście Chōfu, obsługujące loty na wyspy Izu. Duże amerykańskie lotnisko wojskowe (Yokota Air Base) funkcjonuje w mieście Fussa.

### Sieć wewnętrzna

#### System szynowy

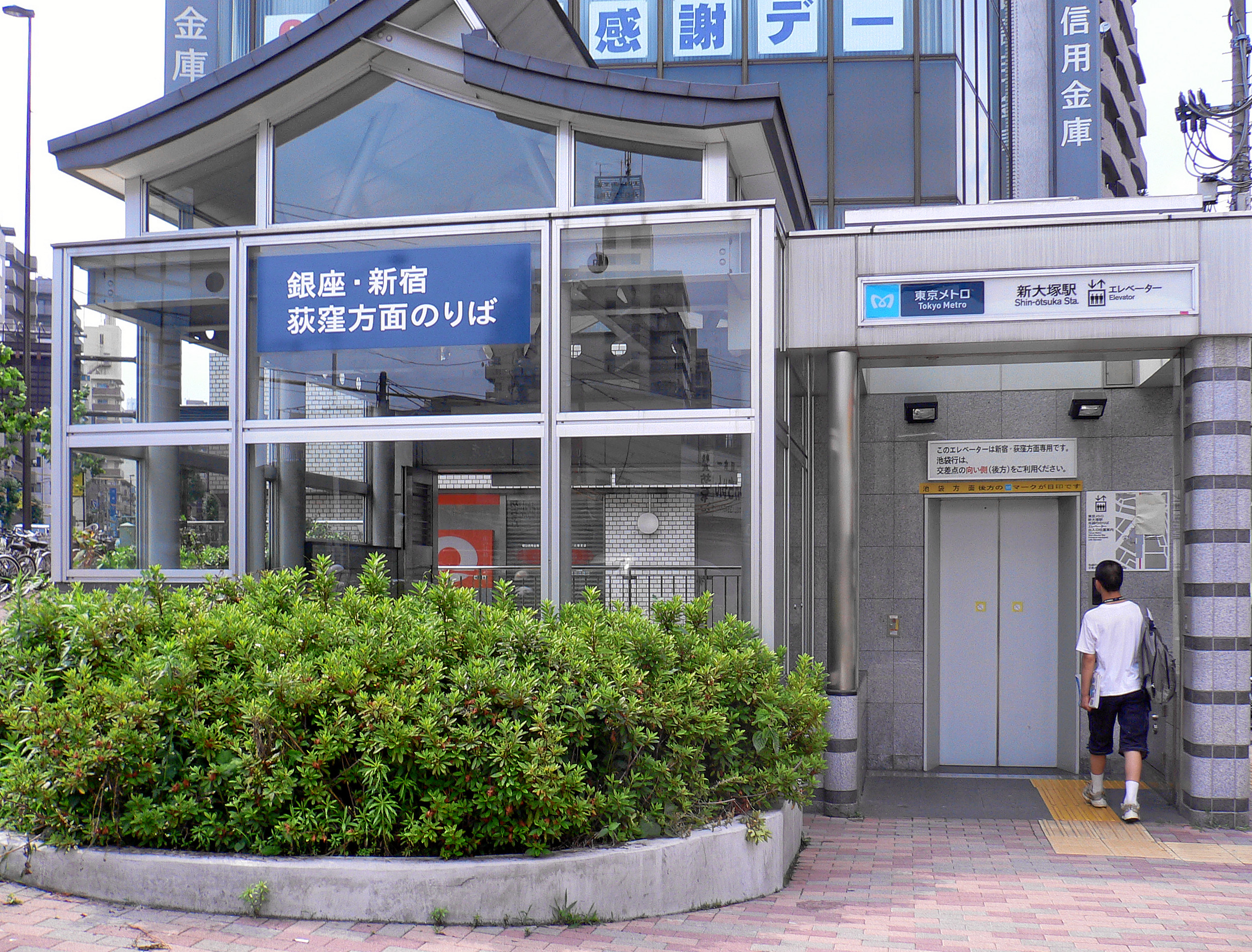
Stacja metra Shin-Ōtsuka

Ruch miejski obsługuje przede wszystkim trzynaście linii metra, o łącznej długości 312 km, należących do dwóch zarządów: Tokyo Metro i Toei (czyli prefektury Tōkyō-to).
Poza siecią metra pozostają także linie „małych kolei automatycznych” (Yurikamome i Nippori-Toneri Liner). Działa także linia Rinkai-sen, zbudowana dla połączenia zespołu Odaiba z linią Yamanote oraz duża linia kolei jednoszynowej do lotniska Haneda (Tokyo Monorail), obsługująca też wybrzeża zatoki.
Wielki ruch aglomeracyjny i wewnątrzmiejski obsługuje kolej JR, dzięki kilku liniom miejskim – średnicowym i obwodowym. Ruch pociągów miejsko-aglomeracyjnych jest bardzo gęsty, na liniach czterotorowych sięga 60 par pociągów w godzinie szczytu. System JR jest przeciążony, obciążenia w porannym szczycie sięgają 221% nominalnej pojemności pociągów. Trzy linie JR eksploatowane są z „przechodzeniem” pociągów na metro, jedna – z „przechodzeniem” na Rinkai-sen.
Ruch towarowy ma do dyspozycji dużą obwodnicę Tokio, Musashino-sen, o przebiegu Tsurumi – Fuchū – Nishi-Kokubunji – Minami-Urawa – Shin-Matsue – Nishi-Funabashi, prowadzoną na zachodzie w długich tunelach (trasa liczy ok. 100 km; ukończ. 1976). Na 2/3 długości linia służy też ruchowi aglomeracyjnemu.

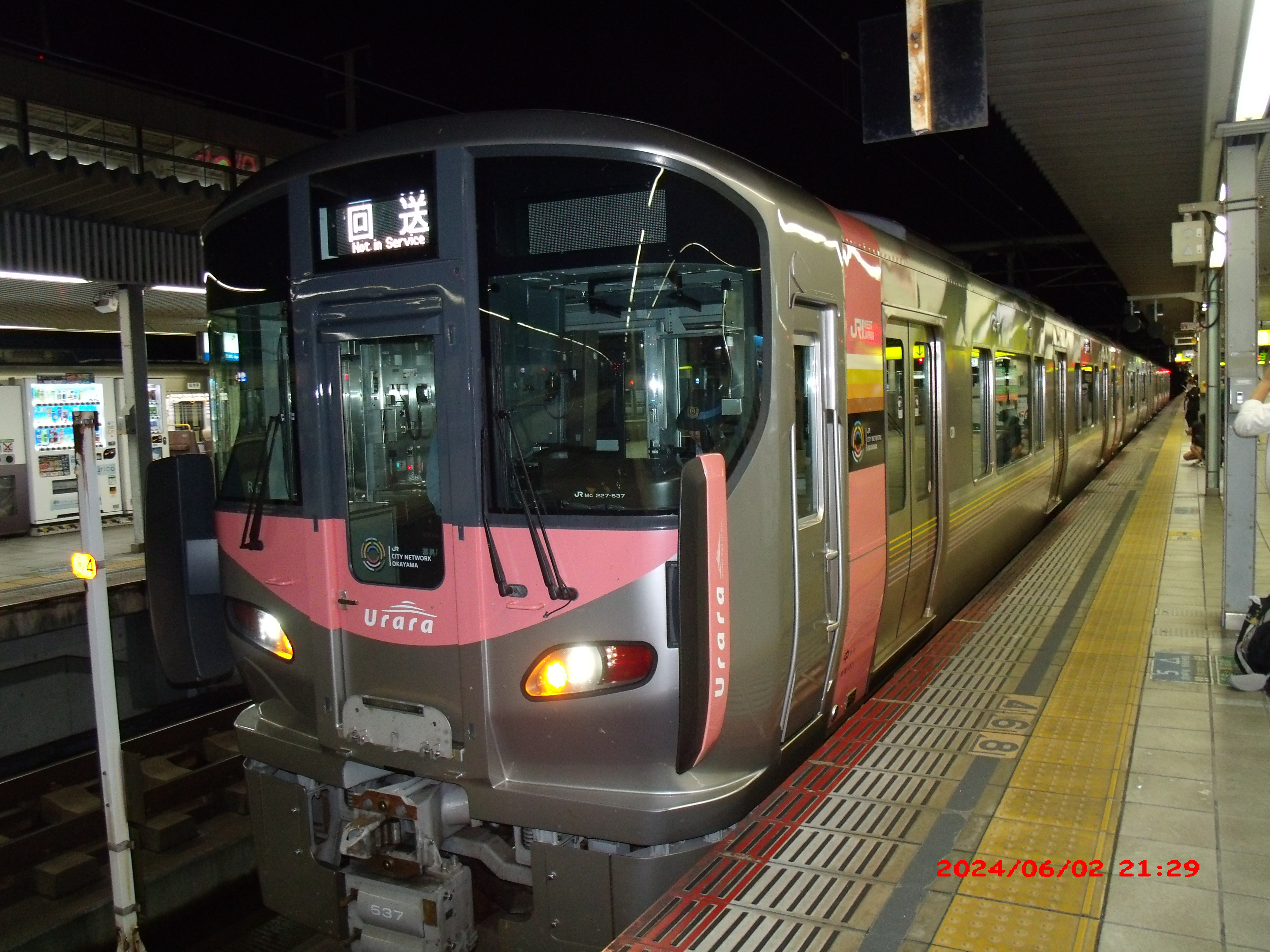
Pociąg JR West 227 URARA at Himeji

Wielką rolę – dowozową, a także lokalną w obrębie przedmieść – spełnia kilkanaście linii kolei prywatnych, rozwiniętych z dawnych kolejek dojazdowych. Są to następujące sieci: Keikyū, Tōkyū, Odakyū, Keiō, Seibu, Keisei, Tōbu. Ich linie mają różny stopień bezkolizyjności w stosunku do sieci ulicznej, jednakże eksploatowane są z intensywnością podobną do metra. Wszystkie kończą się na granicy obszaru centralnego Tokio. Ruch przejmowany jest następnie przez sieć metra albo sieć miejską kolei JR. Część pociągów jadących liniami kolei prywatnych (albo wszystkie – zależnie od linii) może wjeżdżać bezpośrednio na linie metra (tzw. „przechodzenie pociągów”).
Wysoki standard techniczny reprezentuje linia regionalna Tsukuba Express, będąca (podobnie jak Rinkai-sen) koleją „trzeciego sektora” (własność publiczno-prywatna).
Reliktem sieci tramwajowej Toden jest linia Toei-Arakawa-sen, funkcjonująca głównie na wydzielonych torowiskach, w północno-zachodnich dzielnicach. Druga, podobna linia działa w Setagaya-ku jako pozostałość sieci kolejek dojazdowych nadal obsługiwana lekkim taborem (Tōkyū-Setagaya-sen).

#### Autobusy

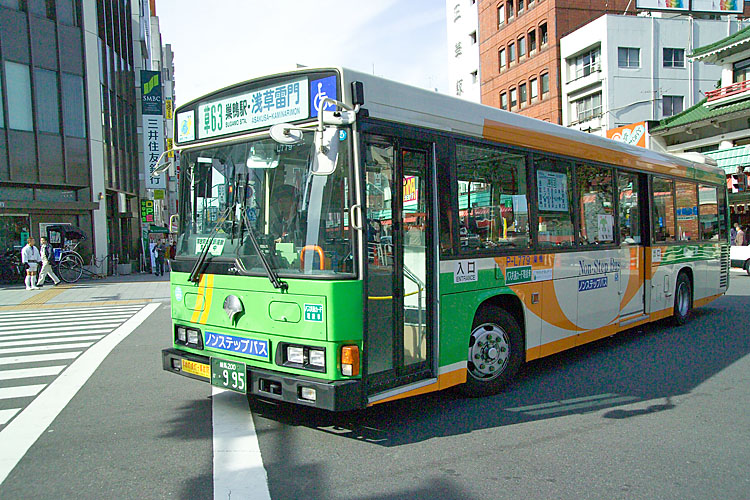
Autobus niskopodłogowy Toei reklamuje się jako „non-step bus”

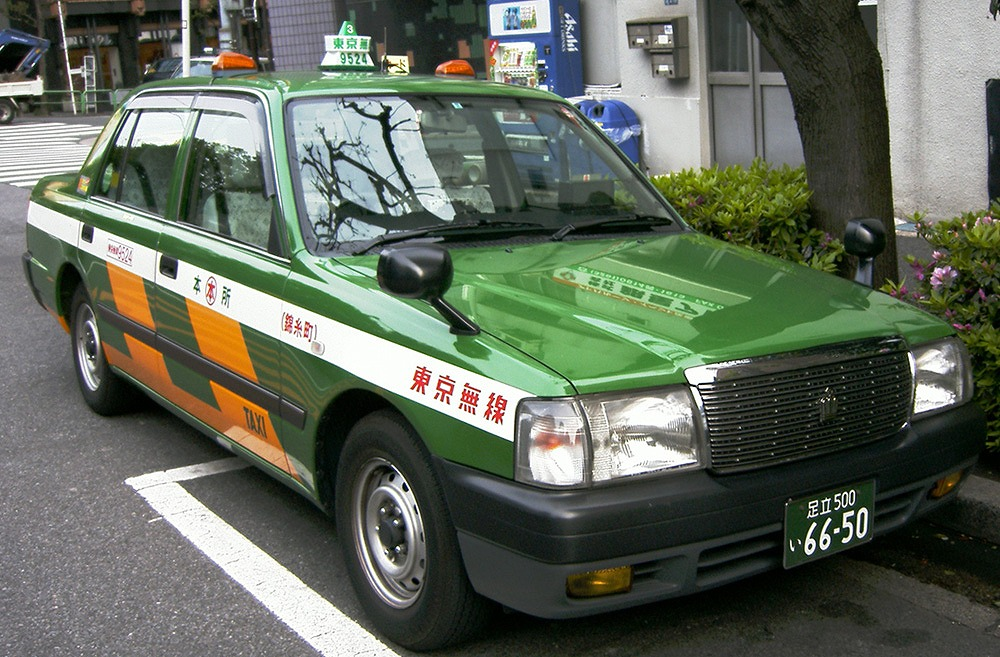
Taksówka jednej z firm przewozowych

Sieć autobusowa podzielona jest na kilka systemów. Większą część obszaru „23-ku” obsługują autobusy Toei. Na peryferiach (również w obrębie „23-ku”) istnieją obszary penetrowane głównie albo wyłącznie przez sieci autobusowe przewoźników prywatnych, którymi najczęściej są firmy eksploatujące też koleje prywatne (Keikyū, Tōkyū, Keiō, Seibu, Keisei). Nie ma powszechnie dostępnej mapy prezentującej linie wszystkich przewoźników. Liczne linie różnych przedsiębiorstw, obsługiwane przez komfortowe autobusy dalekobieżne („limousine bus”), łączą lotniska z różnymi częściami miasta i regionu Tama.
Większość linii autobusowych ma oznaczenia literowo-cyfrowe. Z wyjątkiem niektórych obszarów albo relacji (zwłaszcza peryferyjnych), na których nie działają koleje miejskie, rola autobusów jest drugorzędna.
Podobnie jak w innych miastach kraju, w Tokio właściwie nie ma zbiorowego transportu nocnego. Wszystkie koleje miejskie kończą pracę około 0:30. Nocą jedynym publicznym środkiem transportu są taksówki.

#### Sieć drogowa
Rozwinięta sieć miejskich dróg ekspresowych liczy ok. 280 km i obejmuje miasta Tokio oraz Kawasaki i Jokohamę w sąsiedniej prefekturze Kanagawa. W Tokio sieć ta składa się z małej pętli wokół Nihonbashi i Ginzy, pętli śródmiejskiej, pętli dzielnic wewnętrznych, linii wzdłuż wybrzeża zatoki oraz z kilkunastu tras radialnych. Trasy prowadzone są głównie na estakadach ponad ulicami, kanałami i rzekami (w tym nad nabrzeżem Sumidy). W sąsiedztwie węzłów, a niekiedy także na szlakach, estakady są wielopoziomowe. Cała sieć jest przeciążona. Jest to spowodowane m.in. nieukończeniem autostrad obwodowych na peryferiach (ich zaawansowanie ocenia się tylko na 20%).
Sieć uliczna dysponuje większą liczbą wielopasmowych arterii w śródmieściu niż na peryferiach. Typowa ulica mieszkaniowa, podobnie jak w całej Japonii, jest pozbawiona chodników i z trudem mieści dwa samochody obok siebie. Niektóre gęsto zabudowane przedmieścia mają tak rzadką sieć szerszych ulic, że są na znacznych obszarach pozbawione nawet obsługi autobusowej.

### Charakterystyka mobilności

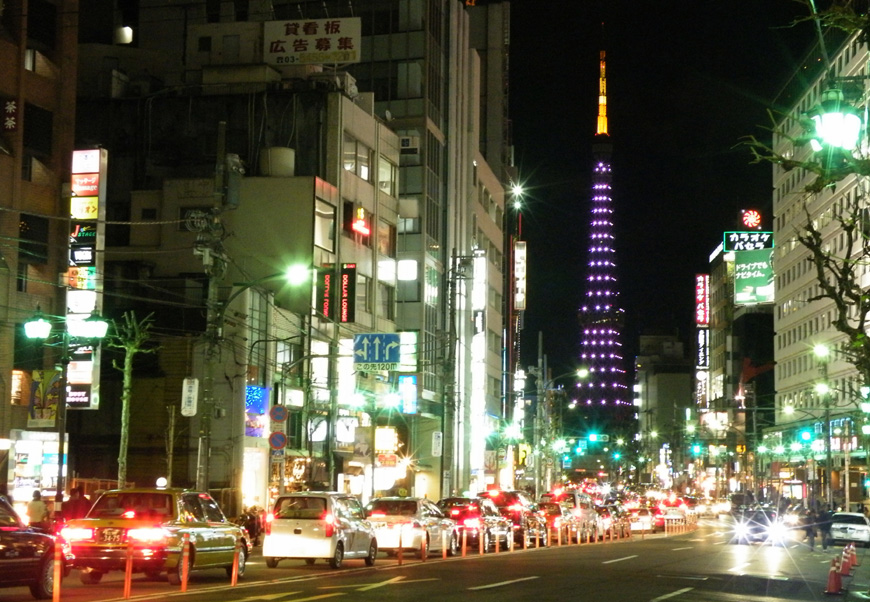
Korek drogowy w Roppongi

Wskaźnik motoryzacji Tokio jest najwyższy wśród metropolii Azji Wschodniej i wynosi ok. 275 samochodów/1000 mieszkańców. Jest on jednak znacznie niższy niż w metropoliach Zachodu. Jest to prawdopodobnie spowodowane wysokim deficytem terenu, podwyższającym znacznie koszty użytkowania samochodu.
Struktura modalna przemieszczeń na obszarze prefektury kształtowała się w 1998 następująco: pieszo i rowerem – 25% podróży, samochodem – 25%, koleją – 47%, autobusem – 3%. Udział poszczególnych rodzajów kolei w przewozach w całym regionie tokijskim przedstawia się następująco (1995): JR – 40%, koleje prywatne – 38%, metro – 22%.
Dla ruchu w aglomeracji charakterystyczne są wielkie potoki dojeżdżających do pracy: do „23-ku” dojeżdża codziennie ok. 2,6 mln osób, w większości do trzech dzielnic centralnych Chūō, Chiyoda i Minato. Codziennie do prefektury Tokio dojeżdża: z prefektury Saitama – 945,9 tys. osób, z Kanagawa – 937,7, z Chiba – 743,9, z Ibaraki – 67,3, z Tochigi – 14,9, z Gunma – 9,1, z Yamanashi – 8,9. Do wydłużania odległości codziennych dojazdów przyczyniają się linie Shinkansen, którymi prowadzi się także szybki ruch regionalny.

## Kultura
Kompleksy wielofunkcyjne
- Tōkyō Geijutsu Gekijō (ang.: Tokyo Metropolitan Art Space TMAS) – zespół teatralno-wystawowy z salą na 2000 miejsc (Ikebukuro)

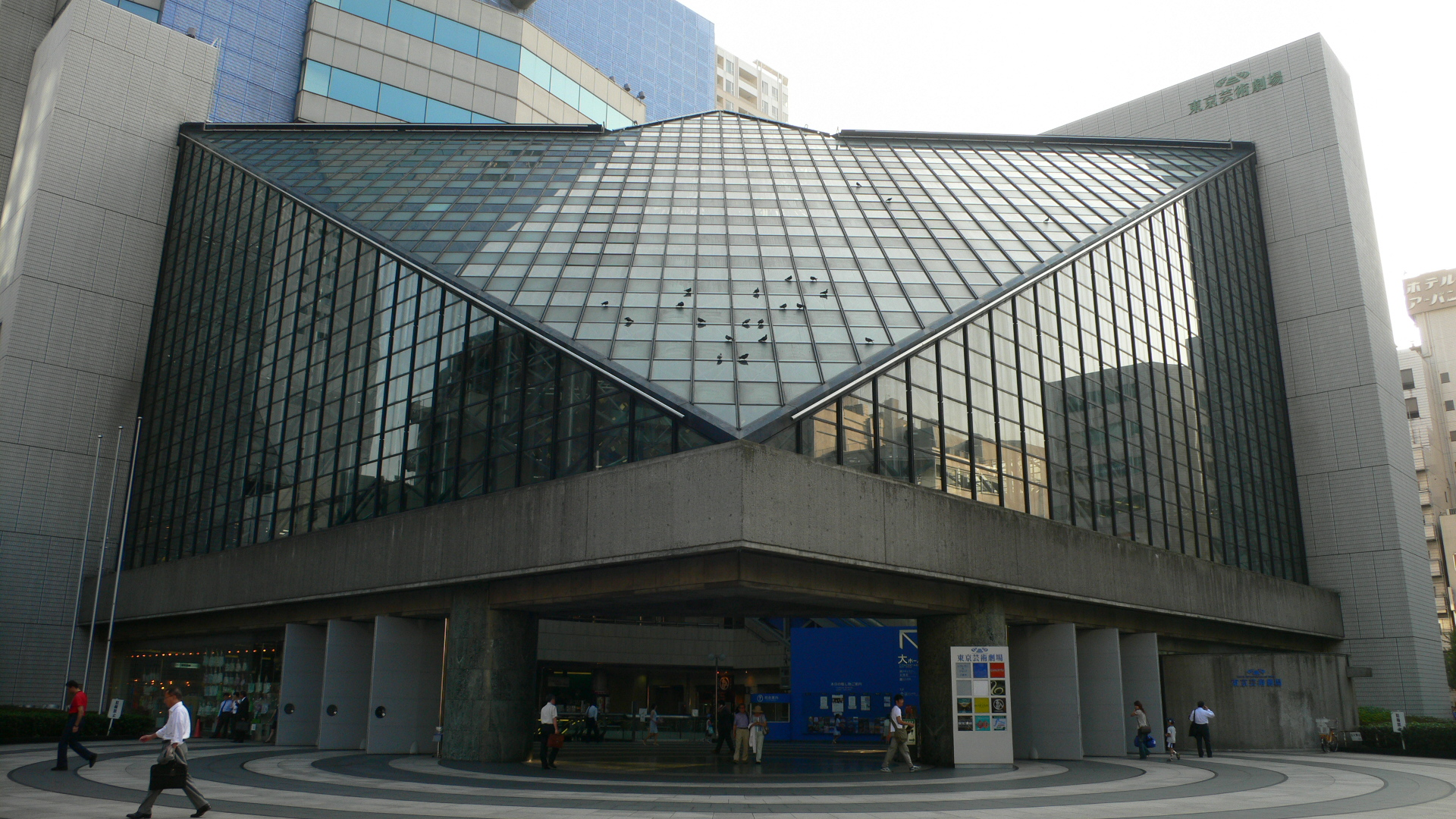
„Metropolitan Art Space”

- Tōkyū Bunkamura – kompleks kulturalno-handlowy w Shibuyi, własność Tōkyū Corporation

Muzea:
– kompleks parku Ueno
- Tōkyō Kokuritsu Hakubutsukan Muzeum Narodowe w Tokio – głównie dawna sztuka japońska i azjatycka;
- Tōkyō-to Bijutsukan (ang.: Tokyo Metropolitan Art Museum) – głównie wystawy sztuki współczesnej
- Kokuritsu Seiyō Bijutsukan Narodowe Muzeum Sztuki Zachodniej – głównie sztuka europejska XVIII i XIX w.

– inne

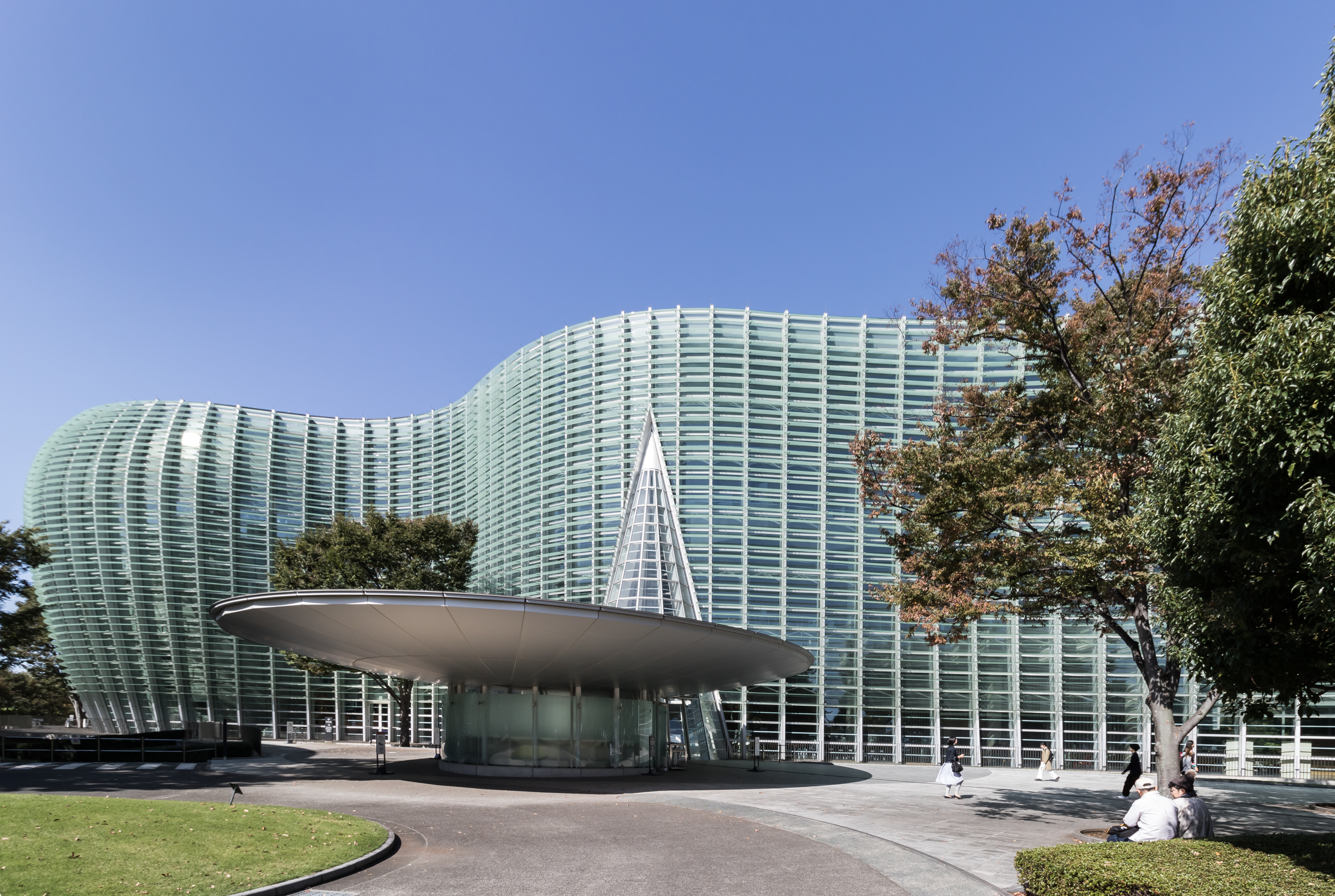
Narodowe Centrum Sztuki w Roppongi, Tokio

- Seitoku-kinen Kaigakan (Galeria Obrazów Meiji) w Meiji-jingū Gai-en – sztuka japońska od Edo do nowoczesności
- Bridgestone Bijutsukan – ekspozycja europejskiego malarstwa, szczególnie impresjonizmu, postimpresjonizmu i modernizmu, także trochę dzieł Japończyków (gmach Bridgestone Corp. w rejonie Kyōbashi)
- Tōkyō Kokuritsu Kindai Bijutsukan (ang.: Tokyo National Museum of Modern Art, w skrócie MOMAT) – pierwsze muzeum sztuki współczesnej – Kitanomaru-kōen, koło Pałacu Cesarskiego; muzeum ma także „National Film Center” w Ginzie
- Kokuritsu Shin-Bijutsukan („Narodowe Centrum Sztuki”) w Roppongi – muzeum sztuki współczesnej
- Tōken Hakubutsukan (Muzeum Mieczy) – znajduje się w Yoyogi 4-chōme
- Fune no kagakukan (Naukowe Muzeum Morskie w Tokio) – na wyspie Odaiba

Teatry, muzyka:
- Kabukiza (Teatr Kabuki) – Ginza

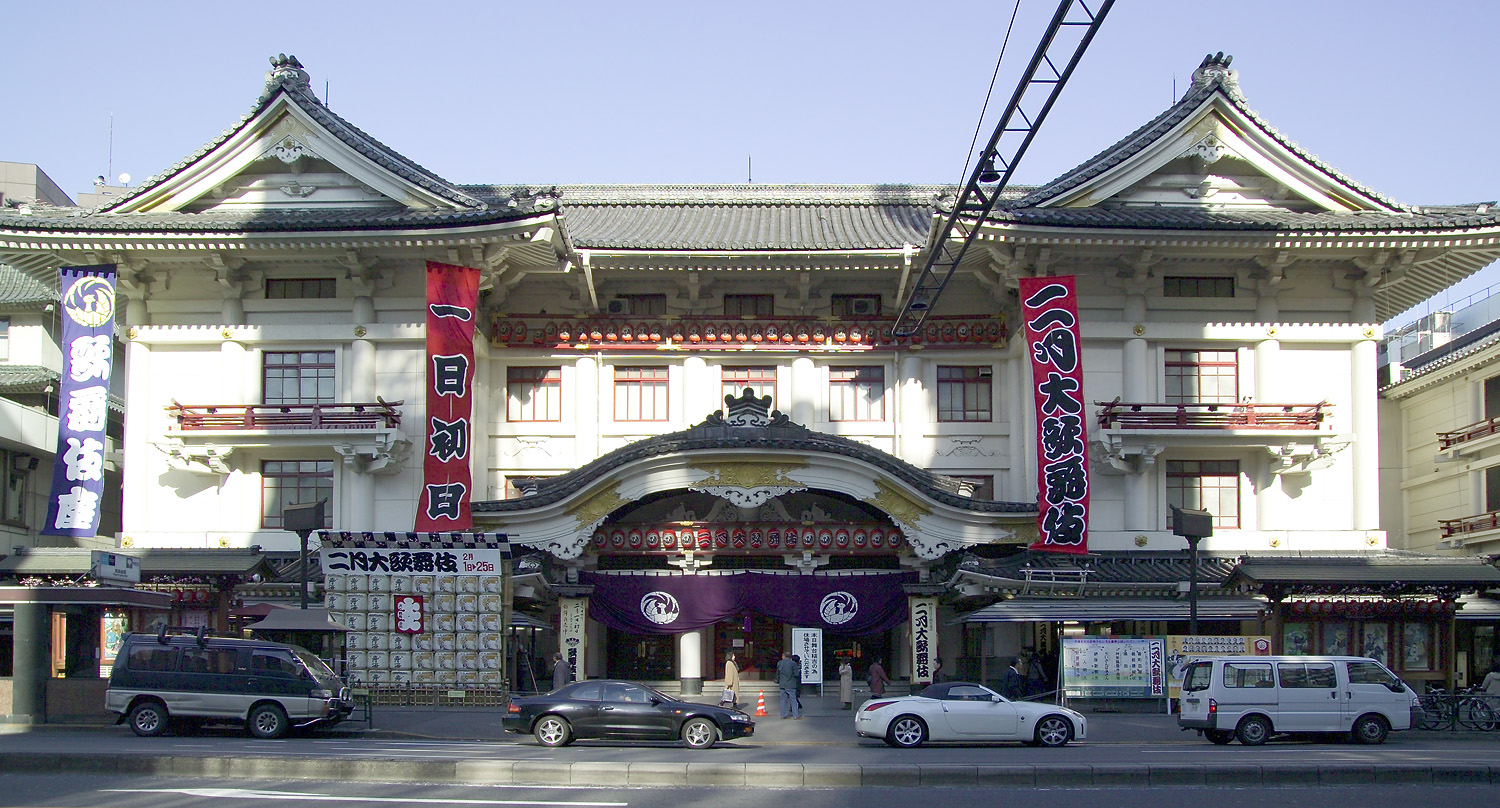
Teatr Kabuki w Ginzie

- Kokuritsu Gekijō (Teatr Narodowy) – wystawia na trzech scenach klasyczny japoński dramat; rejon Hayabusa-chō, Chiyoda-ku (naprzeciwko Hanzōmon – zachodniej bramy Pałacu)
- Shin Kokuritsu Gekijō (Nowy Teatr Narodowy) – tokijska opera i teatr dramatyczny, Shinjuku; kompleks nazywa się też „Tokyo Opera City”
- Suntory Hall – sala koncertowa na 2 tys. miejsc (Roppongi), własność koncernu Suntory
- Tōkyō Firuhāmonī Kōkyō Gakudan („Tokijska Orkiestra Filharmoniczna”) – główna siedziba Bunkamura Orchard Hall (Shibuya); grywa także w Tokyo Opera City (kompleks Nowego Teatru Narodowego) i w Suntory Hall
- Tōkyo-to Kōkyō Gakudan („Tokyo Metropolitan Symphony Orchestra”, w skrócie Tokyō)
- Tōkyō Bunka Kaikan (ang.: Tokyo Festival Hall) – sala koncertowa w parku Ueno

## Nauka i edukacja
Wybrane uczelnie
Państwowe
- Tōkyō Daigaku

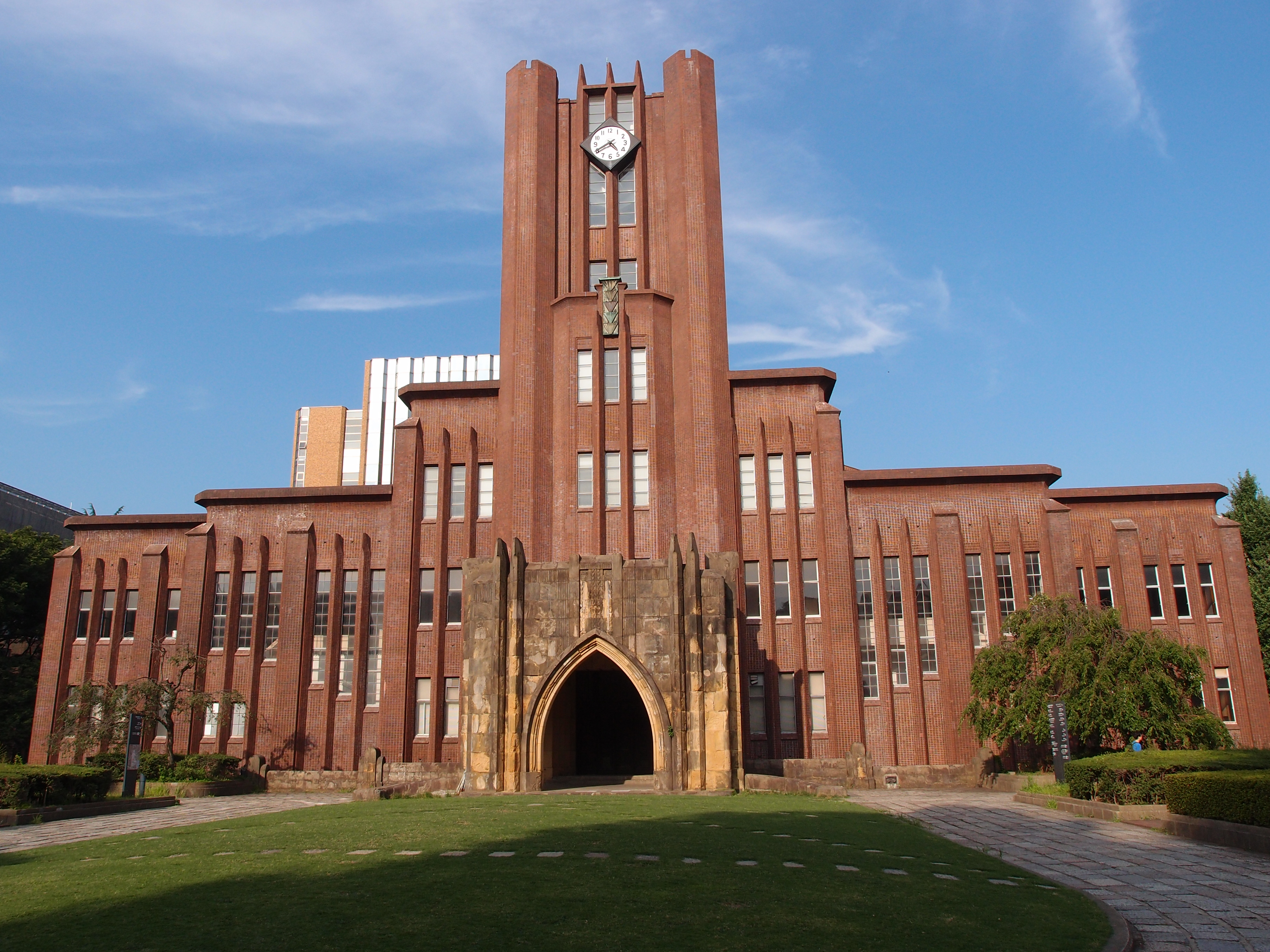
Uniwersytet Tokijski (Tōkyō Daigaku)

- Tōkyō Kōgyō Daigaku (ang. Tokyo Institute of Technology), w skrócie Tokyo Tech, TiTech, Tōkōdai
- Hitotsubashi Daigaku (ang. Hitotsubashi University) – nauki społeczne
- Ochanomizu Joshi Daigaku (ang. Ochanomizu University) – prestiżowy uniwersytet dla kobiet
- Tōkyō Gakugei Daigaku (ang. Tokyo Gakugei University), w skrócie Gakudai – uniwersytet pedagogiczny
- Tōkyō Ika Shika Daigaku (ang. Tokyo Medical and Dental University)
- Tōkyō Geijutsu Daigaku (ang. Tokyo National University of the Arts), w skrócie Geidai – w Ueno

Publiczne
- Shuto Daigaku Tōkyō (ang. Tokyo Metropolitan University) – w mieście Hachiōji

Prywatne

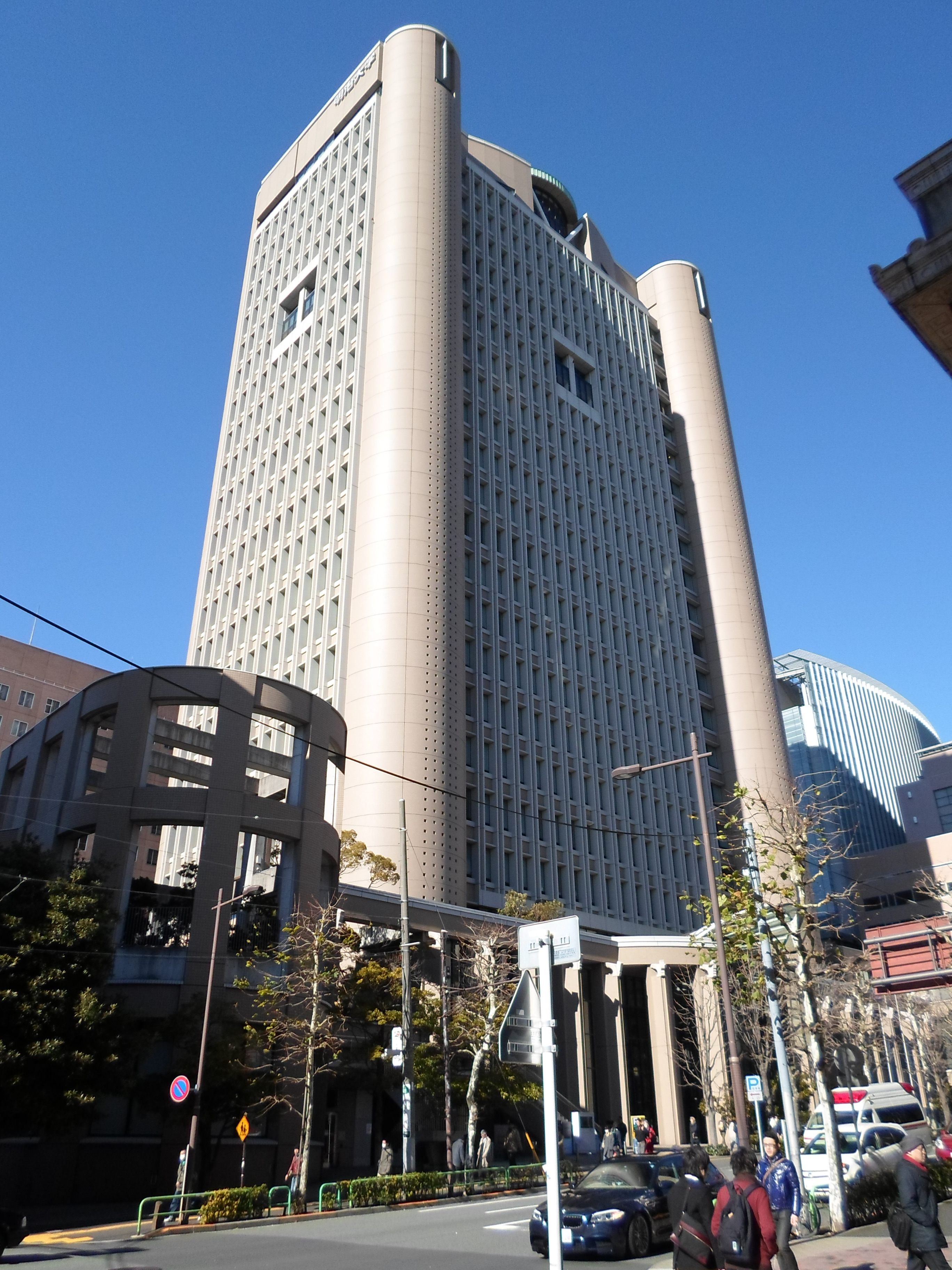
Uniwersytet Meiji (Meiji Daigaku)

- Meiji Daigaku (ang. Meiji University) – zał. 1888, Ochanomizu i dwa inne kampusy w mieście
- Keiō Gijuku Daigaku (ang. Keio University)
- Waseda Daigaku (ang. Waseda University), w skrócie Sōdai
- Tōkyō Rika Daigaku (ang. Tokyo University of Science)
- Chūō Daigaku – kampusy w Tokio (Korakuen i Ichigaya) oraz w Hachiōji
- Tōkyō Ika Daigaku (ang. Tokyo Medical University, TMU)
- Tōkyō Kōgei Daigaku (ang. Tokyo Polytechnic University), studia m.in. nad mangą i animacją
- Tōkyō Nōgyō Daigaku (ang. Tokyo University of Agriculture), w skrócie Nōdai
- Seishin Joshi Daigaku (ang. University of the Sacred Heart), studia humanistyczne dla kobiet
- Jōchi Daigaku (ang. Sophia University), nauki humanistyczne, społeczne i przyrodnicze
- Tōkyō Joshi Daigaku (ang. Tokyo Woman’s Christian University), w skrócie Tōnjo
- Rikkyō Daigaku (ang. Rikkyo University, znany także pod nazwą Saint Paul’s University)
- Tōkai Daigaku (ang. Tokai University)
- Shibaura Kōgyō Daigaku (ang. Shibaura Institute of Technology) SIT, w skrócie Shibaura Kōdai

Wybrane biblioteki
- Kokuritsu Kokkai Toshokan (ang. National Diet Library, pol.: Biblioteka Parlamentu) – 12 mln woluminów
- Tōkyō Daigaku Toshokan (ang. Tokyo University Library) – 8 mln woluminów
- Tōkyō Toritsu Toshokan (ang. Tokyo Metropolitan Library), główna siedziba w Minami Azabu; ma m.in. dużą kolekcję dokumentów dotyczących historii miasta
- Biblioteka Uniwersytetu Waseda – 4,5 mln woluminów
- Biblioteka Uniwersytetu Keiō – 2,5 mln woluminów

Wybrane muzea (spośród ok. stu)

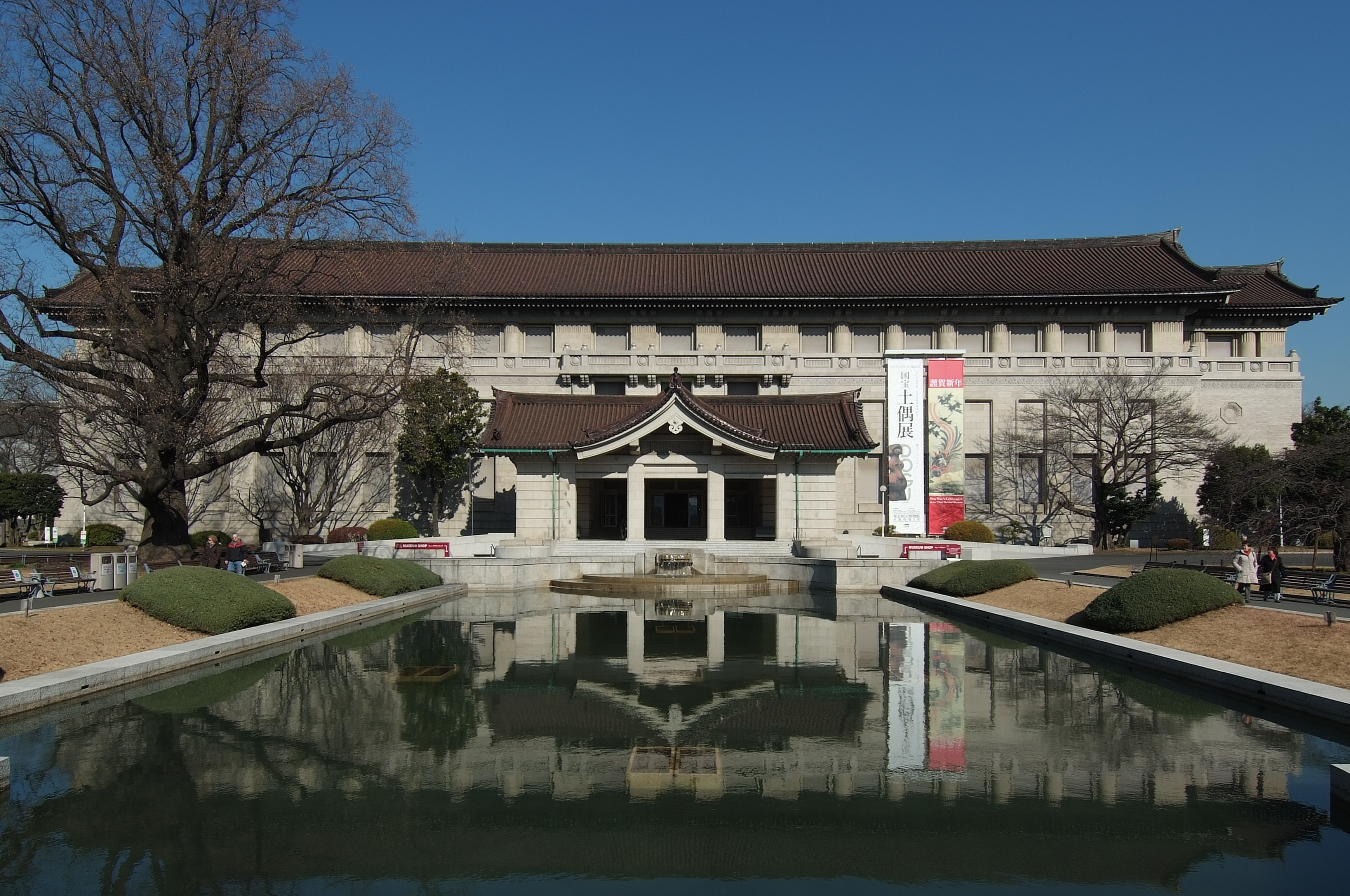
Gmach główny Muzeum Narodowego

- Tōkyō Kokuritsu Hakubutsukan (ang. Tokyo National Museum), Muzeum Narodowe w Tokio – najstarsze i największe muzeum w Japonii, założone w 1872
- Edo-Tōkyō Hakubutsukan (ang. Edo-Tokyo Museum), Muzeum Edo-Tokio w dzielnicy Ryōgoku – ekspozycja dziejów miasta w interesującej aranżacji; oddziałem muzeum jest skansen miejskiej zabudowy drewnianej Edo-Tōkyō Tatemonoen w mieście Koganei
- Nippon Kagaku Miraikan (ang. National Museum of Emerging Science and Innovation) – „Muzeum Przyszłości”, otwarte na wyspie Odaiba w 2001
- Mitaka no Mori Jiburi Bijutsukan (ang. Mitaka Forest Ghibli Museum), nazwa formalna: Mitaka Shiritsu Animēshon Bijutsukan, pol. Muzeum Filmu Animowanego Miasta Mitaka) – położone w parku Inokashira, w Mitace
- Fune no Kagakukan (ang. Museum of Maritime Science), Naukowe Muzeum Morskie w Tokio – otwarte w 1974 w dzielnicy Shinagawa, poświęcone technice morskiej i związkom Japonii z morzem
- Kokuritsu Kagaku Hakubutsukan (ang. National Museum of Nature and Science), Narodowe Muzeum Przyrody i Nauki – prezentuje liczne wystawy z zakresu historii naturalnej, interaktywne doświadczenia naukowe, a także eksponaty poświęcone nauce japońskiej sprzed okresu Meiji

## Sport

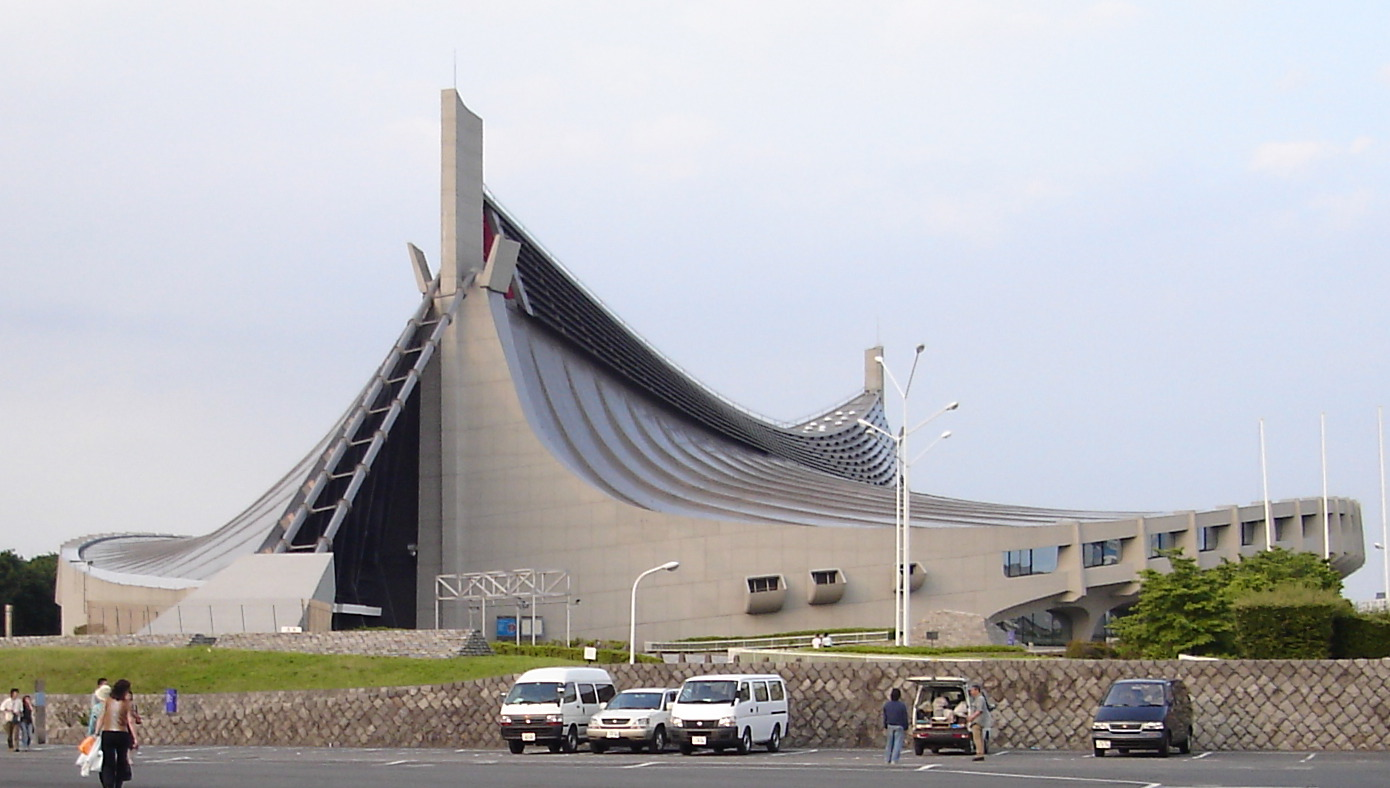
Zbudowana według projektu Kenzō Tange z okazji olimpiady w 1964 r. hala Yoyogi

XVIII Igrzyska Olimpijskie w 1964 odbyły się w Tokio. Stały się imprezą łączącą tradycje ze współczesnością (zastosowano m.in. najnowsze techniki pomiarów wyników). Po wykluczeniu przez organizatorów niektórych sportowców z Indonezji oraz Korei Północnej państwa te wycofały swoje reprezentacje. MKOL nie wyraził zgody na występ ekip RPA, co było reakcją na rasistowską (w stosunku do czarnoskórej większości) politykę rządu w Pretorii. Do programu igrzysk wprowadzono kobiecą i męską siatkówkę oraz narodowy sport Japonii – judo. Lekkoatletyka została poszerzona o dwie nowe konkurencje dla kobiet: pięciobój lekkoatletyczny (późniejszy siedmiobój) i bieg na 400 m. Igrzyska olimpijskie w Tokio były rekordowe pod względem osiągniętych wyników – pobito 37 rekordów świata i 77 olimpijskich.
Kompleks Jingū Gai-en:

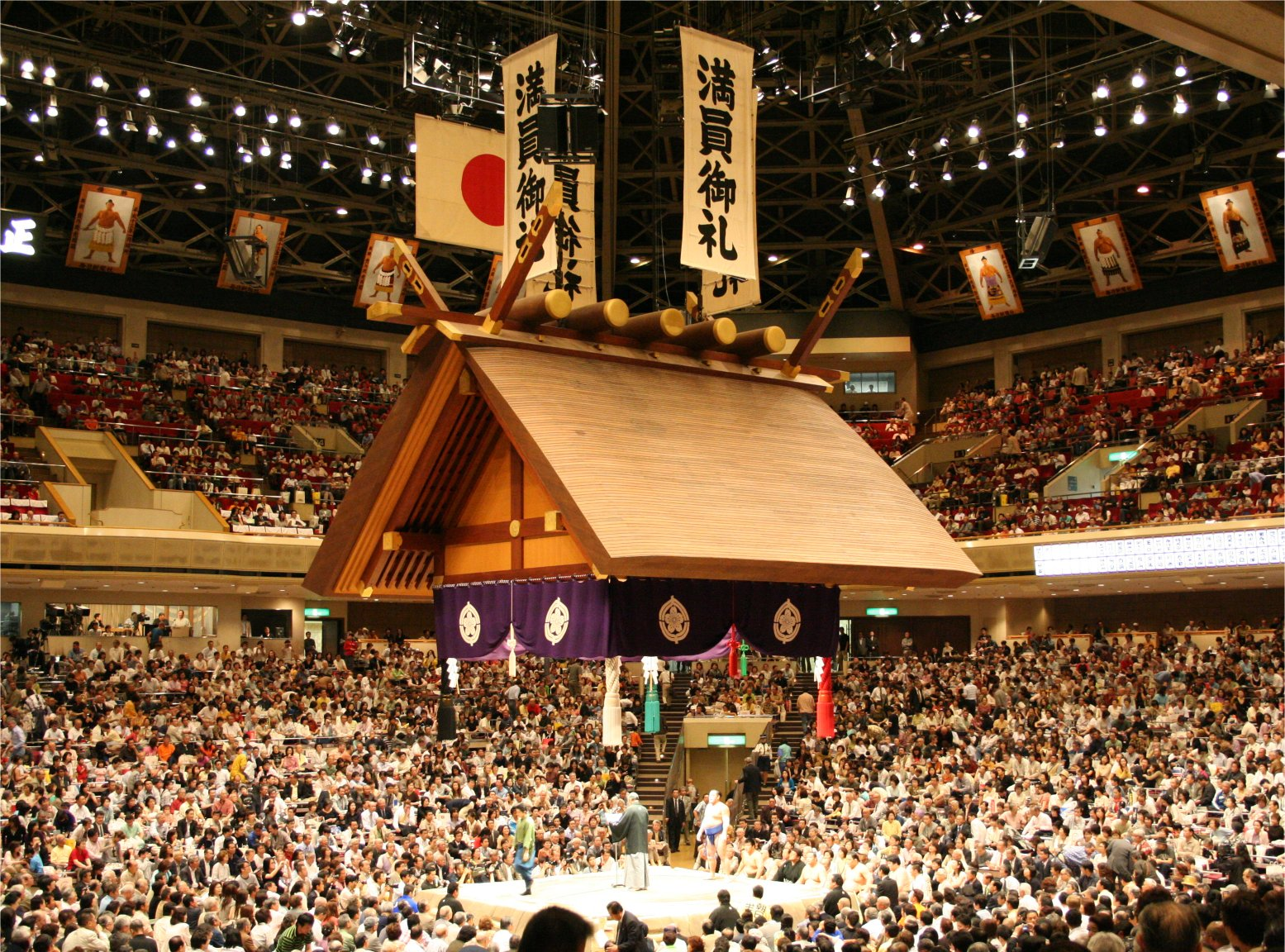
Turniej sumō w Ryōgoku Kokugi-kan

- Kokuritsu Kasumigaoka Rikujō Kyogijō, Narodowy Stadion Olimpijski – stadion główny Olimpiady 1964, zbudowany w 1958
- Meiji Jingū Yakyūjō, Stadion Meiji Jingu – stadion baseballu z 1926, używany przez klub Tokyo Yakult Swallows; własność Świątyni Meiji
- Chichibunomiya Ragubi-jō, Chichibunomiya Rugby Stadium
- Tōkyō Tai’ikukan, Tokyo Metropolitan Gymnasium – kryta hala z 1954

Inne:

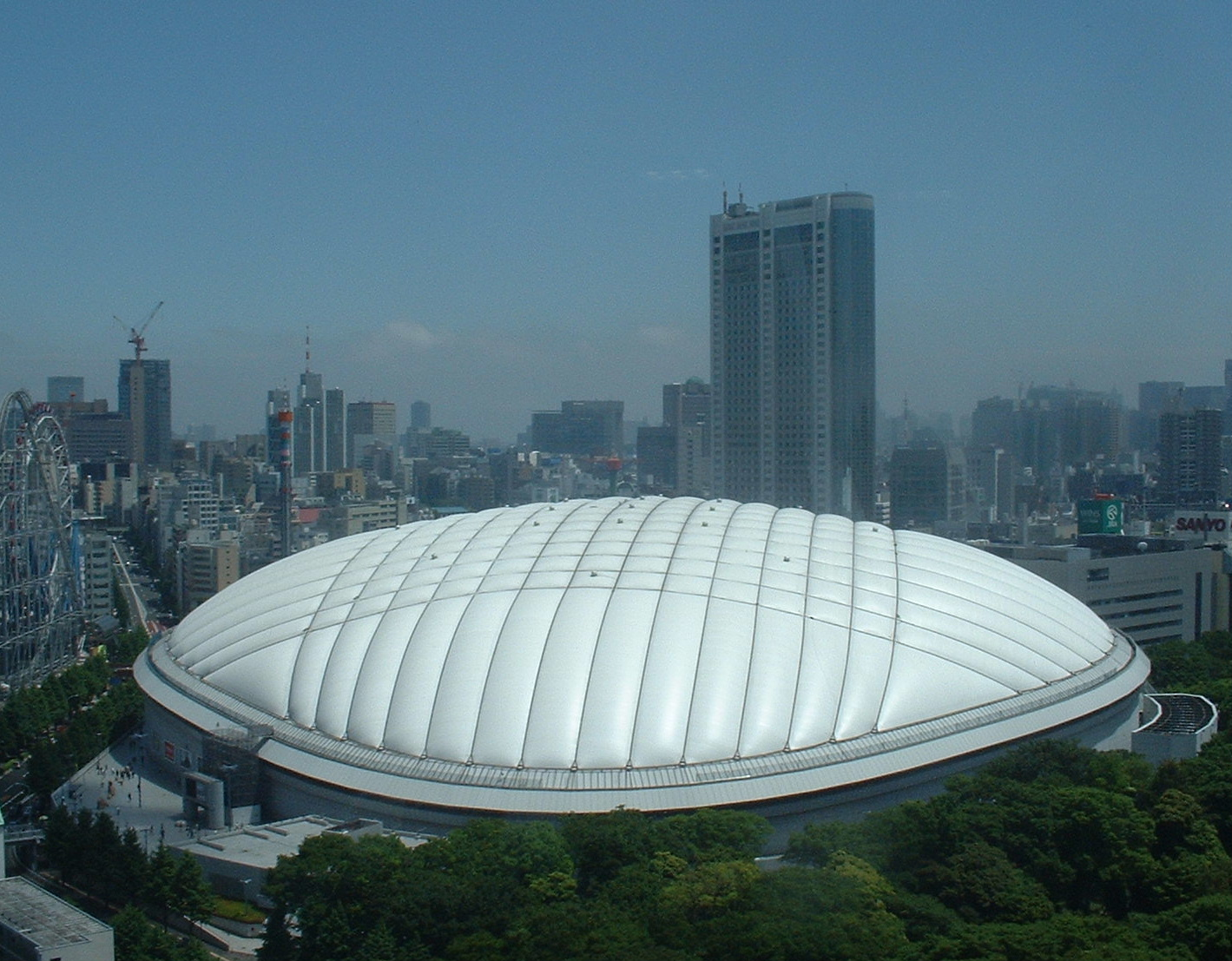
Tokyo Dome

- Ryōgoku Kokugikan – kryta hala dla zawodów sumo, dzielnica Ryōgoku, Sumida-ku
- Tōkyō Dome – stałym użytkownikiem hali jest klub baseballowy Yomiuri Giants, ale służy też rozmaitym imprezom sportowym
- Komazawa Olympic Park z 1959, ze stadionem piłkarskim i halą lekkoatletyczną – w Setagaya-ku
- Kokuritsu Yoyogi Kyōgijō (ang.: Yoyogi National Gymnasium) – duża i mała hala, pierwotnie pływalnia, obecnie głównie hokej i koszykówka (zbud. 1964)
- Kōrakuen Hall (w kompleksie Tokyo Dome) oraz Differ Ariake (na Ariake) – kryte areny, gdzie odbywają się zawody sportów walki (boks, zapasy)
- Ariake Tenisu-no Mori Kōen, Ariake Tennis Forest Park; kompleks obejmuje halę Ariake Coliseum – na wyspie Ariake
- Tokyo Stadium (albo Ajinomoto Stadium) – główny stadion Football Club Tokyo – w mieście Chōfu
- Edogawa-ku Rikujō Kyōgijō, Stadion Edogawa – głównie piłka nożna europejska
- Ōi Keiba-jō, Tor Wyścigów Konnych Ōi – Shinagawa-ku
- Tōkyō Keiba-jō, Tor Wyścigów Konnych Tokyo (zbudowany w 1933) – w mieście Fuchū
- Wakasu Golf Rings – pole golfowe na sztucznej wyspie Wakasu, jedyne na terenie miasta; poza nim kilka pól mieści się w regionie Tama (Inagi, Machida, Hachiōji, Chōfu).

## Sąsiednie miasta
|              | Północ: Saitama                              |                                                            |
| Zachód: Kōfu | Tokio, Tokijski Międzynarodowy Port Lotniczy | Wschód: Chiba, Narita, Międzynarodowy Port Lotniczy Narita |
|              | Południe: Kawasaki, Jokohama                 |                                                            |

## Miasta i regiony partnerskie
- Nowy Jork, Stany Zjednoczone (29.02.1960)
- Madryt, Hiszpania (2.7.1965)
- Pekin, Chińska Republika Ludowa (14.03.1979)
- Paryż, Francja (14.07.1982)
- Nowa Południowa Walia, Australia (9.05.1984)
- Seul, Korea Południowa (3.09.1988)
- Dżakarta, Indonezja (23.10.1989)
- São Paulo, Brazylia (13.06.1990)
- Kair, Egipt (23.10.1990)
- Moskwa, Rosja (16.07.1991)
- Berlin, Niemcy (14.05.1994)
- Rzym, Włochy (5.07.1996)
- Londyn, Wielka Brytania (14.10.2015)